# Gustav Klimt
« Klimt » redirige ici. Pour les autres significations, voir Klimt (homonymie).
Gustav Klimt, né le 14 juillet 1862 à Baumgarten en Autriche-Hongrie et mort le 6 février 1918 à Vienne, est un peintre symboliste autrichien et l'un des membres les plus en vue du mouvement Art nouveau et de la Sécession de Vienne.
Peintre de figures, sujets allégoriques, nus, portraits et paysages, il est aussi dessinateur, décorateur, peintre de cartons de tapisseries et de mosaïques, céramiste et lithographe.

## Biographie

### Jeunesse et débuts
Deuxième enfant d'une famille de sept, Gustav Klimt naît à Baumgarten le 14 juillet 1862, près de Vienne. Fils d'Ernst Klimt (1834-1892), orfèvre ciseleur de métaux précieux, et d'Anna Finster (1836-1915), une chanteuse lyrique qui n’a pas fait carrière,, Gustav a grandi dans la pauvreté. Son père, d'origine tchèque et ne parlant pas bien l'allemand, n'a pas les contacts nécessaires pour gagner assez d'argent pour subvenir correctement aux besoins de sa famille. Toute la famille vit dans une même pièce. Alors que Gustav n'a que 12 ans, sa sœur, Anna, âgée de 5 ans, meurt d'une maladie infantile. Sa mère n'arrive pas à le supporter et s'effondre totalement. Scolarisé partiellement, Gustav est la cible des autres élèves et se sent rejeté, se plongeant dans le dessin. Avec son frère Ernst, il commence à aider leur père dans son travail d'orfèvre.

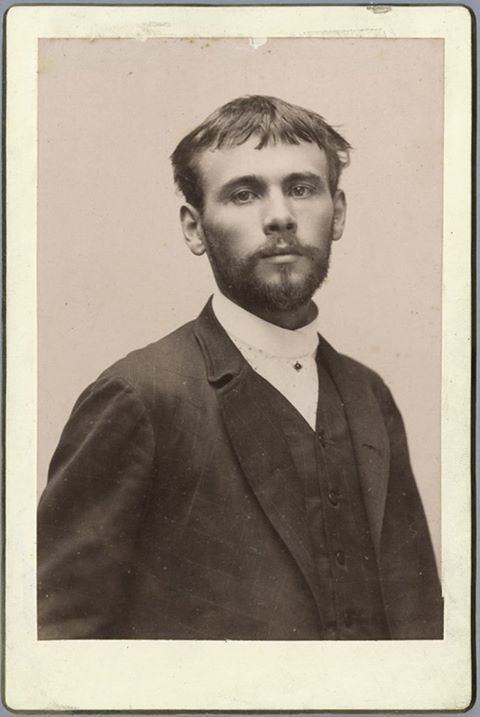
Gustav Klimt en 1887.

En 1876, à l'âge de 14 ans, il rentre à l'école des arts appliqués de Vienne, Ernst le rejoignant un an après en 1877,. Les frères y sont les élèves de Ferdinand Laufberger et de Julius Victor Berger,.
En 1879, Gustav Klimt débute comme décorateur dans l'équipe de Hans Makart à qui il rêvera de ressembler pendant un temps, en participant à l'organisation du Festzug (noces d'argent du couple impérial). Ce n'est pas le style rococo de Makart qui attire Klimt mais ce goût de l'excès. La même année, les frères Klimt et leur ami Franz Matsch décorent la cour intérieure du musée d'Histoire de l'art,.
En 1880, Gustav Klimt adhère au Künstlerhaus (la Compagnie des artistes), intermédiaire influent entre les artistes et leur public, qui se chargeait d’aider les premiers. En 1883, Gustav, Ernst et Franz créent un atelier collectif appelé Künstler-Compagnie. Le trio réalise en particulier de nombreuses fresques, allégories et emblèmes dans un style académique ; la précision des portraits de Klimt est renommée. Il se voit confier la décoration de murs et plafonds de villas mais aussi de théâtres et édifices publics,. En 1885, il décore la villa Hermès, retraite favorite de l'impératrice Elizabeth dans le Lainzer Tiergarten, d'après les dessins de Hans Makart, le théâtre de Carlsbad en 1886, les plafonds du théâtre de Fiume en 1893. Entre 1886 et 1888, il peint l'escalier du Burgtheater à Vienne et son style commence à se différencier de celui de son frère Ernst Klimt et de celui de Franz Matsch, Gustav Klimt montrant ses capacités techniques en réalisant des « portraits réalistes à la précision photographique »,.

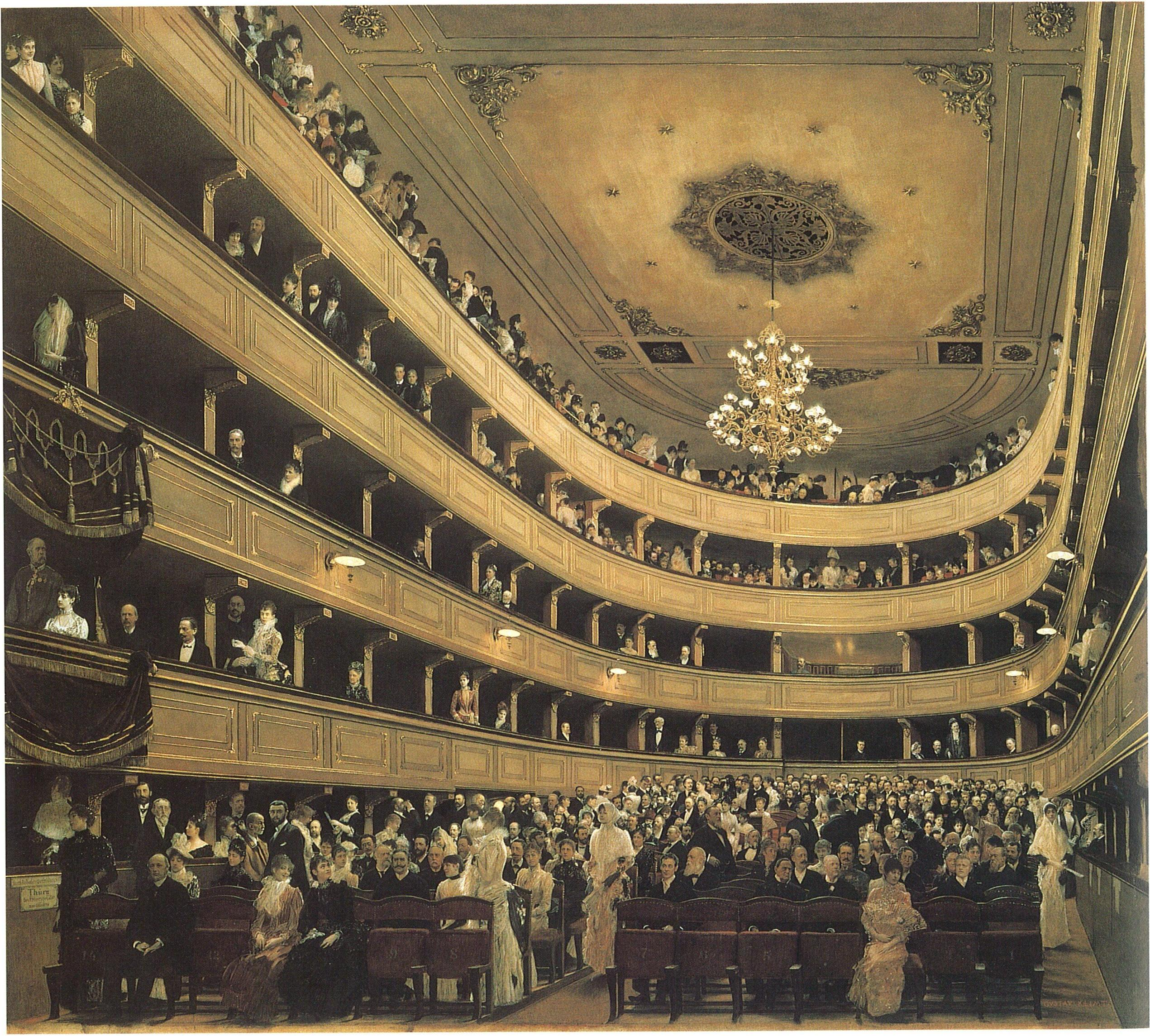
(Salle de l'ancien Burgtheater, Vienne), 1888. Cette œuvre comporte des reproductions de nombreuses personnalités autrichiennes de l'époque comme Serena Pulitzer, Johannes Brahms, Alexander Girardi ou Karl Lueger (omis initialement par Klimt et rajouté par après).

Les qualités artistiques de Gustav Klimt sont reconnues officiellement et l’artiste reçoit, en 1888, à l'âge de 26 ans, la croix d'or du Mérite artistique des mains de l'empereur François-Joseph,. En 1890, il réalise la décoration du grand escalier du musée d'Histoire de l'art, qu'il mène à bien malgré le décès du maître d'œuvre de ce travail, Hans Makart, travail qui consolide encore sa réputation. Il reçoit le prix de l'empereur pour l’œuvre représentant La Salle de l'ancien Burgtheater, Vienne. Ainsi, jusqu'en 1890, Gustav Klimt commence sa carrière en se forgeant une solide réputation de peintre décorateur répondant à des demandes officielles de peintures architecturales, mais sans réelle originalité. Par la suite, son art devient moderne et plus original. Klimt s'exprime totalement et librement, comme l'indiquent les inscriptions sur le tableau Nuda Veritas : « Si l’on ne peut par ses actions et son art plaire à tous, il faut choisir de plaire au petit nombre. Plaire à beaucoup n’est pas une solution. ».
En 1892, son père meurt d'apoplexie — comme il en mourra lui-même ; son frère Ernst Klimt meurt également la même année, ce qui provoque la dissolution de la Compagnie.

### Années 1890: rencontre d'Emilie Flöge et rupture avec l'académisme

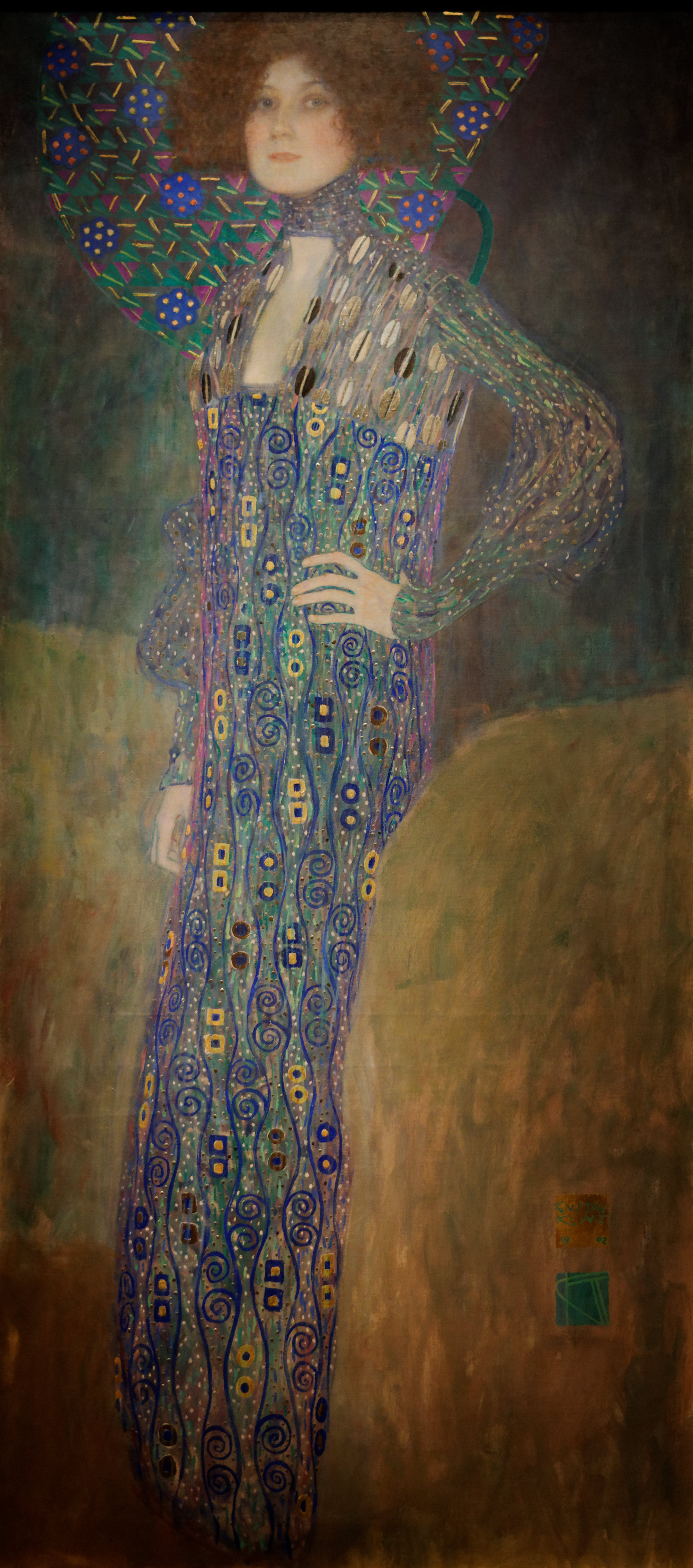
Portrait d'Emilie Flöge (1902), musée de Vienne.

À la mort de son frère, il doit assurer la sécurité financière de sa famille et de la veuve de ce dernier, Helene Flöge. Il amorce sa rupture avec l'académisme. En 1893, le ministre de la Culture refuse sa nomination à la chaire de peinture d'histoire des Beaux-Arts.
Klimt prend pour compagne Emilie Flöge, qui tient une maison de couture, et se rapproche en ces débuts des années 1890 des écrivains Arthur Schnitzler, Hugo von Hofmannsthal et Hermann Bahr.
En 1894, il est chargé avec Franz Matsch de la décoration de l'aula magna de l'université et réalise trois œuvres monumentales. L'année suivante, Klimt reçoit à Anvers le grand prix pour la décoration de l'auditorium du théâtre du château Esterházy à Totis (Hongrie).
En 1895, lors d'une exposition à Vienne, il découvre les œuvres de Max Liebermann, Félicien Rops, Julius Klinger, Arnold Böcklin et Auguste Rodin.
Avec plusieurs de ses amis, dont Koloman Moser, Joseph Maria Olbrich, Carl Moll, Josef Hoffmann, Max Kurzweil, Josef Engelhart (de) et Ernst Stöhr, il crée le 3 avril 1897 le groupe des sécessionnistes qui fonde en janvier 1898 une revue d'art intitulée Ver sacrum (« Printemps sacré »). Le groupe ambitionne de construire un édifice consacré aux arts. Klimt participe la même année à la fondation de l'Union des artistes figuratifs, appelée la Sécession viennoise, avec 19 artistes du Künstlerhaus. Cette séparation marque le désir de nouveauté de Klimt et d'une multitude d'autres artistes face à « l'inflexible résistance au changement » de l'académisme viennois, responsable d'un véritable « obscurantisme » artistique. De son côté, le Künstlerhaus ne met pas réellement en place de transmission entre les artistes étrangers innovants et leurs confrères autrichiens.
Klimt devient président de cette association, dont l'objectif est de réformer la vie artistique de l'époque et de réaliser des œuvres d'art qui élèvent « l'art autrichien à une reconnaissance internationale à laquelle il aspire ». Il s'agit aussi de combler le fossé entre les arts dit mineurs, de rapprocher les objets utilitaires et les objets d'art — pour créer une œuvre d'art totale, selon une citation de Wagner —, de transformer le monde au moyen des arts. Les arts doivent éveiller les consciences et s'éloigner de toute compromission avec l'art et l'académisme établis.

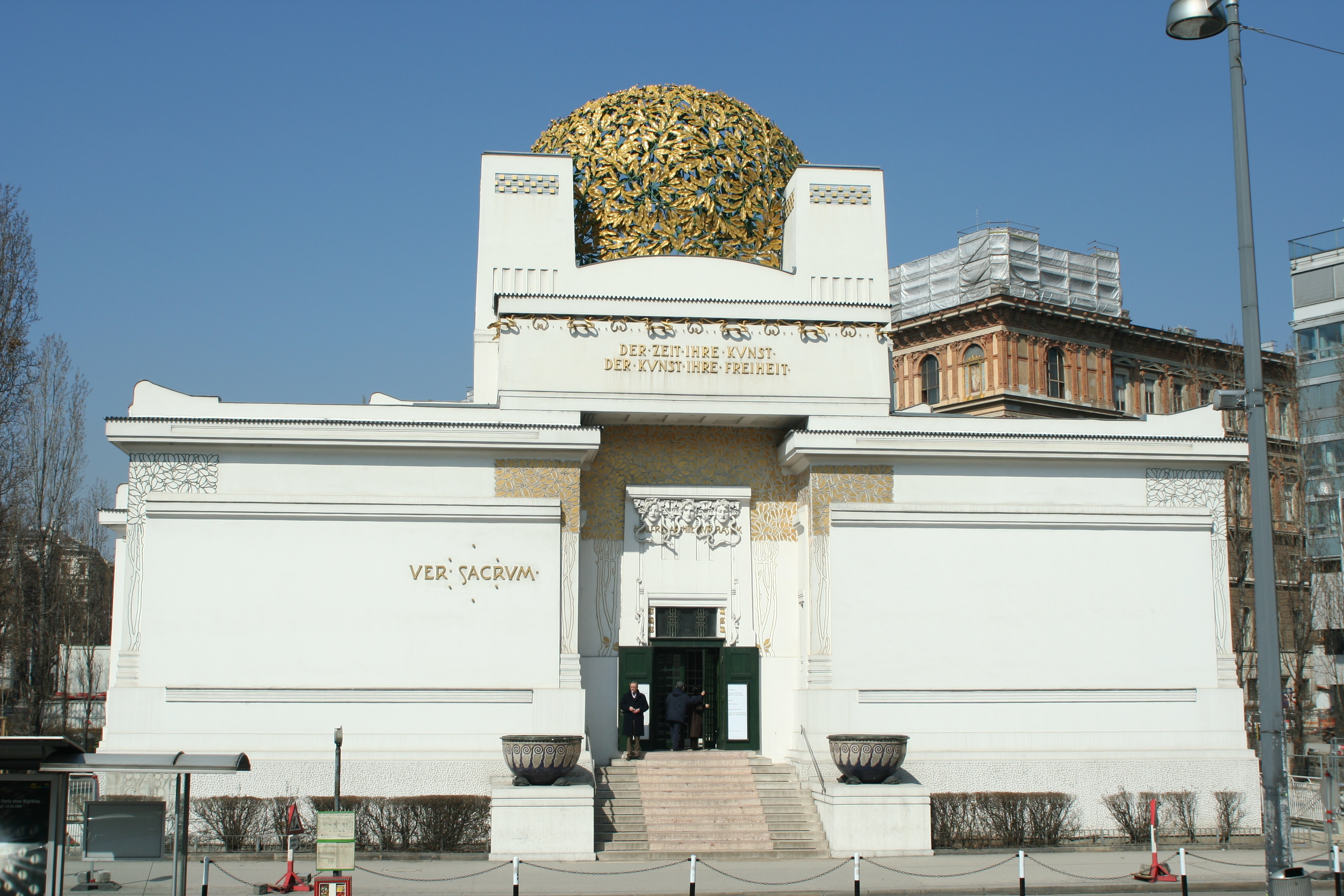
Palais de la Sécession à Vienne.

Cette fondation est en quelque sorte la réponse au mouvement Art nouveau en France et au Jugendstil qui se développe en Allemagne. Leur revue Ver sacrum devient le moyen d'expression de la Sécession, et le porte-parole de cette volonté de changer le monde. Josef Maria Olbrich parvient à réaliser l'édifice consacré aux arts souhaité par Klimt, le palais de la Sécession, qui donne aux jeunes artistes figuratifs un lieu permanent d'exposition pour leurs œuvres, et cristallise comme une sorte de manifeste les idées du groupe : « À chaque époque son art, à tout art sa liberté ».
À partir de 1897, Klimt commence à passer ses étés avec Emilie Flöge dans le Kammer et la région de l'Attersee, où il peint ses premiers paysages.

En 1898, il crée une affiche pour la première exposition et l'ouverture de la Sécession. L'affiche représente Thésée, entièrement nu, terrassant le Minotaure. Cette affiche est censurée par les autorités viennoises et les parties génitales de Thésée couvertes, ce qui ne manque pas d'irriter Klimt.

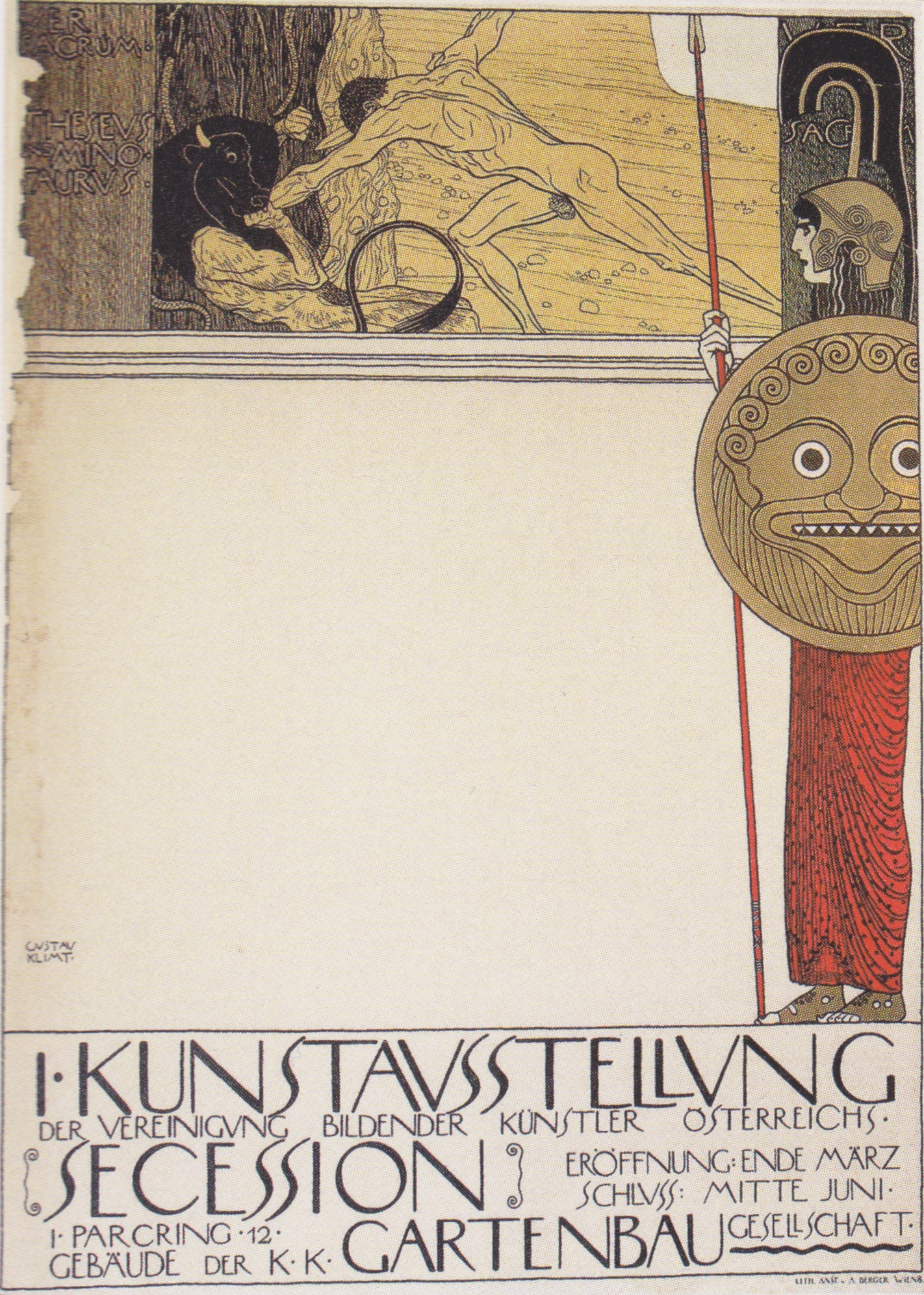
Affiche de Klimt pour l'ouverture du palais de la Sécession.
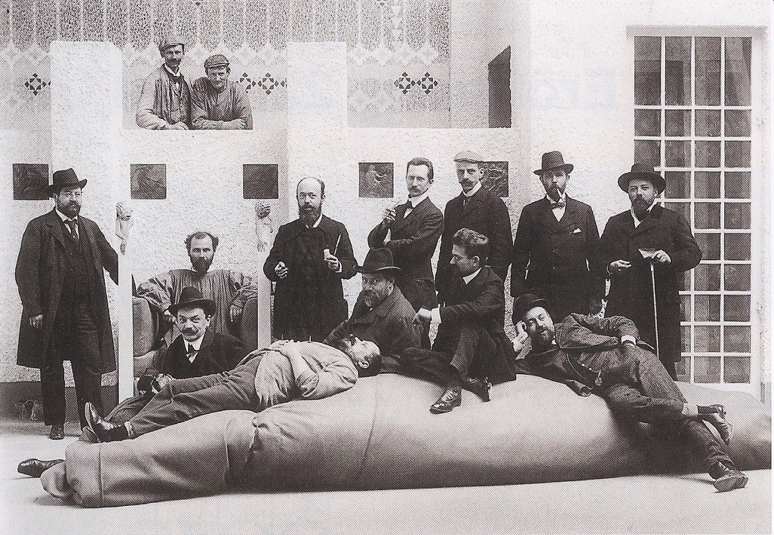
Membres de la Sécession viennoise photographié par Moritz Nähr. De gauche à droite : Anton Stark, Gustav Klimt, Koloman Moser (chapeau), Adolf Boehm (en), Maximilian Lenz (couché), Ernst Stöhr (chapeau), Wilhelm List, , Emil Orlik (assis), Maximilien Kurzweil (casquette), Leopold Stolba, Carl Moll (couché) et Rudolf Bacher. Vienne, 1902[8].

#### Pallas Athéna

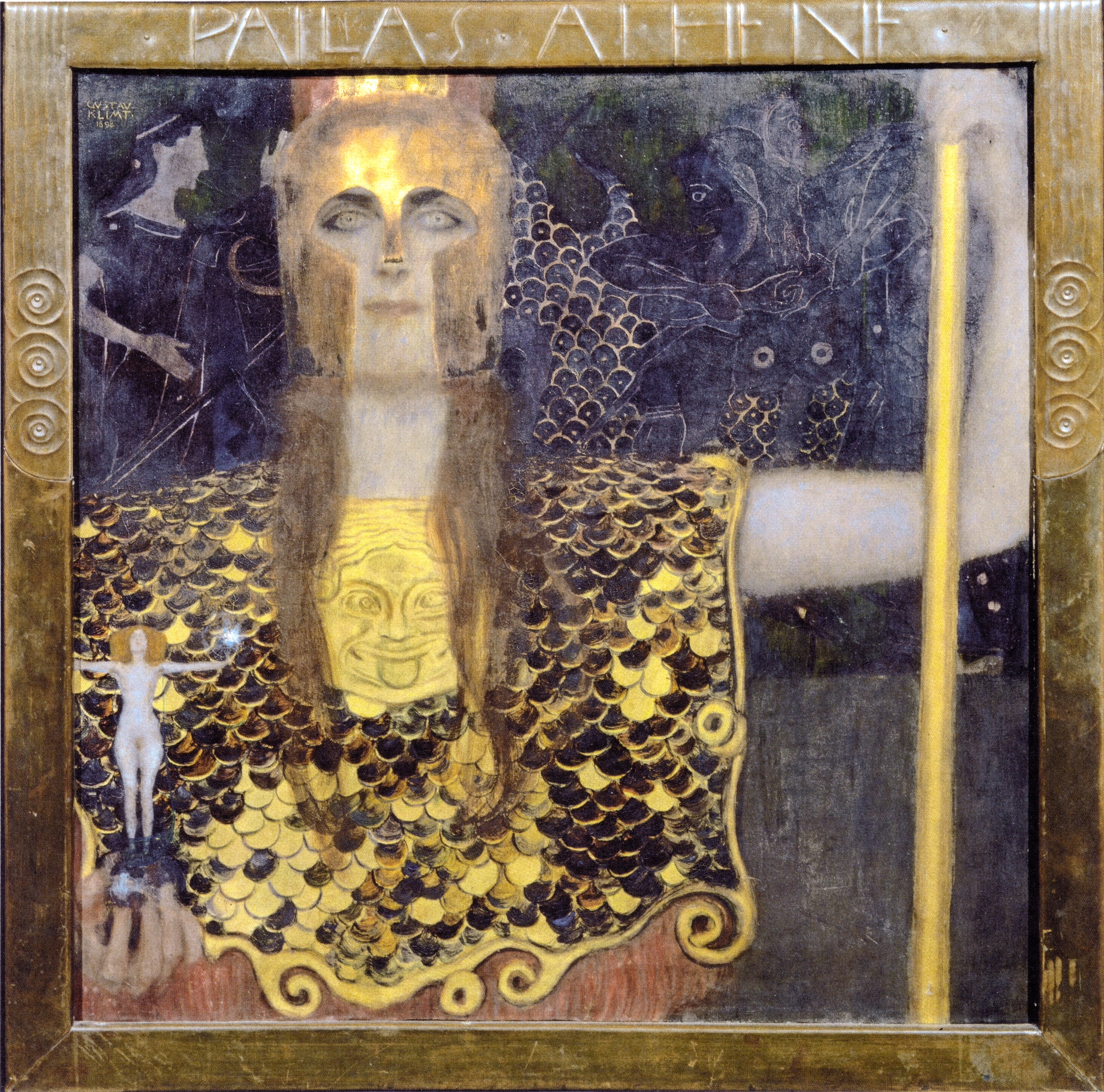
Pallas Athéna (1898), huile sur toile,, musée de Vienne.

En 1898, Klimt peint le célèbre tableau Pallas Athéna, qui sera utilisé comme affiche de la deuxième exposition de la Sécession, lors de l'inauguration de l'édifice de Joseph Maria Olbrich. Il y détourne la représentation traditionnelle du sujet, d'inspiration classique, en montrant sous le visage de la déesse une Gorgone tirant la langue, représentation traditionnelle de l'époque archaïque.

#### Maria Zimmerman et Maria Ucicka

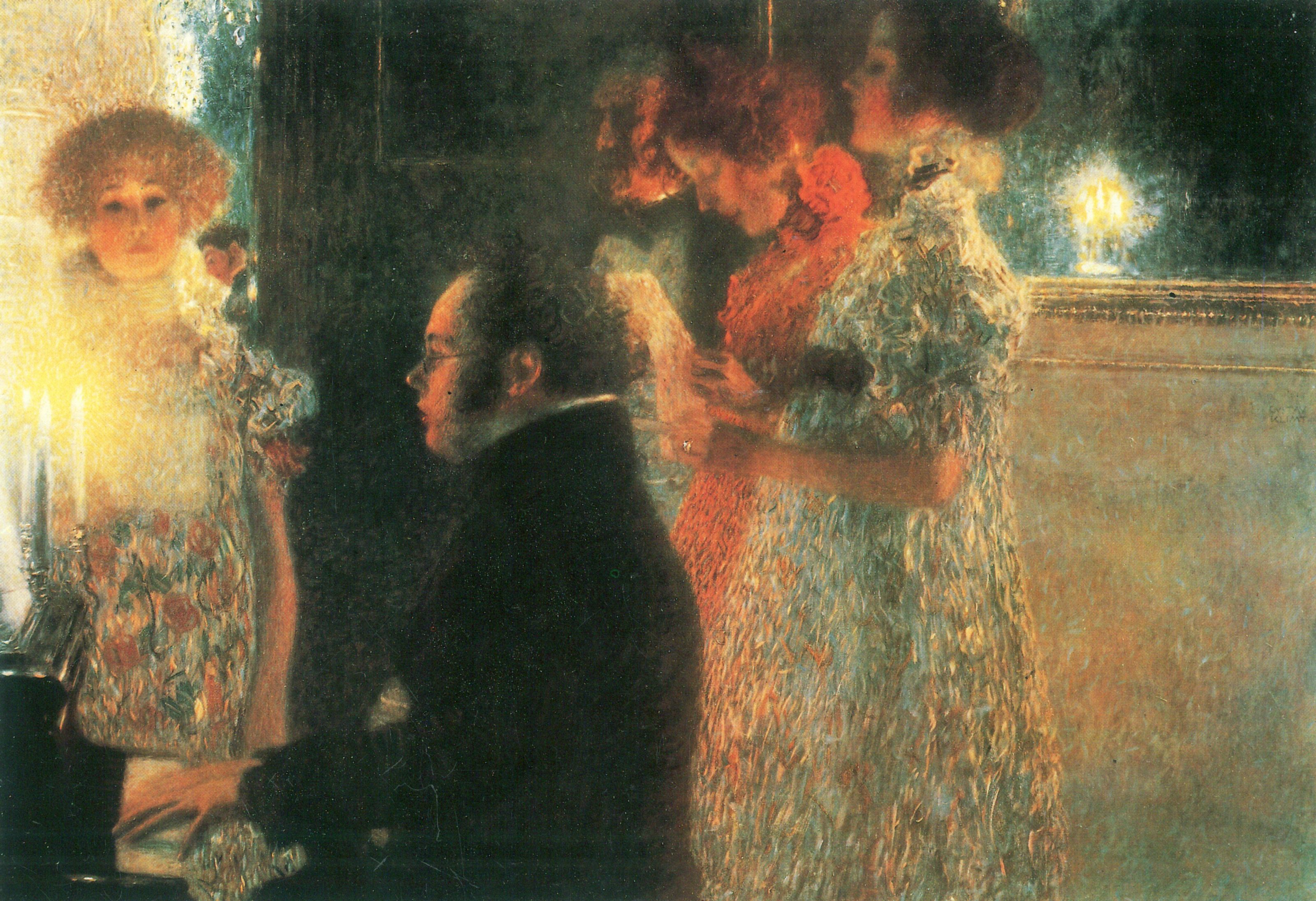
Schubert at the Piano II, 1899. L'adolescente Maria Zimmermann est représentée à gauche, le compositeur Franz Schubert jouant du piano.

Vers 1899, Gustav Klimt rencontre Maria Zimmermann, connue sous le nom de Mizzi. Issue d'une famille pauvre catholique, cette dernière pose comme modèle pour Nuda Veritas et Schubert at the Piano II. Elle entretient alors une relation avec Klimt et tombe enceinte. Si Klimt lui témoigne des sentiments, il entretient également une relation avec Maria Ucicka, une jeune fille tchèque, enceinte elle aussi. De cette relation naitra Gustav Ucicky, premier enfant illégitime de Gustav Klimt.
Si Gustav Klimt ne se marie avec aucune des deux femmes, il subvient financièrement à leurs besoins, sa seule réelle famille étant celle de son défunt frère.

### 1900-1907:La Philosophie,La MédecineetLa Jurisprudence
Ces toiles commandées par l'université de Vienne pour décorer son hall d'entrée, connue sous le nom de Peintures des Facultés, ont été détruites par les nazis en 1945, et presque aucune trace n'en a été trouvée. Il existe peu de représentations de cette œuvre.

#### La Philosophie

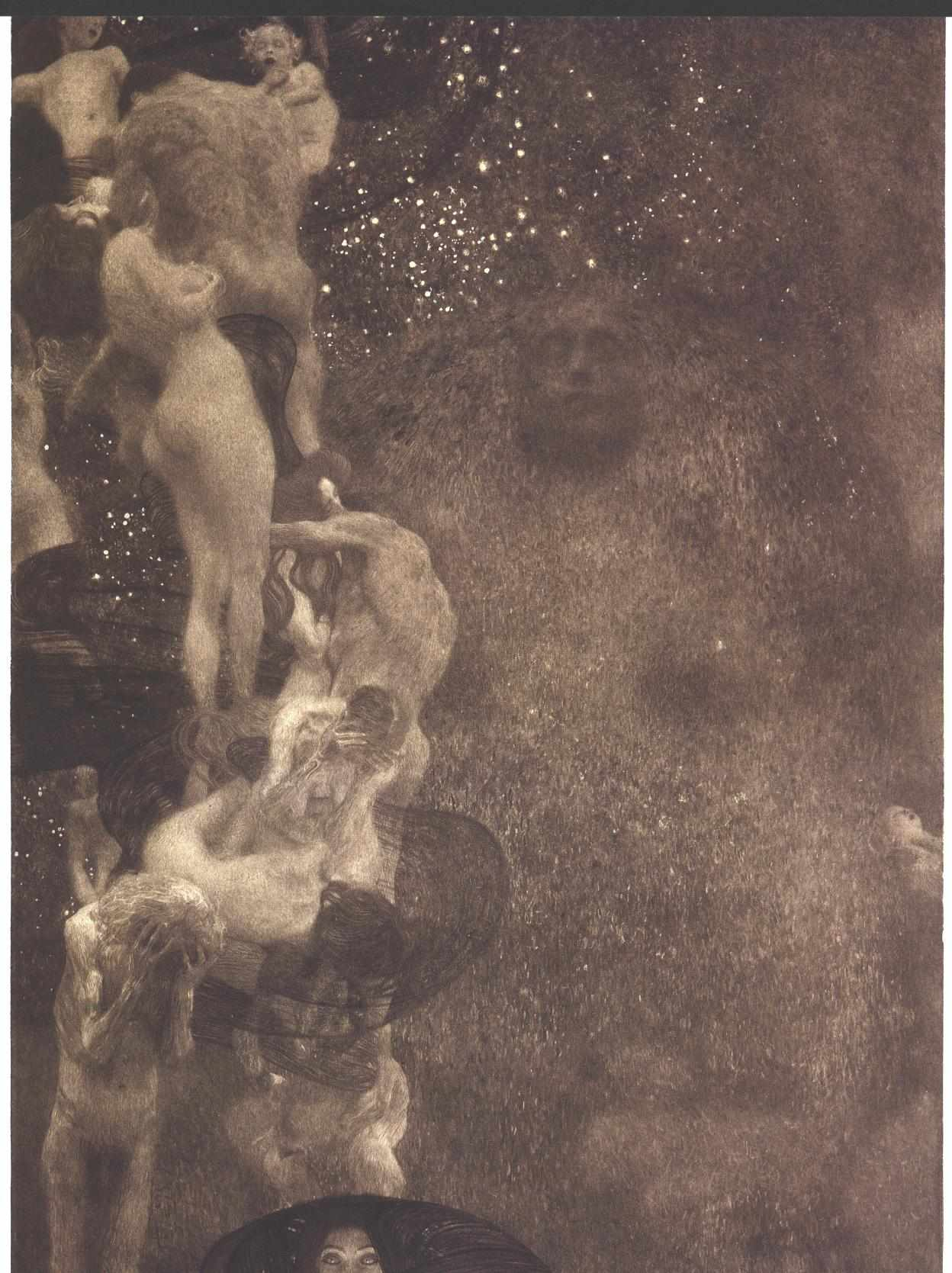
La Philosophie (œuvre détruite en 1945 par les nazis).

Au cours de l'année 1900, lors de la septième exposition de la Sécession, Klimt présente sa toile intitulée La Philosophie, qui est la première des trois toiles préparatoires, avec La Médecine et La Jurisprudence, qui lui avaient été commandées en 1886 pour illustrer les voûtes du plafond de l'aula magna, le hall d'accueil de l'université de Vienne. Il choisit de représenter la Philosophie sous la forme d'une sphinge aux contours flous, la tête perdue dans les étoiles, tandis qu'autour d'elle se déroulent tous les cycles de la vie, de la naissance à la vieillesse, en passant par les étreintes de l'amour. À gauche, à l'avant-plan, la connaissance revêt les traits d'une femme fatale fixant de ses yeux froids et sombres le spectateur.
Cette toile fait l'objet d'une critique sévère des autorités universitaires, qui s'attendaient à une représentation classique du sujet, et qui considèrent alors cette allégorie comme une incitation au libertinage et une atteinte aux bonnes mœurs. La critique violente de la presse accuse Klimt d'outrager l'enseignement et de vouloir pervertir la jeunesse. On lui reproche ses peintures trop érotiques et on s'interroge sur sa santé mentale et sur ses crises de dépression. « Il est trapu, écrit-on, un peu lourd, athlétique… pour allonger son visage sans doute, il porte ses cheveux en arrière et rejetés très haut au-dessus des tempes. C'est le seul signe qui pourrait faire penser que cet homme est un artiste ».
Critiquée par 87 professeurs de l'université qui la refusent lorsqu'ils la découvrent à l'exposition de la Sécession, La Philosophie reçoit une médaille d'or en 1900 à l'Exposition universelle de Paris.

#### La MédecineetLa Jurisprudence
Les compositions qui suivent, La Médecine et La Jurisprudence, déchaînent et amplifient les critiques. Les autorités viennoises espéraient que Klimt retourne à un style plus convenu mais celui-ci peint les deux compositions exactement comme la première.
Devançant les éventuelles critiques, August Lederer et sa femme Serena Lederer (en) se portent prêts à acheter les décorations murales si nécessaire. Les Lederer sont proches de Klimt ; celui-ci a notamment peint en 1899 le portrait de Serena et lui donne même des leçons de dessin.
L'exposition de la Sécession de 1901 voit un nouveau scandale : cette fois, ce sont les députés qui interpellent le ministre de l'Éducation à propos de La Médecine. Celle-ci est représentée par une femme qui offre son corps, au côté des représentations de la Souffrance et de la Mort. On peut reconnaître la femme en bas de la toile par les attributs représentés par le peintre, notamment le serpent qui s'avance sur son bras pour boire dans la coupe qu'elle tient dans sa main gauche. Il s'agit de Hygie, déesse de la santé, de la propreté et de l'hygiène dans la mythologie grecque. Elle est la fille d'Asclépios, dieu de la médecine. La Jurisprudence, quant à elle, est représentée par un criminel en proie à ses instincts, tandis que la Justice reste figée et impassible enchâssée dans une mosaïque d'inspiration byzantine.
Ces différentes compositions irritent tellement les autorités, et notamment l'empereur François Joseph, que l'Autriche annule sa commande d'une œuvre pour un pavillon dédiée à la Sécession à l'Exposition universelle de 1904 à Saint-Louis.
Klimt doit renoncer à voir ses peintures décorer l'aula magna, mais il ne renonce pas à son invention esthétique.

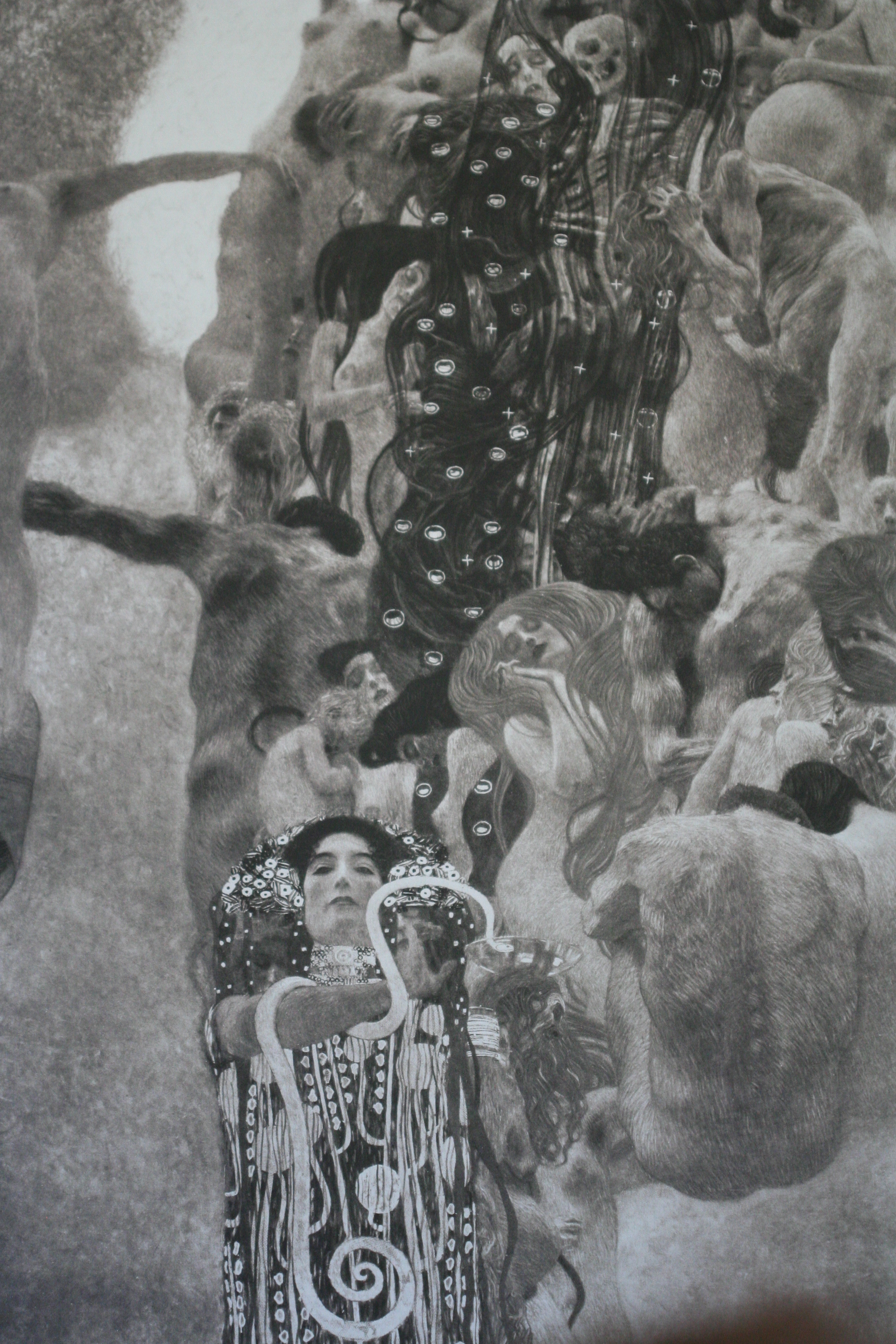
La Médecine, à l'université de Vienne. c. 1901-1907, huile sur toile, 430 × 300 cm, détruite en 1945.
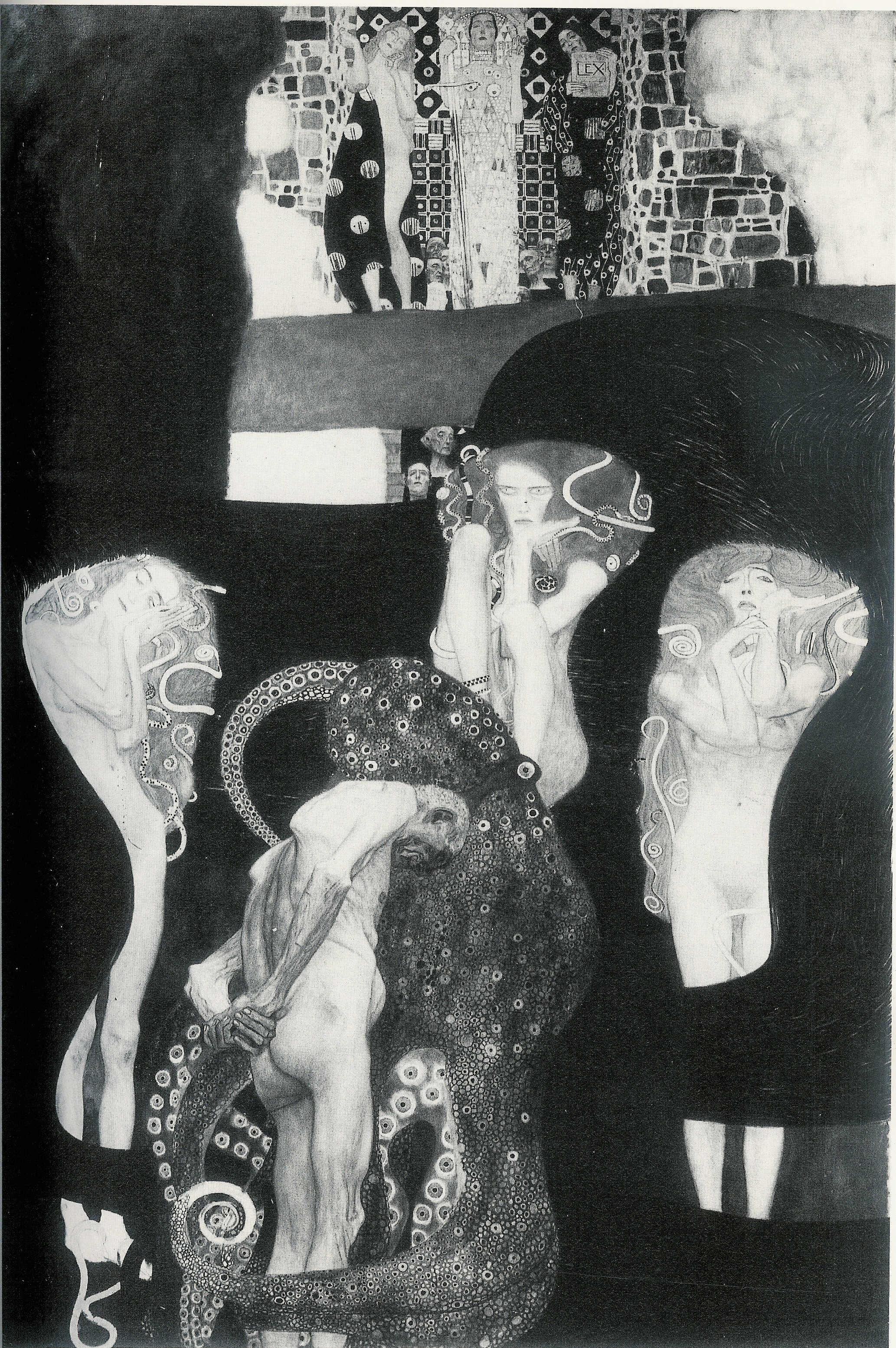
La Jurisprudence.

### LaFrise Beethoven
La Frise Beethoven est présentée pour la première fois par Klimt en 1902 : lors de la quatorzième exposition de la Sécession, consacrée à la musique de Beethoven, Klimt expose une fresque murale de 34,14 m de long sur 2,15 m de haut en sept panneaux, représentant la Neuvième Symphonie et destinée à illustrer un décor pour l'architecte Josef Hoffmann, chargé de réaliser un monument en mémoire du musicien. Destinée uniquement à l'exposition, la frise a été peinte directement sur les murs. Cette œuvre est approuvée par Gustav Mahler lui-même : pour lui, elle représente l'aspiration au bonheur de l'humanité souffrante, qui cherche son apaisement dans les arts. Dans son esprit, Klimt réalise une œuvre d'art totale, en réunissant la peinture, la musique et l'architecture (par l'utilisation de l'espace, les trois murs, la frise en hauteur et le bâtiment de la Sécession). Cette œuvre fait de nouveau l'objet de critiques violentes au nom de la morale, et fait partie des « (...) exemples les plus extrêmes dans le domaine de l'art obscène ». Elle est néanmoins appréciée par le sculpteur français Auguste Rodin que Klimt rencontre en 1902. Le premier déclare « Je n'avais encore jamais connu une telle atmosphère – votre tragique et magnifique fresque de Beethoven ; votre inoubliable exposition aux allures de temple ».
La frise est acquise en 1907 par Carl Reininghaus puis, en 1915, par la famille de l'industriel juif autrichien August Lederer. Après sa spoliation par les nazis, l'État autrichien la restitue aux Lederer, assortissant cette restitution d'une interdiction d'exportation puis, finalement, l'achète en 1972, après de longues négociations, pour 15 millions de schillings (près d'un million d'euros). La frise est exposée dans le palais de la Sécession depuis 1986. Une reconstitution fidèle fut présentée en 2015, à Paris, lors de l'exposition Au temps de Klimt. La Sécession à Vienne, à la Pinacothèque de Paris.

La Frise Beethoven
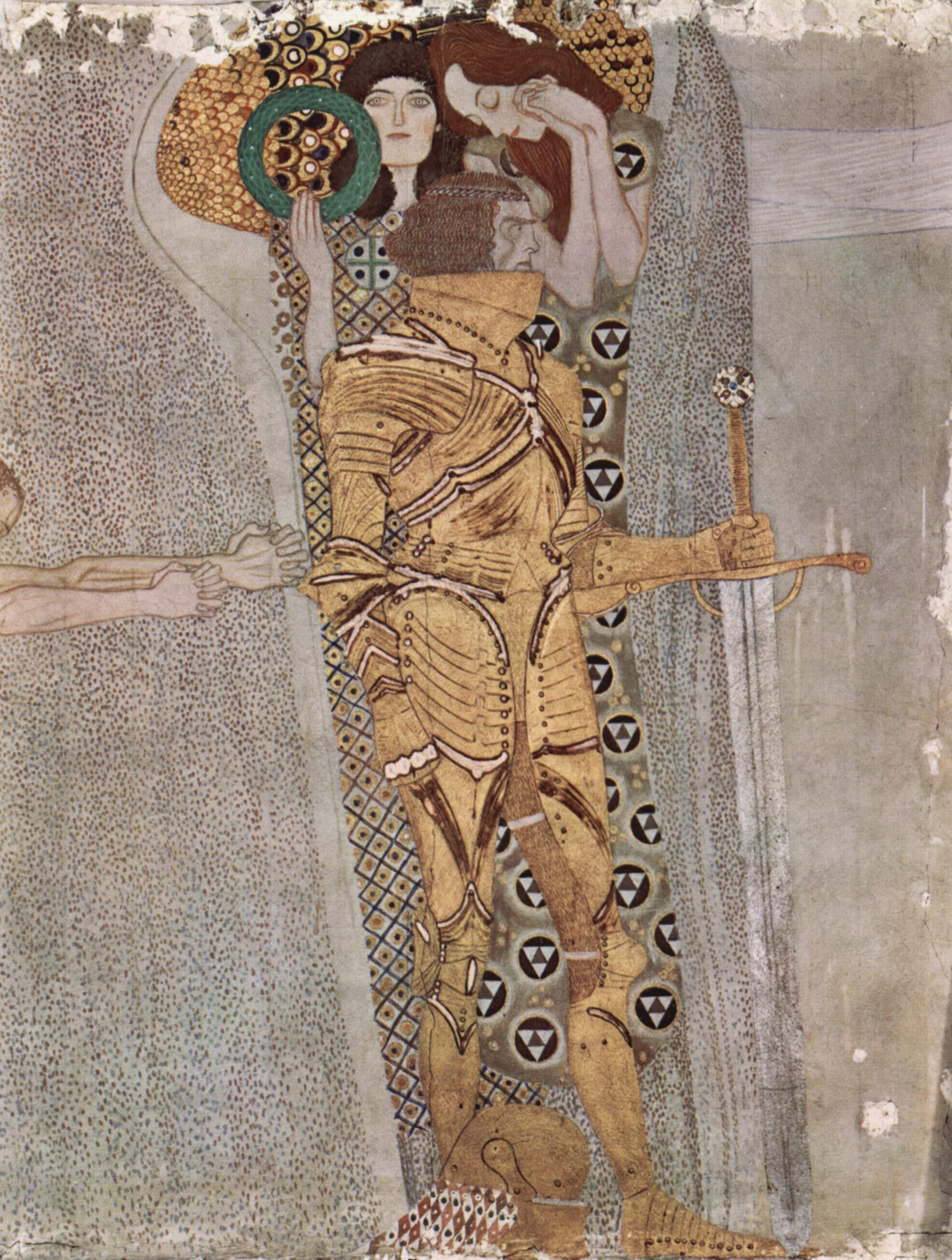
Le Chevalier d'or (1903), Vienne, Palais de la Sécession.
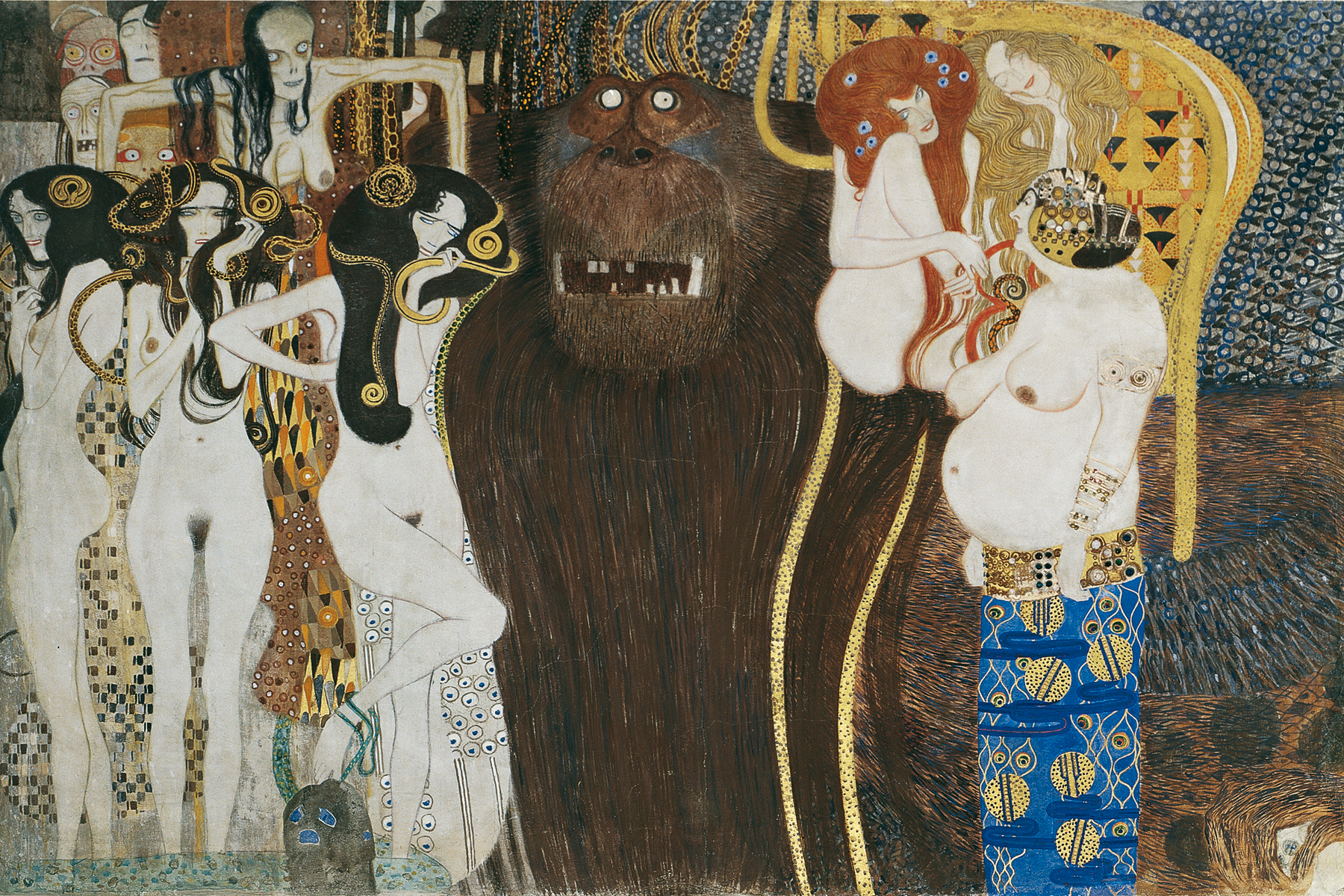
Les Forces du Mal et les trois Gorgones (à gauche) (1902), Vienne, Palais de la Sécession.
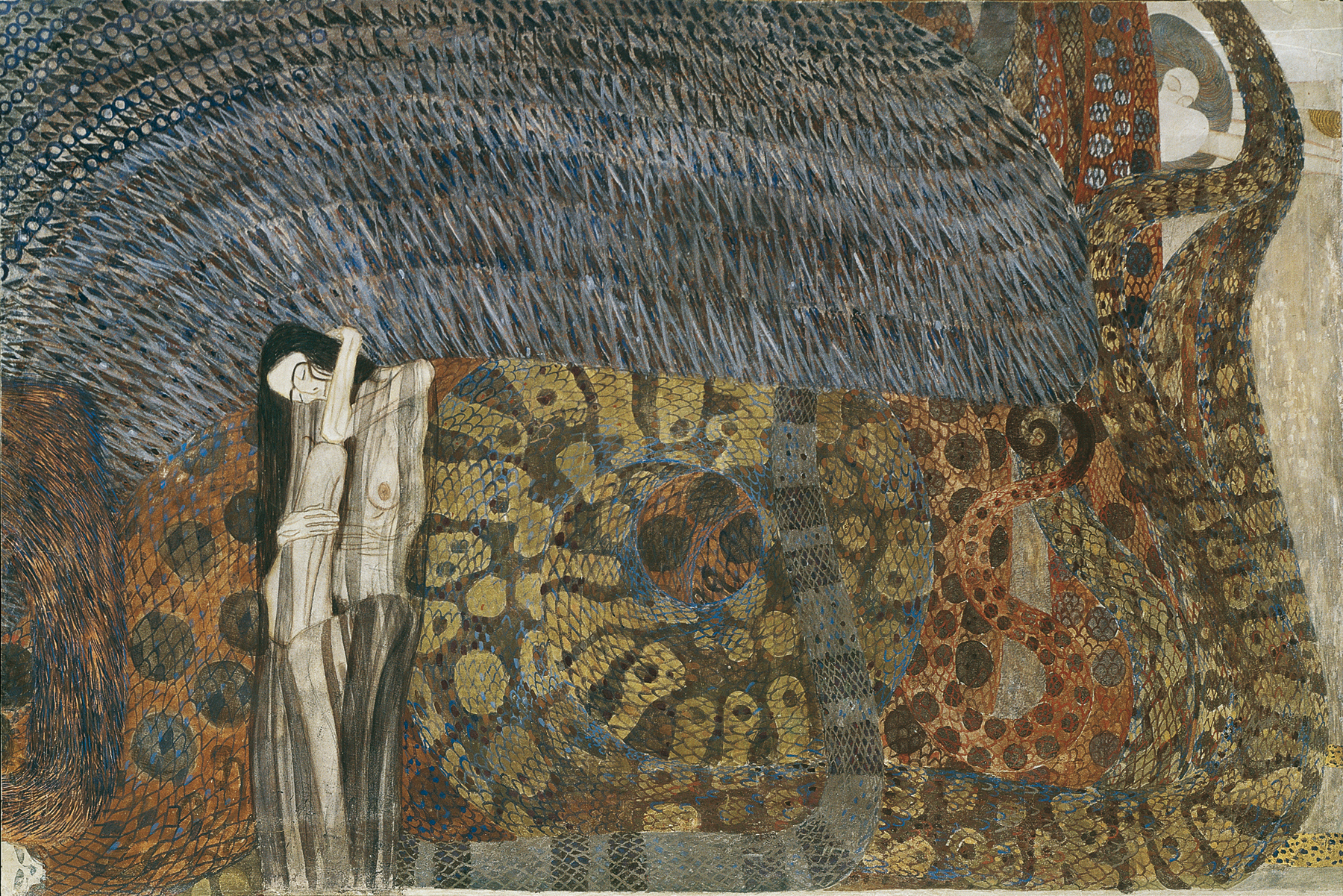
Douleur distordante.
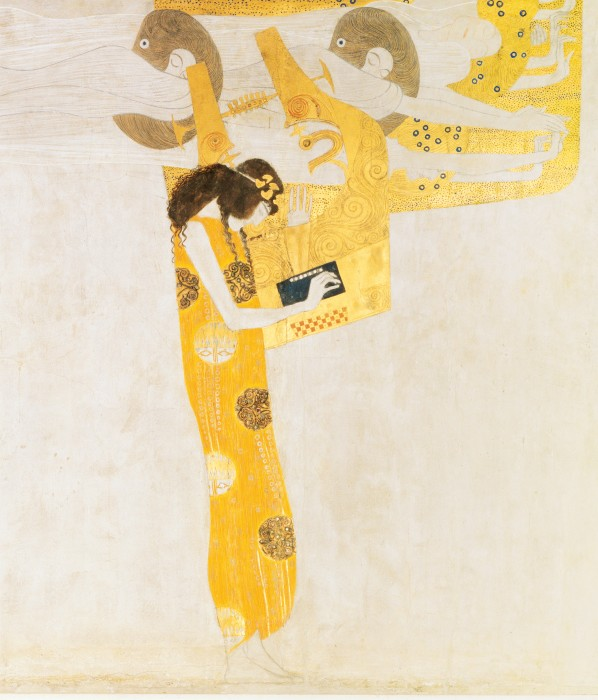
Génie et poésie.
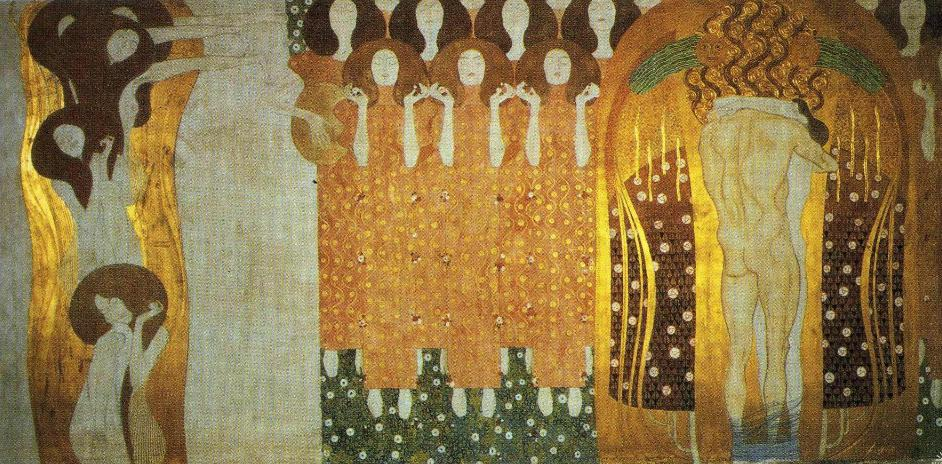
L'Hymne à la joie (1902), 220 × 240 cm, Vienne, Palais de la Sécession.

### LeCycle d'or
Les années 1902-1903 constituent un tournant dans l'œuvre de Klimt, et une période d'intense créativité. Klimt entame la réalisation du Cycle d'or (ou « période dorée »), avec les Serpents d'eau, le Portrait d'Adele Bloch-Bauer et Danaé. Il s'agit surtout d'une période où Klimt explore le thème de l'érotisme, peignant des couples faisant l'amour ou des femmes se masturbant. Si les critiques crient à la pornographie, ses œuvres ne sont pas interdites, car elles sont « sans le moindre doute uniquement d'un intérêt esthétique pour le spectateur et l'érudit ». L'or est ainsi utilisé dans ses peintures sensuelles pour se rapprocher du côté divin et religieux. Si certaines critiques indiquent que Klimt exploite les femmes, en les dépeignant comme des femmes fatales, passives face aux désirs de l'homme, il est néanmoins défendu par celles-ci et ses œuvres font partie des rares témoignages de la sexualité féminine de l'époque.

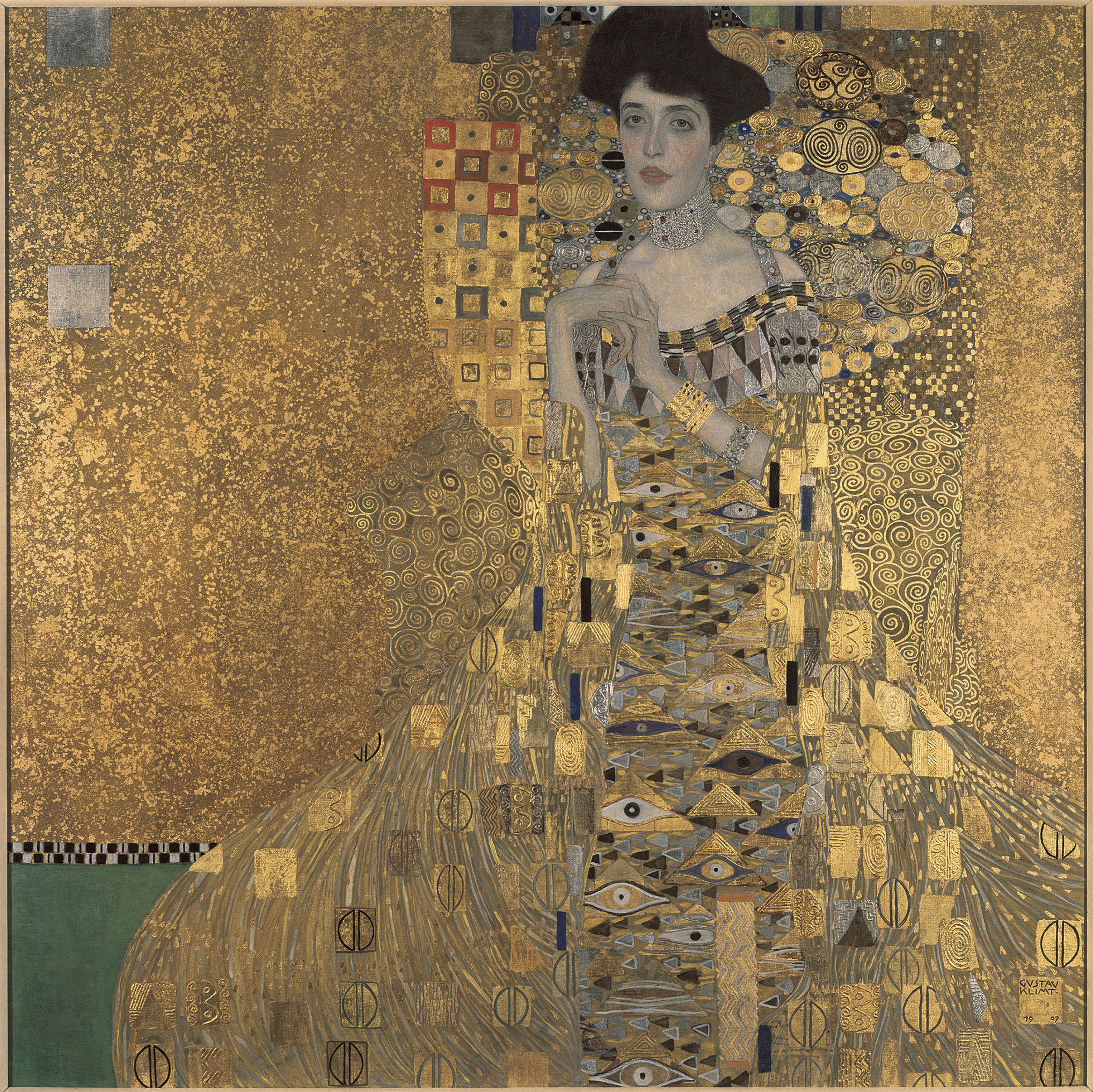
Le Portrait d'Adele Bloch-Bauer I est l'une des œuvres les plus représentatives du cycle d'or de Klimt.

L'artiste entretenait des relations étroites avec certains de ses commanditaires, principalement issus de la grande bourgeoisie juive assimilée de Vienne. Il entretenait des relations intimes notamment avec ses modèles issus des milieux de la grande bourgeoisie. Il était considéré comme progressiste pour son époque, car il accordait aux femmes un rôle actif dans la sexualité.
En 1903, Klimt visite Venise, Ravenne et Florence. En compagnie de son collègue Maximilian Lenz, il visite notamment la basilique Saint-Vital de Ravenne. Il y étudie les mosaïques byzantines paléochrétiennes à fond d'or de Justinien Ier et de son épouse, l'impératrice Théodora,,,. Lenz écrit plus tard que « les mosaïques ont eu une immense impression décisive sur [Klimt]. C'est de là que vient la resplendissance, la décoration rigide de son art ». Klimt dit plus tard que ces « mosaïques d'une splendeur incroyable » ont été pour lui une « révélation ». Ces inspirations mèneront au Portrait d'Adele Bloch-Bauer, portrait d'Adele Bloch-Bauer commandé par le riche industriel juif Ferdinand Bloch-Bauer pour un anniversaire. Spolié par les nazis durant la Seconde Guerre mondiale, ce tableau sera finalement récupéré par les descendants des Bloch-Bauer après une longue bataille judiciaire.
En 1903, a également lieu la rétrospective Klimt au palais de la Sécession.
En 1904, le banquier belge Adolphe Stoclet lui commande la réalisation des mosaïques murales de la salle à manger d'un luxueux palais qu'il construit à Bruxelles sur les plans de l'architecte Josef Hoffmann. Klimt dessine les cartons qu'exécutera la Wiener Werkstätte. La richesse décorative de Klimt éclate dans L'Attente et dans L'Accomplissement, qu'il réalise pour Adolphe Stoclet.

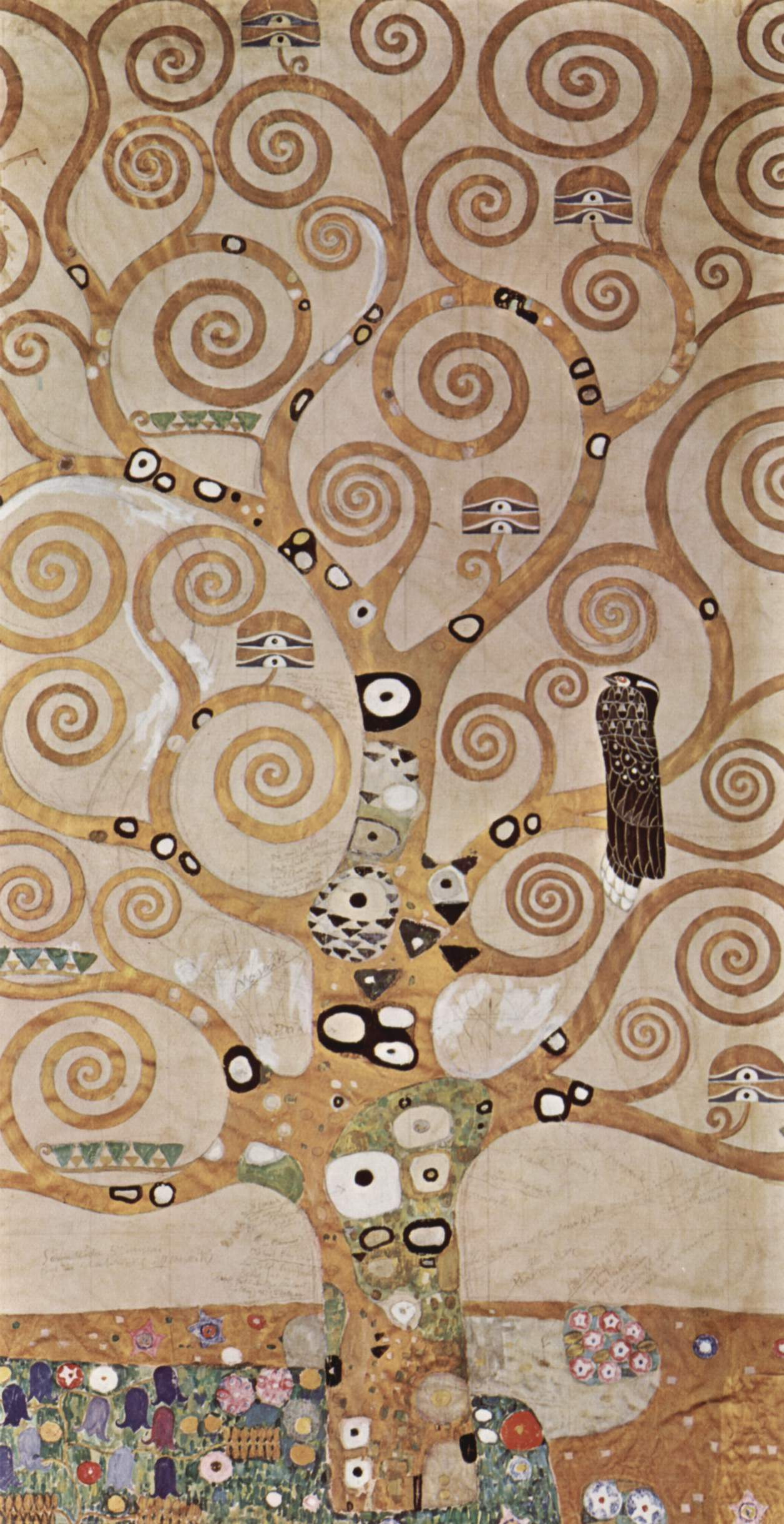
L'Arbre de Vie (1905-1909), détail de la fresque du palais Stoclet, Vienne, musée des arts appliqués.
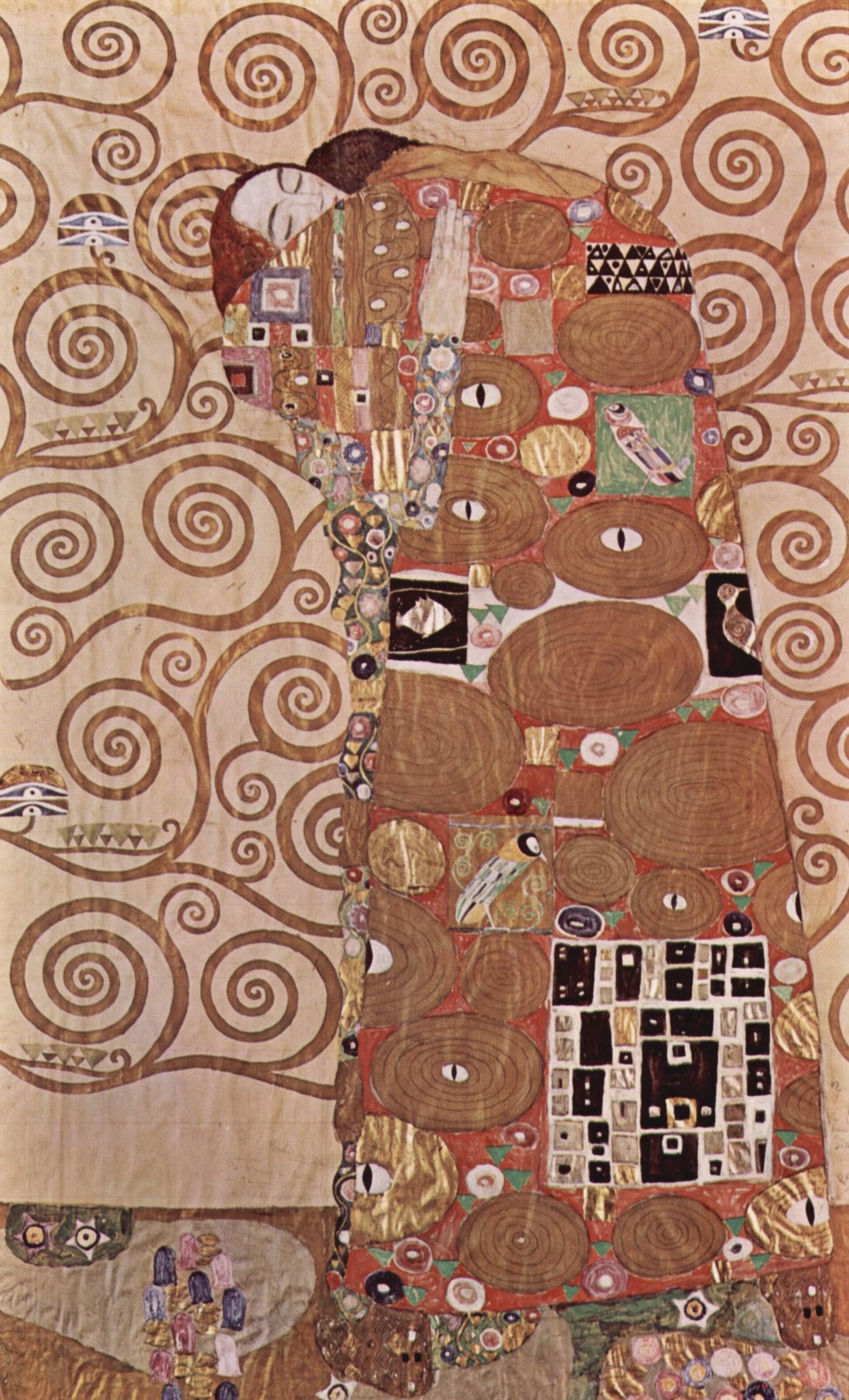
L'Accomplissement (1905-1909, détail), carton provenant de la fresque du palais Stoclet, 194,6 × 120,3 cm, Vienne, musée des arts appliqués.
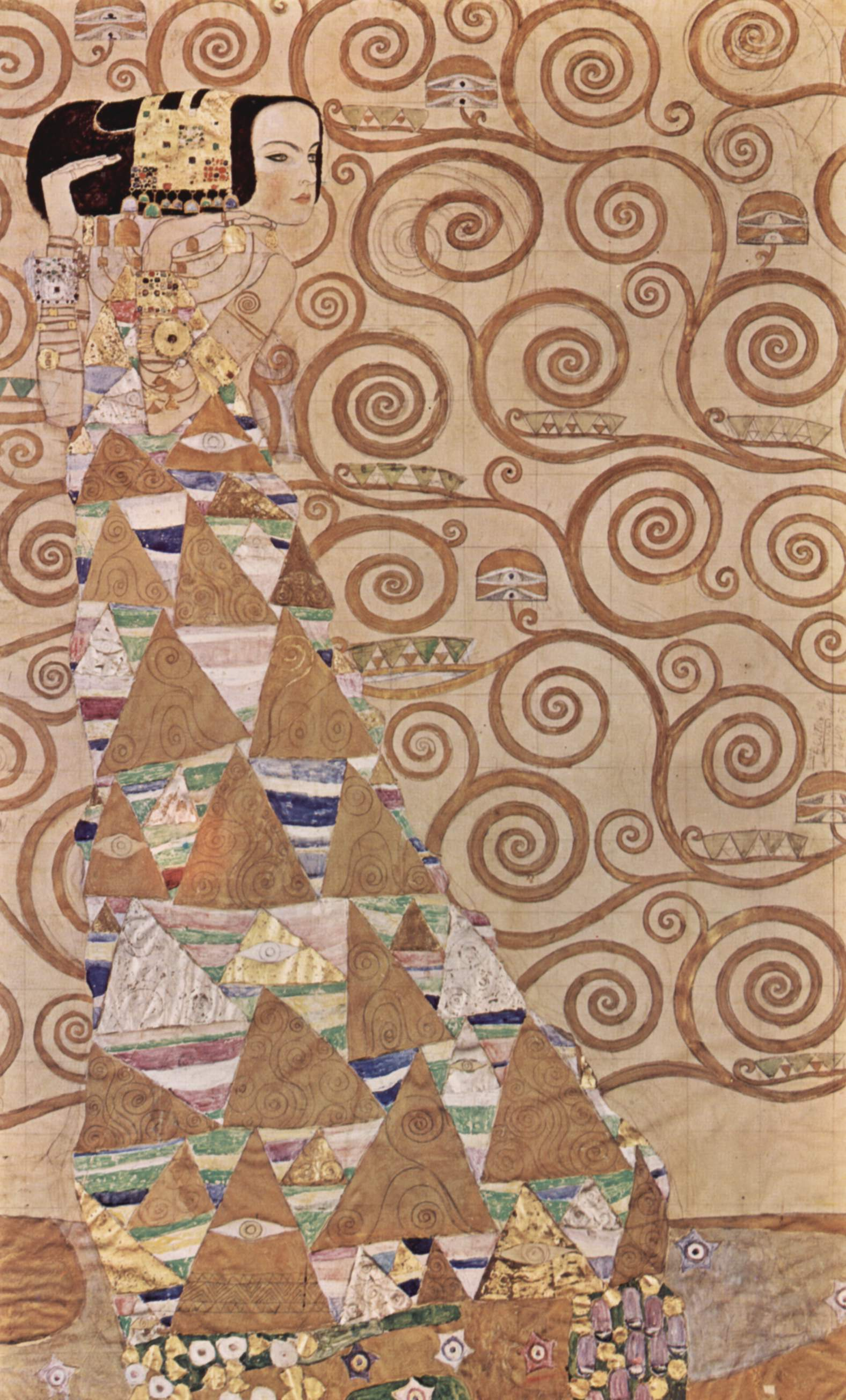
L'Attente (1905-1909, détail), carton provenant de la fresque du palais Stoclet, 193,5 × 115 cm, Vienne, musée des arts appliqués.
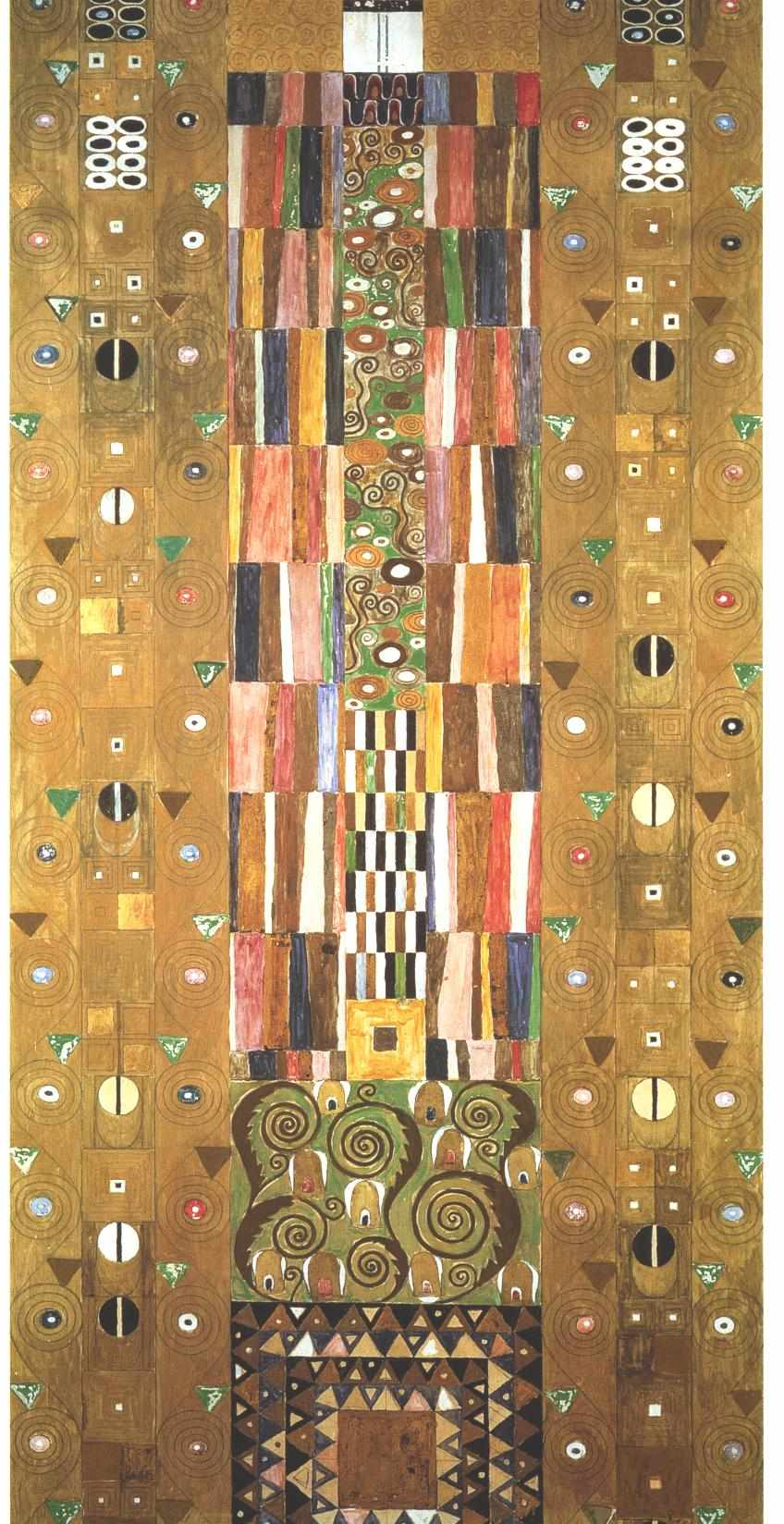
Le Chevalier, décor pour la fin du mur.

### Le Baiseret fin de la Sécession

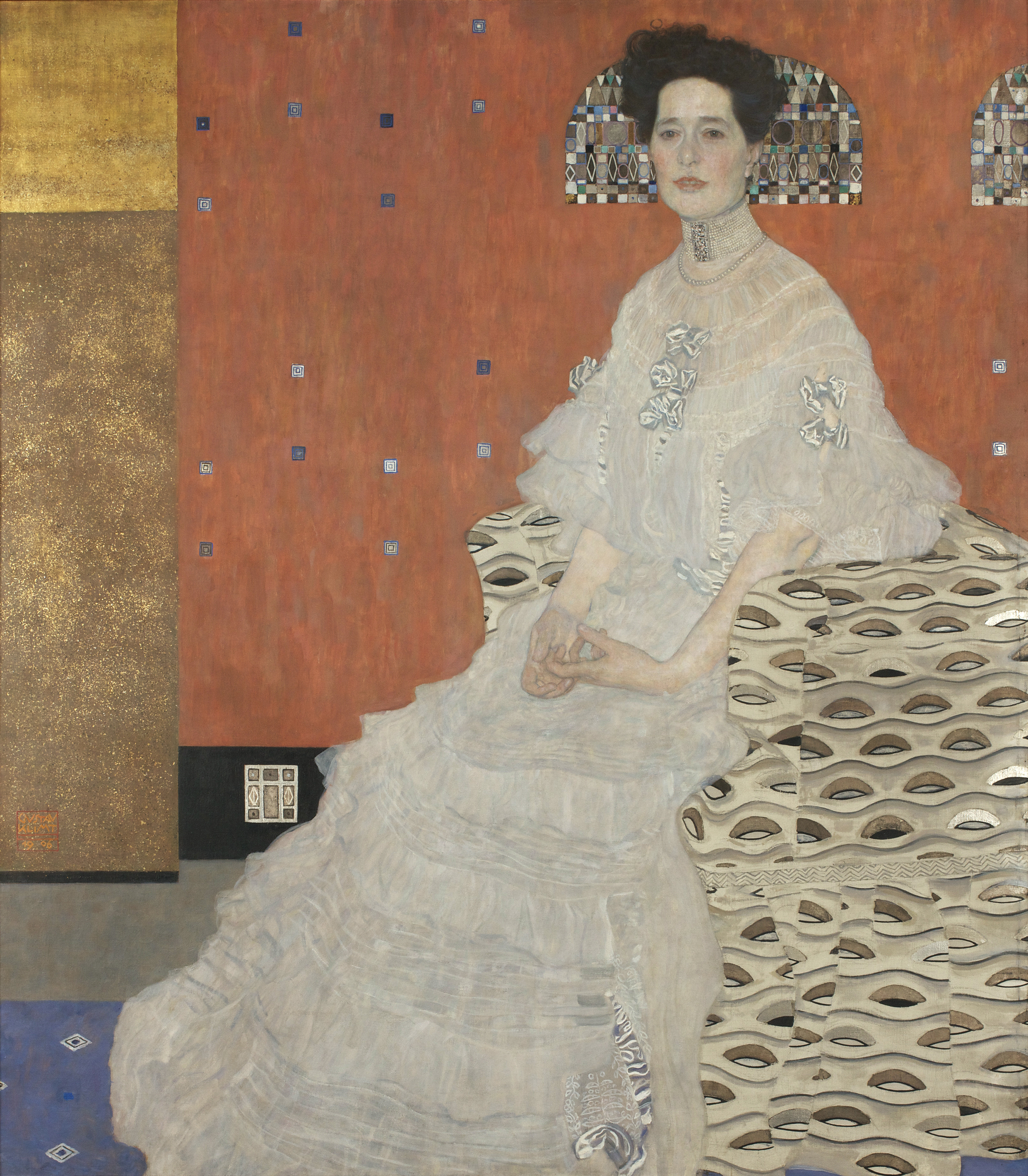
Portrait de Fritza Riedler (1906).
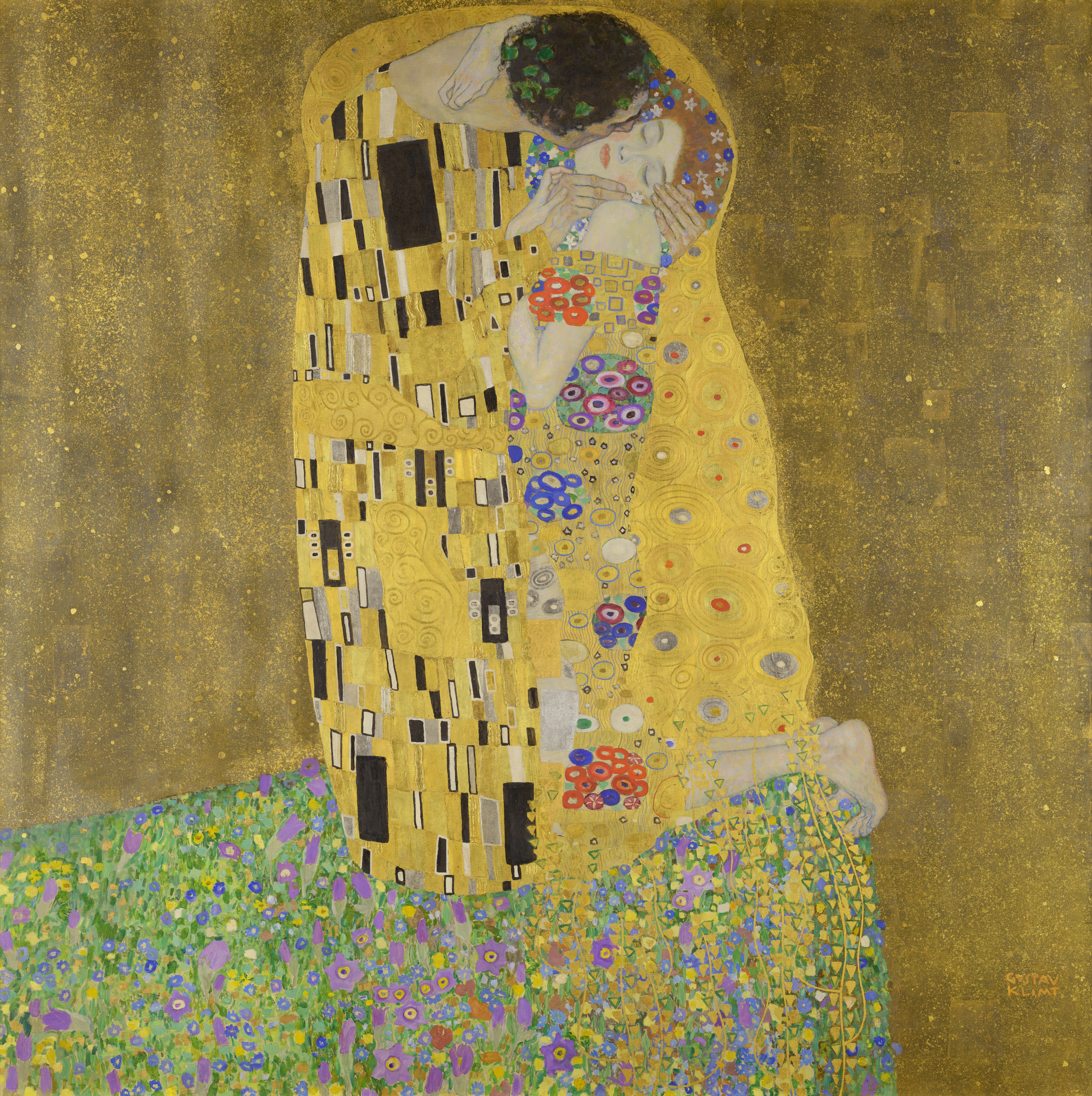
Le Baiser (1908-1909), huile sur toile, 180 × 180 cm, Vienne, Österreichische Galerie Belvedere.

Le Baiser, qui est le tableau le plus représentatif de Gustav Klimt et qu'il peint de 1908 à 1909, sera reproduit dans le thème de L'Accomplissement pour la fresque d'Adolphe Stoclet.
En 1907, Klimt rencontre le jeune peintre Egon Schiele (1890-1918) qu'il va beaucoup influencer : Klimt sera pour Schiele un modèle et un maître.
À partir de 1905, devant les désaccords avec de nombreux artistes du groupe, il quitte, avec plusieurs de ses amis, la Sécession qui, selon lui, tend à se scléroser. « Il se retire en 1905 avec Carl Moll, tandis que Josef Hoffmann et Koloman Moser fondent la Wiener Werkstätte (atelier viennois) en 1907-1908. » La même année, il découvre l'ouvrage de Desiderius Lenz, fondateur de l'école de Beuron, sur les proportions sacrées, et s'inspire de sa recherche géométrique. En 1908, Klimt expose 16 toiles à la Kunstchau ; la Galleria d'arte moderna achète Les Trois Âges de la femme et l'Österreichische Staatsgalerie achète Le Baiser.
Klimt épure son style, évitant l'or à partir de 1909. Il va à Paris où il découvre avec intérêt l’œuvre de Toulouse-Lautrec. Il découvre aussi le fauvisme et ses précurseurs : Vincent van Gogh, Edvard Munch, Jan Toorop, Paul Gauguin, Pierre Bonnard et Henri Matisse sont exposés à la Kunstschau Wien 1908. Il se consacre alors à la peinture de paysages ou de scènes allégoriques très ornementées, de plus en plus stylisées et aux couleurs vives, ce qui le rapproche du pointillisme de Seurat, mais aussi de Van Gogh et de Bonnard. En 1909, il commence la Frise Stoclet.

### Fin de carrière: décorateur «fin de siècle»

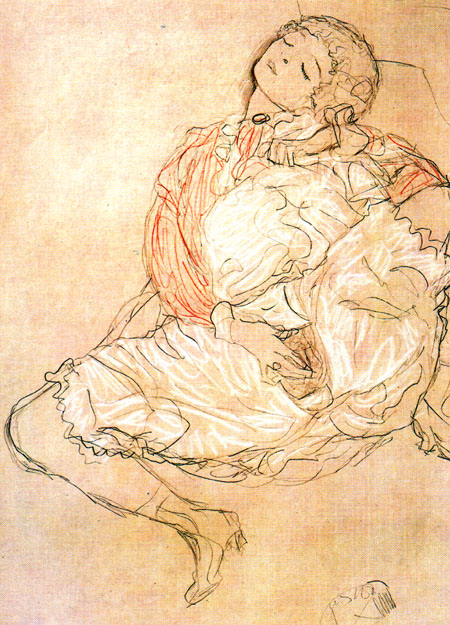
(Attribution) Femme se masturbant (1913), localisation inconnue.

À la fin de sa carrière, il s'intéresse davantage à la peinture intimiste et aux portraits. Il réalise des tableaux de femmes de grandes dimensions, avec des compositions richement décorées, pour flatter une clientèle riche et bourgeoise qui lui fait des commandes. Il réalise aussi de nombreuses scènes de femmes nues ou aux poses langoureuses et érotiques, en tenues extravagantes, dans des compositions asymétriques, sans relief ni perspective, riches d'une ornementation chatoyante, envahissante et sensuelle.
En 1910, Klimt participe à la 9e Biennale de Venise, où il retrouve le succès et la notoriété d'avant l'aula magna. Il reprend le titre de décorateur « fin de siècle », de peintre de l'intelligentsia autrichienne et d'inventeur de l'art décoratif.
En 1911, La Vie et la Mort reçoit le 1er prix à l'Exposition internationale de Rome. Klimt voyage à Florence, Rome, Bruxelles, Londres et Madrid. En 1912, il remplace par un fond bleu (à la Matisse) le fond or de La Vie et la Mort.
En 1914, les expressionnistes critiquent l’œuvre de Klimt.[précision nécessaire].
Sa mère meurt en 1915, la palette de l'artiste s'assombrit, ses paysages tendent vers la monochromie.
En 1916, Klimt participe avec Egon Schiele, Oskar Kokoschka et Anton Faistauer à l'exposition du Bund Österreichischer Künstler à la Sécession de Berlin.
En 1917, l'Académie des beaux-arts de Vienne et celle de Munich le nomment membre honoraire. Klimt commence L'Épousée et Adam et Ève.

### Mort
Les dates et les circonstances de la mort de l'artiste diffèrent selon les ouvrages. Selon le catalogue collectif du Centre Pompidou, « au retour d'un voyage en Roumanie, Klimt est frappé d'une congestion cérébrale. Il meurt le 11 janvier 1918 à Vienne. » Selon Ilona Sármány-Parsons, « il meurt d'une hémorragie cérébrale ou congestion cérébrale le 6 février 1918 à Vienne. » Selon le catalogue de l'exposition présentée au Leopold Museum à Vienne en 2012, Klimt subit un accident vasculaire cérébral dans son appartement à Vienne le 11 janvier 1918 et est alors à moitié paralysé. Il meurt à l'hôpital le 6 février 1918 et est enterré trois jours plus tard. Certaines sources indiquent qu'il était atteint par l'épidémie de grippe mortelle ayant sévi cette année-là.
Il est enterré au cimetière de Hietzing à Vienne. Il laisse de nombreuses toiles inachevées.
Célibataire, Klimt vit avec sa mère (jusqu’à la mort de celle-ci) et ses sœurs. Il a cependant de nombreuses maîtresses, notamment Emilie Flöge, qu'il rencontre au début des années 1890. Elle sera sa principale compagne jusqu'à la fin de sa vie. De ses nombreuses relations seraient nés quatorze enfants illégitimes officiels,.

## Style et thèmes récurrents

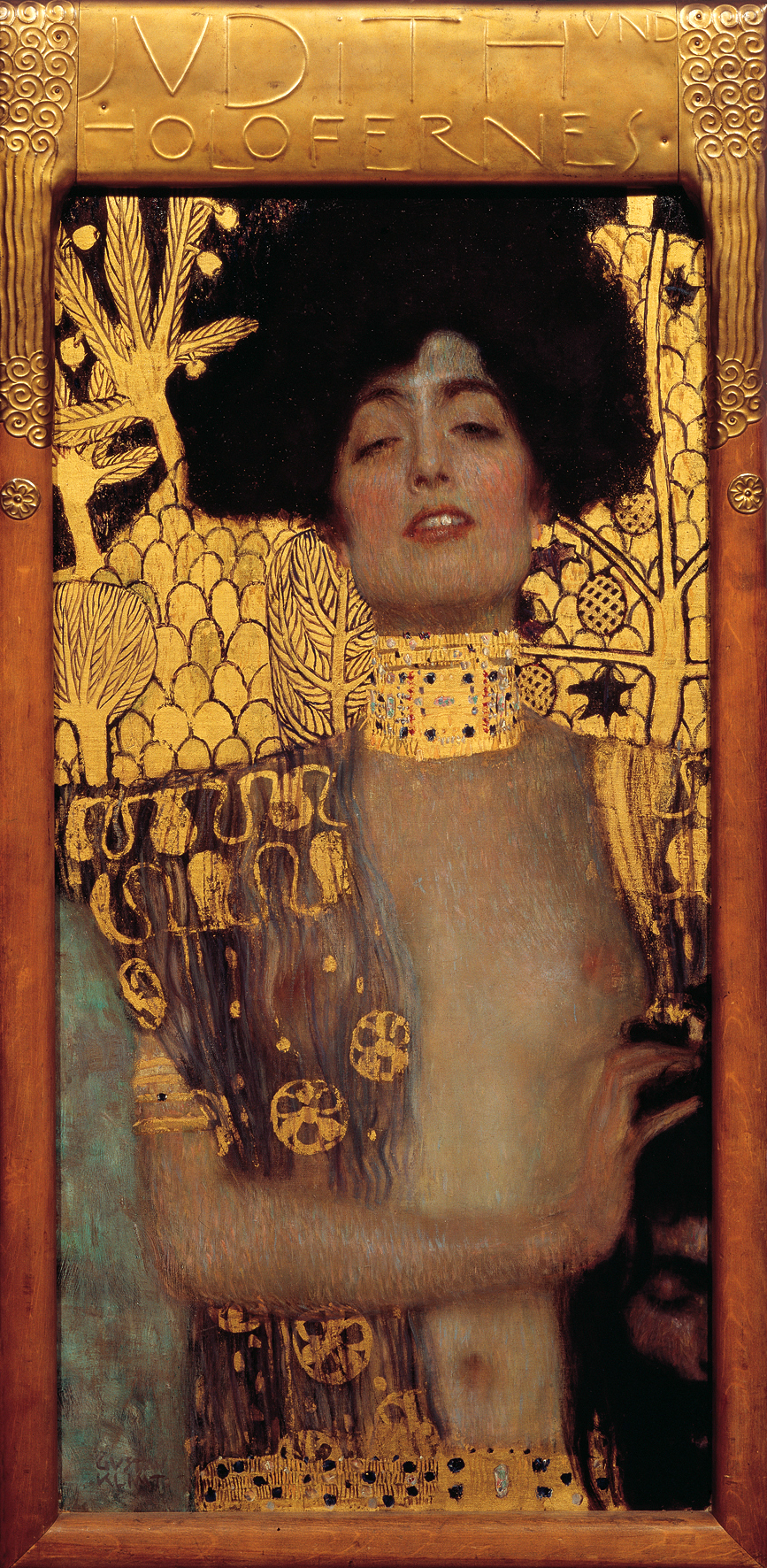
Judith et Holopherne (1901), Vienne, musée du Belvédère.

Son œuvre comprend 230 tableaux, dont 54 tableaux représentant des paysages. Ses principaux travaux incluent les peintures, les fresques, les croquis et autres objets d'art, dont plusieurs sont exposés au palais de la Sécession. La profusion des détails, la richesse des décors et de la coloration en sont caractéristiques, ainsi que la précision des portraits. Il utilise souvent les formes phalliques dans ses œuvres, notamment dans Judith II (1909), dans Le Baiser (1907-1908), mais surtout dans Danaé (1907). Un des thèmes récurrents du travail de Klimt est la femme dominatrice, personnifiée par la femme fatale.
À partir de 1900, Gustav Klimt devint surtout célèbre comme "peintre des femmes". Il réalisa environ un portrait de femme de grand format par an, dans lequel il appliqua les principes de l'Art nouveau - aplat, décor, application de feuilles d'or. Parallèlement, il se consacrait aux allégories et aux héroïnes de l'Ancien Testament, qu'il transformait toutefois en dangereuses "femmes fatales". Il a interprété l'éros, la sexualité et la féminité de diverses manières comme un danger attirant. La vie, l'amour et la mort peuvent être définis comme les thèmes importants de l'œuvre de Klimt.
Klimt est connu pour son utilisation de l'or dans les peintures, qu'il découvre après avoir vu des mosaïques byzantines de Ravenne (voir le tableau de droite, Judith I, peint en 1901). Mais ses inspirations sont éclectiques. Les historiens de l'art répertorient des inspirations aussi diverses que celles de la Grèce classique, minoenne et égyptienne. Klimt est aussi inspiré par les ciselures d'Albrecht Dürer, les peintures européennes de la fin du Moyen Âge et celles de l'école japonaise de Rimpa.
Klimt peint également quelques paysages, privilégiant le format carré (comme beaucoup d'artistes de la Sécession), avec une absence de personnage, ce qui donne une ambiance de sérénité. Ces tableaux sont peints sur le motif et terminés en atelier.
Klimt a beaucoup dessiné. Le catalogue raisonné de ses dessins comporte plus de 3 700 numéros mais il est probable que ce nombre soit largement sous évalué, l'artiste n'étant guère conservateur de ses feuillets.

## Citation
« Il n'existe pas d'autoportrait de moi. Je ne m'intéresse pas à ma propre personne comme “objet de représentation”, mais aux autres êtres, surtout féminins, et plus encore aux apparitions. »

## Principales œuvres
- 1901 : Buchenwald ((de) Birkenwald)[42].
- 1902 :
  - Judith I.
  - Emilie Flöge.
- 1903 :
  - Espoir 4, Ottawa, Musée des beaux-arts du Canada[43].
  - Le Chevalier d'or.
- 1904 : Wasserschlangen I.
- 1905 : Les Trois Âges de la femme.
- 1907 :
  - Portrait d'Adele Bloch-Bauer I.
  - Le Baiser.
  - Danaé.
- 1909 : Judith II.
- 1912 : Adele Bloch-Bauer II.
- 1913 : Die Jungfrau[44].
- Les peintures murales de l'Université de Vienne.
- Les mosaïques du palais Stoclet de Bruxelles.
  - L'Accomplissement.
  - L'Attente.
- La frise Beethoven de la Sécession viennoise.
- Serena Pulitzer Lederer, portrait, huile sur toile (190,8 × 85,4 cm), New York, Metropolitan Museum of Art.

## Œuvre mineure
- 1894 - 1907 : Peintures des Facultés
- 1916 : Portrait d'une dame
- 1917 : Portrait de Mademoiselle Lieser non signé[45]

## Expositions
- 2005 : Vienne 1900. Klimt, Schiele, Moser, Kokoschka, Paris, Grand Palais.
- 2012 : Vienne rend hommage à Gustav Klimt à l'occasion de son 150e anniversaire. La capitale autrichienne organise l'année Gustav Klimt[46]. Dix grands musées viennois présentent une série d'expositions temporaires consacrées à l'artiste.
- 2015 : Au temps de Klimt. La Sécession à Vienne, à la Pinacothèque de Paris. Le cœur de l’exposition s’appuie sur une sélection des travaux majeurs de Gustav Klimt, de ses premières années d’études jusqu’aux grandes œuvres de son âge d’or, comme Judith I (1901) ou la frise Beethoven, œuvre monumentale reconstituée à l’échelle et présentée pour la première fois en France.

## Postérité dans la culture populaire
- En 2005, Raoul Ruiz réalise le film Klimt, avec John Malkovich dans le rôle du peintre.
- Dans le film Dracula de Francis Ford Coppola, sorti en 1992, la robe portée par Dracula dans la scène de lutte finale dans le château a été inspirée par le tableau de Gustav Klimt intitulé Le Baiser.
- Le groupe de musique électronique The Bloody Beetroots lui a rendu hommage en titrant une de ses chansons Gustav Klimt Was a Dark, chanson qui traduit phonétiquement l'art de Gustav Klimt.

## Marché de l'art
- En novembre 2003, son Landhaus am Attersee se vend pour 29,128 millions de dollars.

- En novembre 2011, Sotheby's à New York vend Litzlberg am Attersee, un paysage du lac Attersee pour 40,4 millions de dollars (29,3 millions d'euros). Le tableau avait été restitué quelques mois plus tôt par le musée d'art moderne de Salzbourg au petit-fils de sa propriétaire d'avant-guerre, spoliée par les nazis.

### Portrait d'Adele Bloch-Bauer I

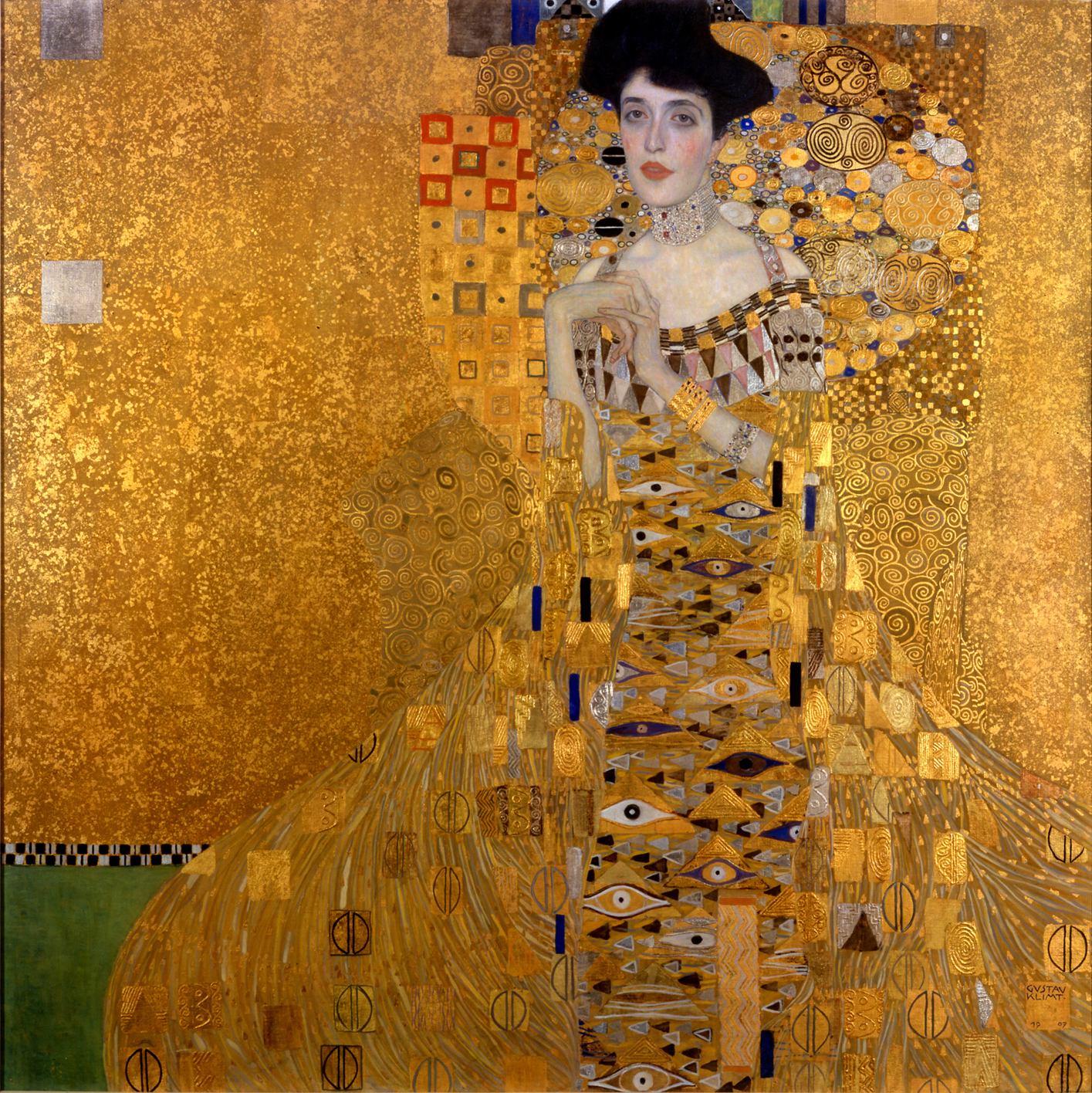
Adele Bloch-Bauer I (1907), huile sur toile,, New York, Neue Galerie.

En juin 2004, la Cour suprême des États-Unis autorise Maria Altmann, nièce d'Adele Bloch-Bauer, à poursuivre l'État autrichien pour obtenir la restitution de cinq tableaux de Klimt volés par les nazis en 1938. Gardés par l'Autriche après la guerre, les tableaux étaient visibles au palais du Belvédère de Vienne. Ces cinq tableaux comprenaient le célèbre Adele Bloch-Bauer I, surnommé « la Joconde d'Autriche ».
Le 17 janvier 2006, un tribunal arbitral siégeant à Vienne rend une sentence qui ordonne la restitution des œuvres à la vieille dame.
Le 18 juin 2006, le tableau Adele Bloch-Bauer I est adjugé pour 135 millions de dollars chez Christie's. Il est conservé à New York à la Neue Galerie.
Le 7 août 2006, la maison Christie's annonce être mandatée pour organiser la vente des quatre autres tableaux. Le Portrait d'Adele Bloch-Bauer II est vendu aux enchères pour 87,9 millions de dollars, la troisième plus grosse vente lors d'une vente aux enchères à cette époque. Le Pommier I (1912) est vendu pour 33 millions de dollars, La Forêt de Birch (1903) est vendu pour 40,3 millions de dollars et Les Maisons d'Unterach sur le lac Utter (1916) est vendu pour 31,4 millions de dollars. La vente des cinq tableaux a rapporté 327,6 millions de dollars.

## Galerie

Paysages
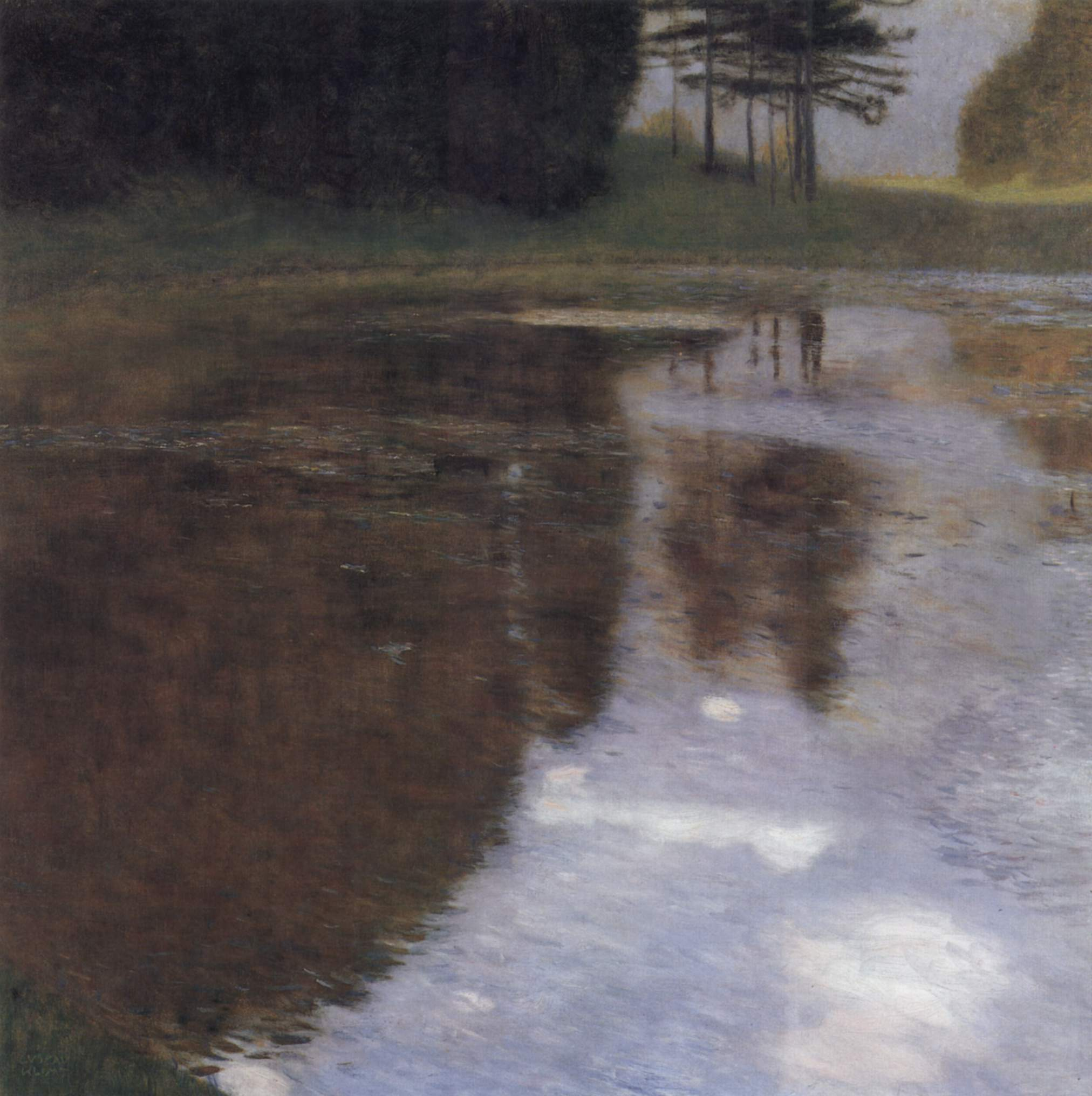
Stiller Weiher im Schloßpark von Kammer (1899).
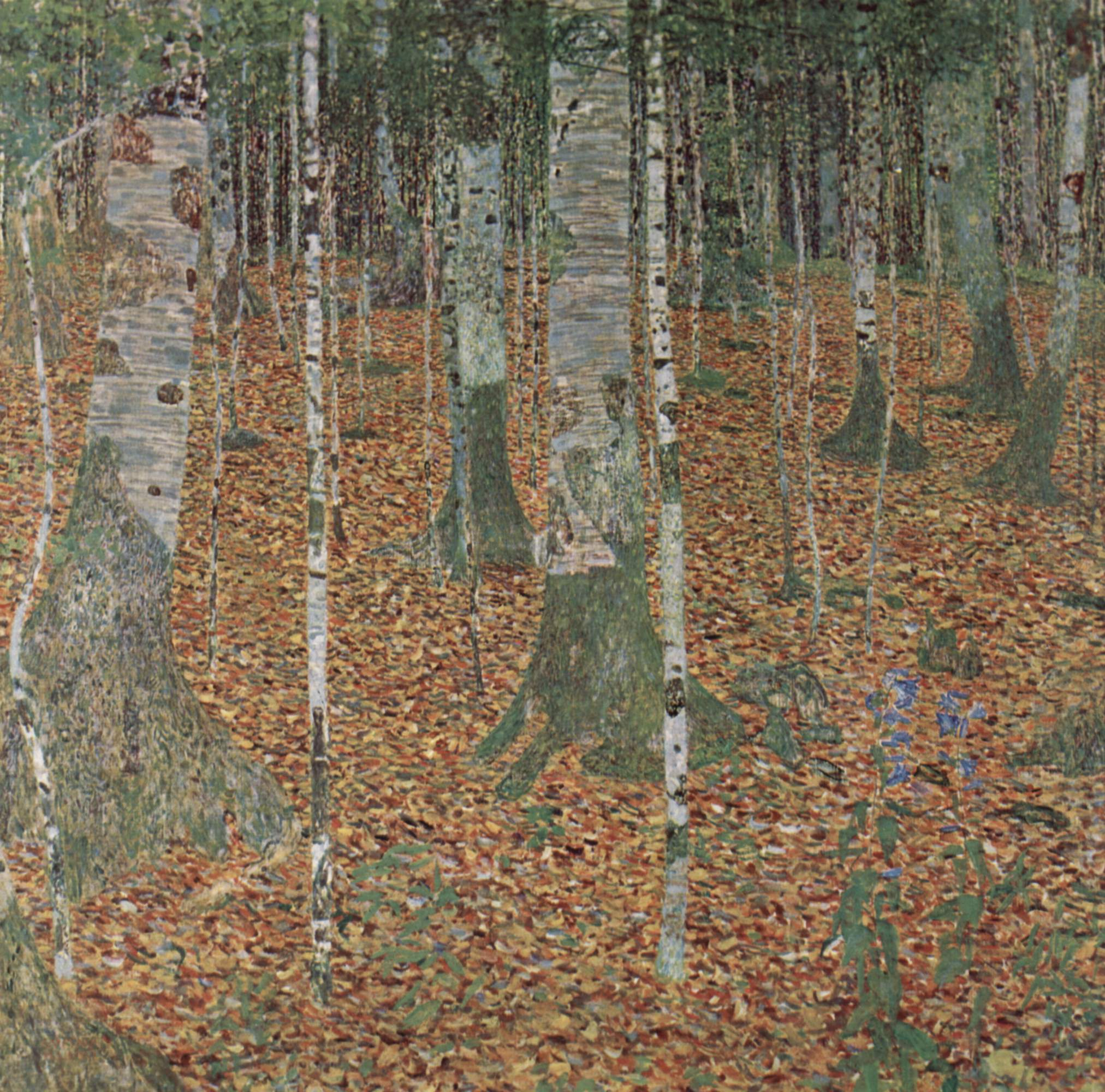
Sous-bois Buchenwald (Birkenwald), (1903), Österreichische Galerie Belvedere (Vienne).
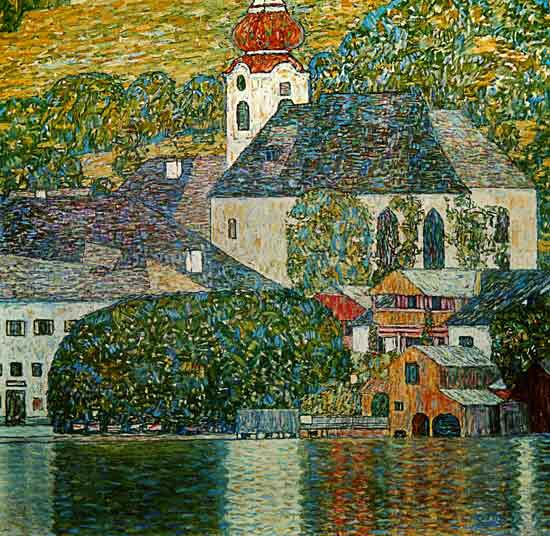
L'église d'Unterach am Attersee.
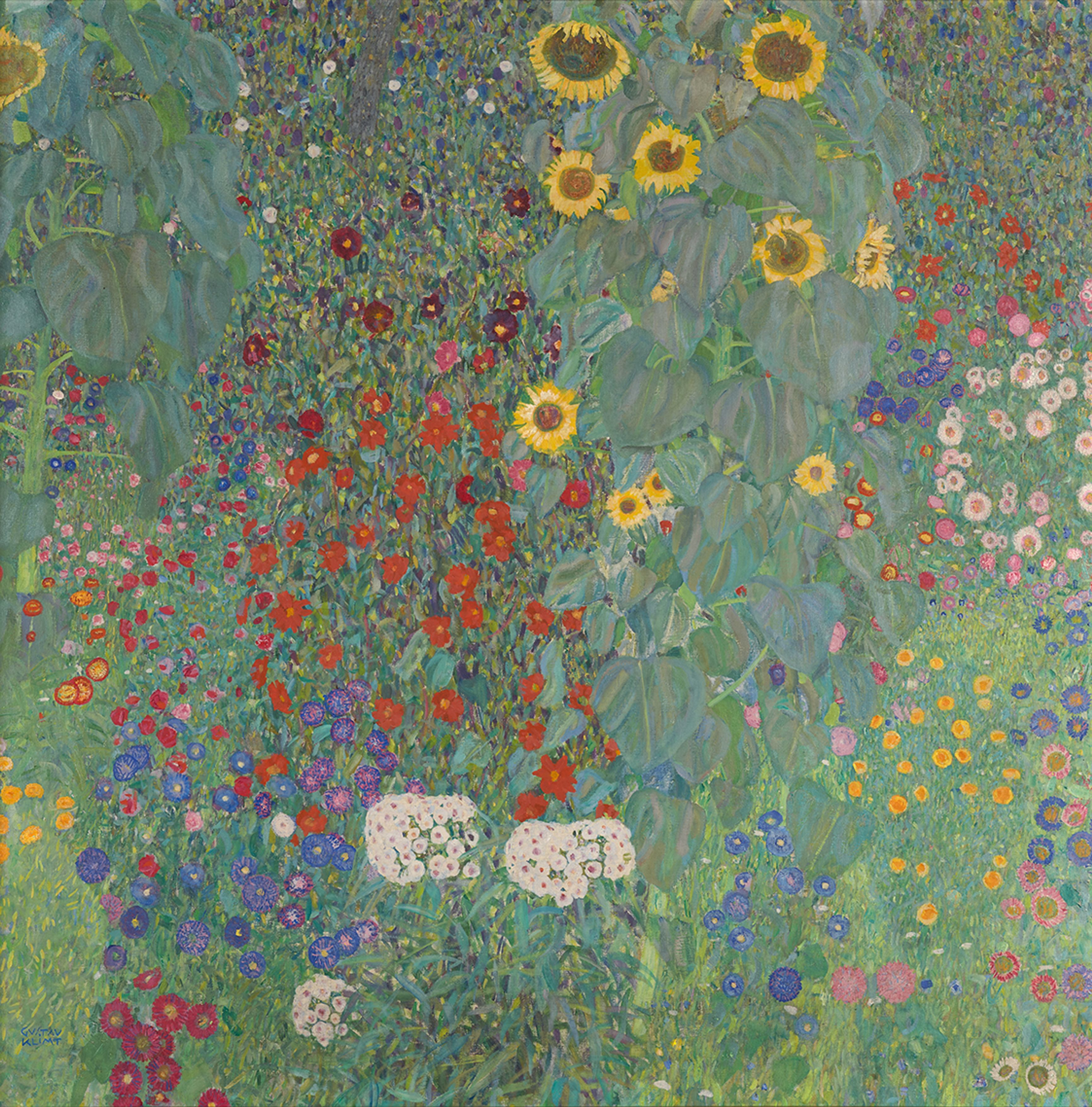
Jardin aux tournesols (1907), huile sur toile (110 × 110 cm), Österreichische Galerie Belvedere (Vienne).
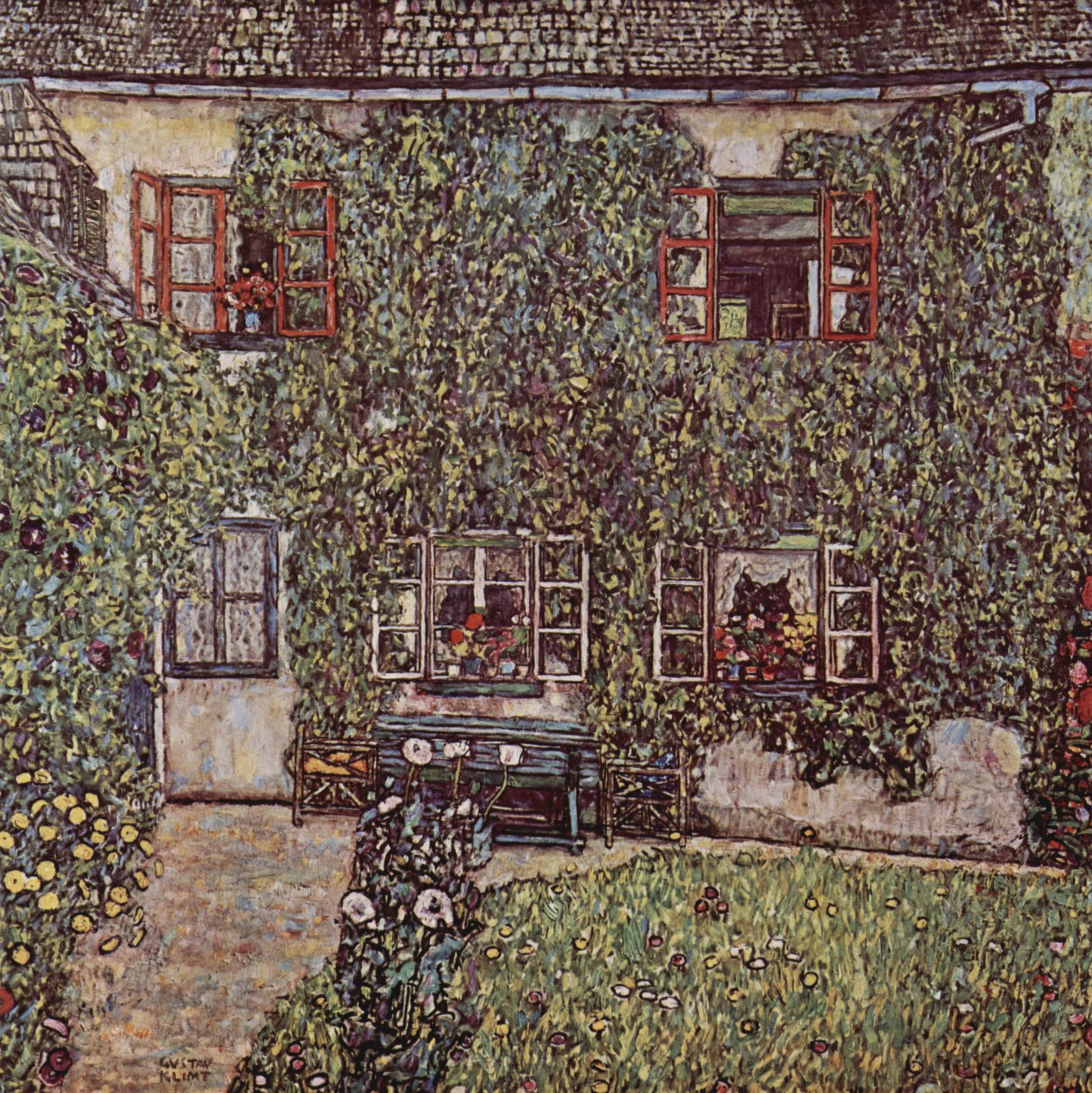
Das Haus von Guardaboschi (1912).
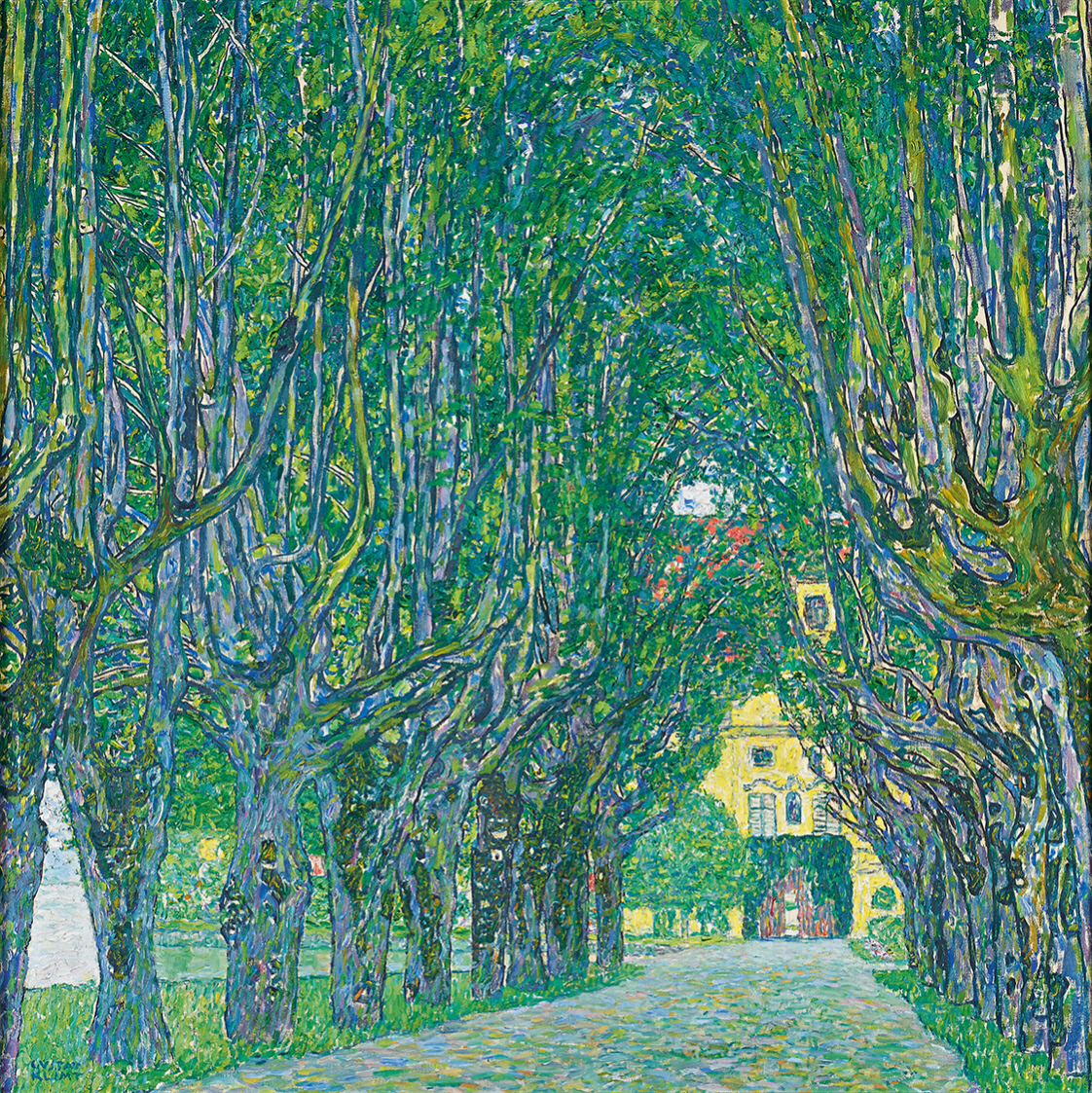
Allée dans le parc du château de Kammer (1912), huile sur toile (110 × 110 cm), Österreichische Galerie Belvedere (Vienne).
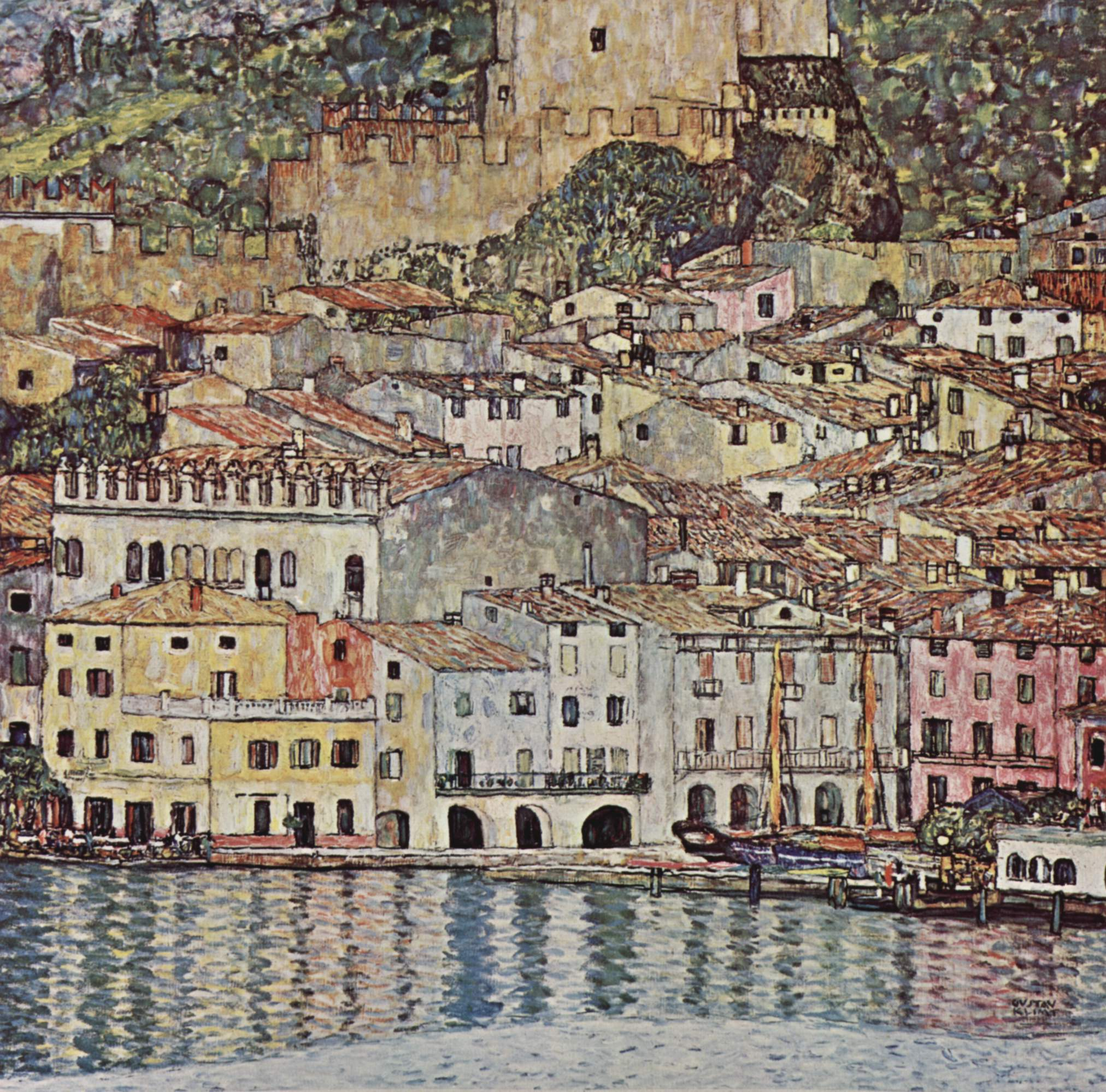
Malcesine sur le lac de Garde (1913), huile sur toile, détruit le 8 mai 1945 dans l'incendie du château d'Immendorf.

Mythologie
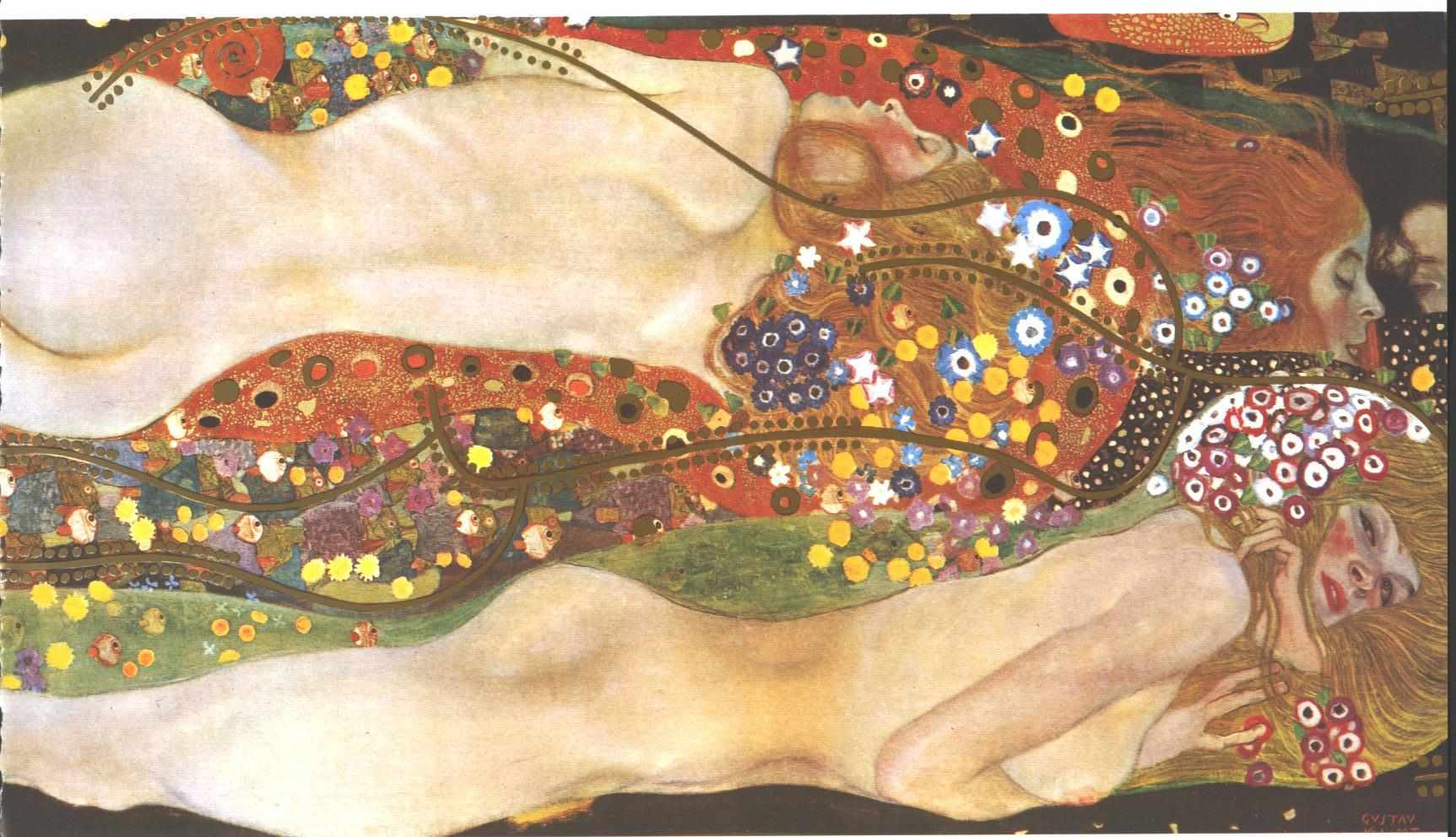
Wasserschlangen II, (Hydre II) - (1907)
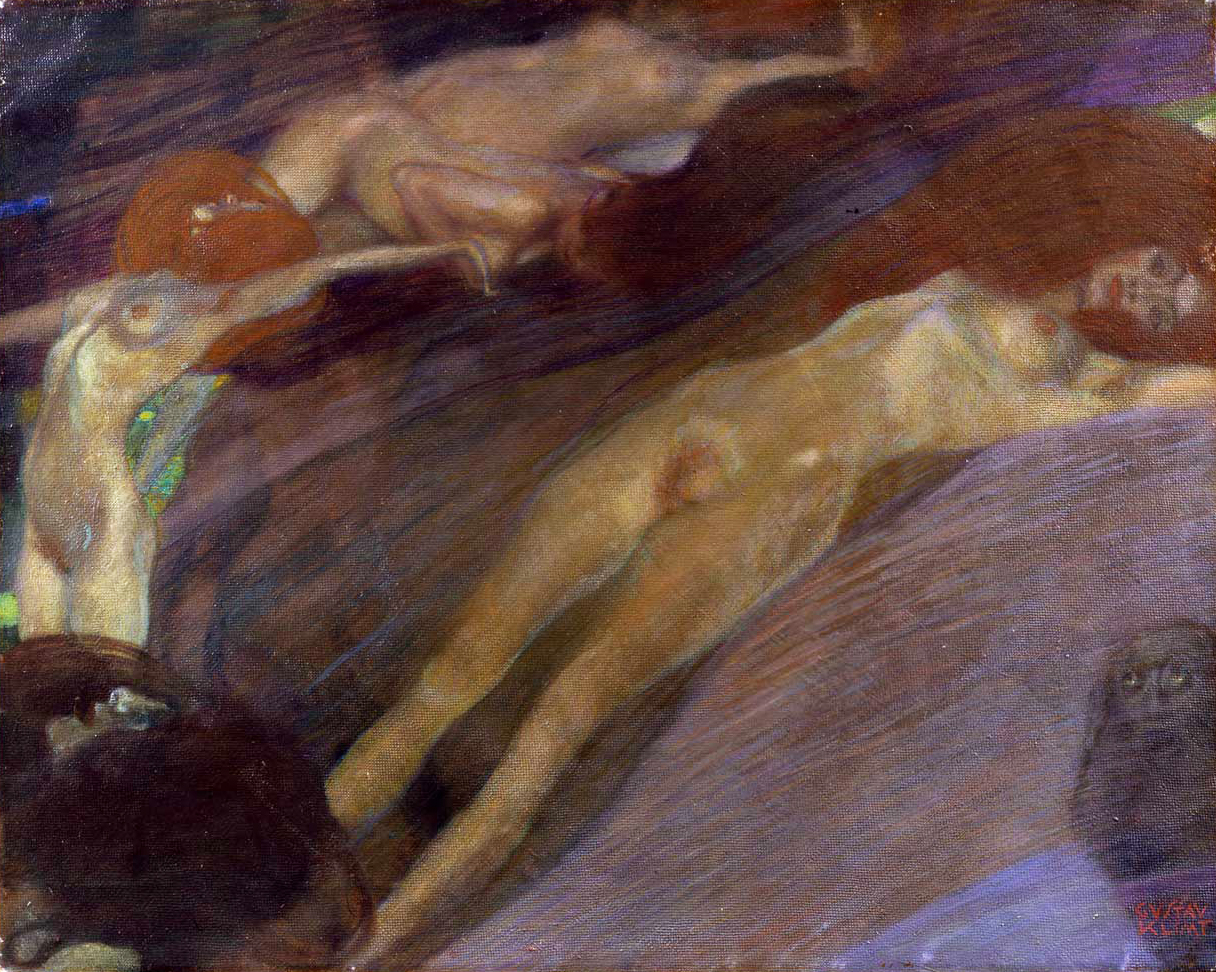
Eau en déplacement (1898, 52 × 65 cm), collection privée à New York.
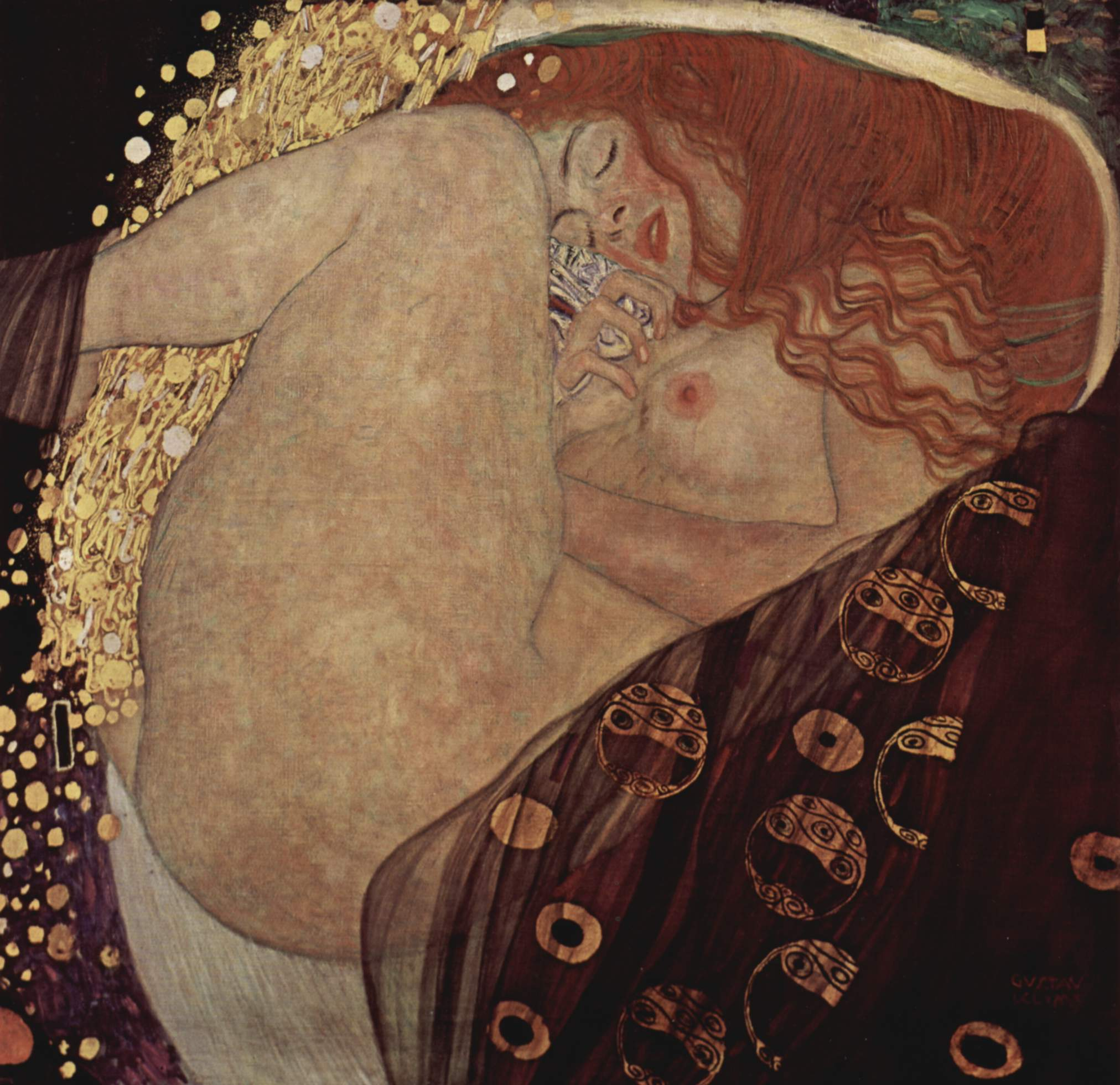
Danaë (1907), collection privée à Vienne.
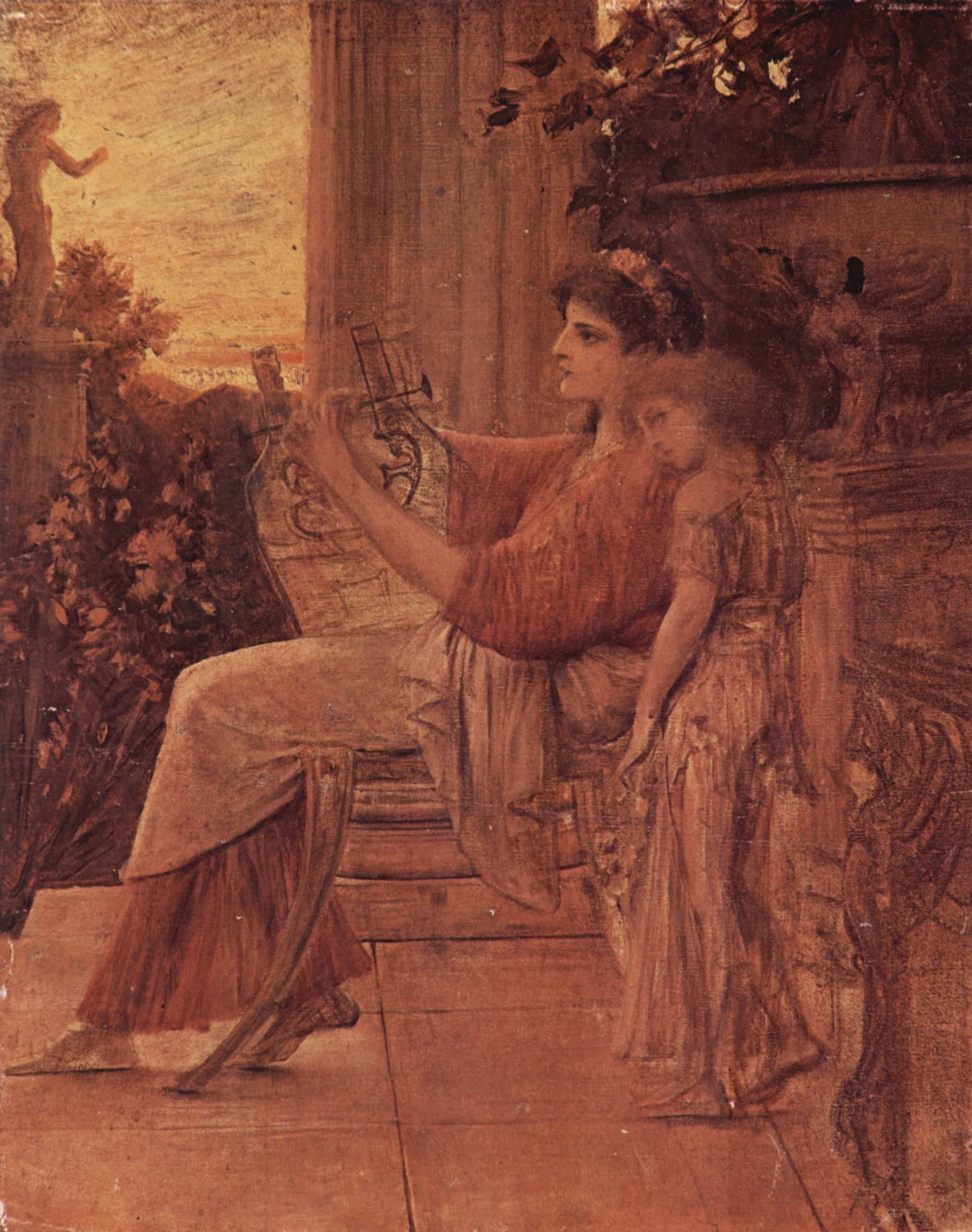
Sapho (1888-1890), huile sur toile (39 × 31,6 cm), musée historique des arts de Vienne.
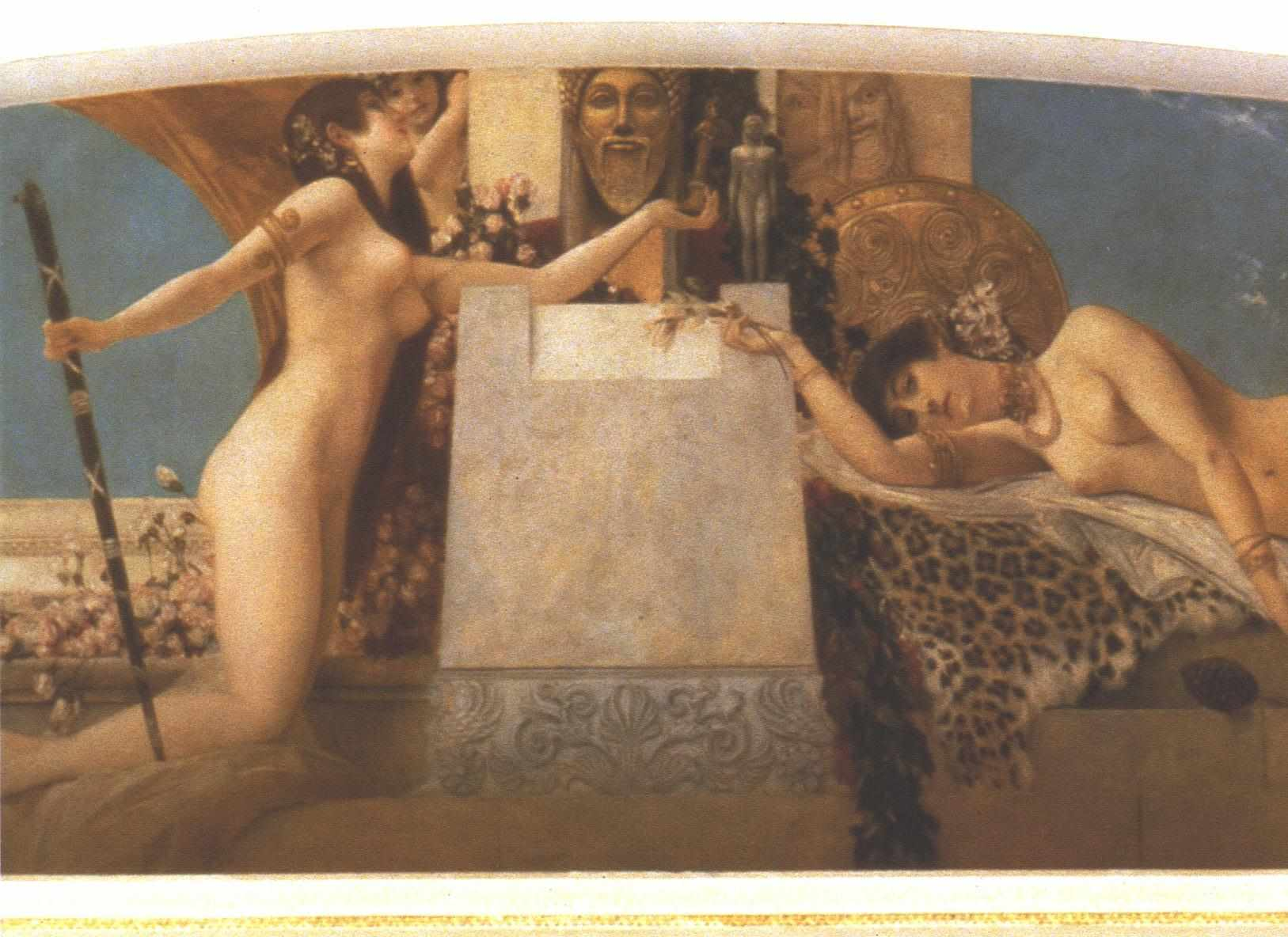
Autel de Dionysos.
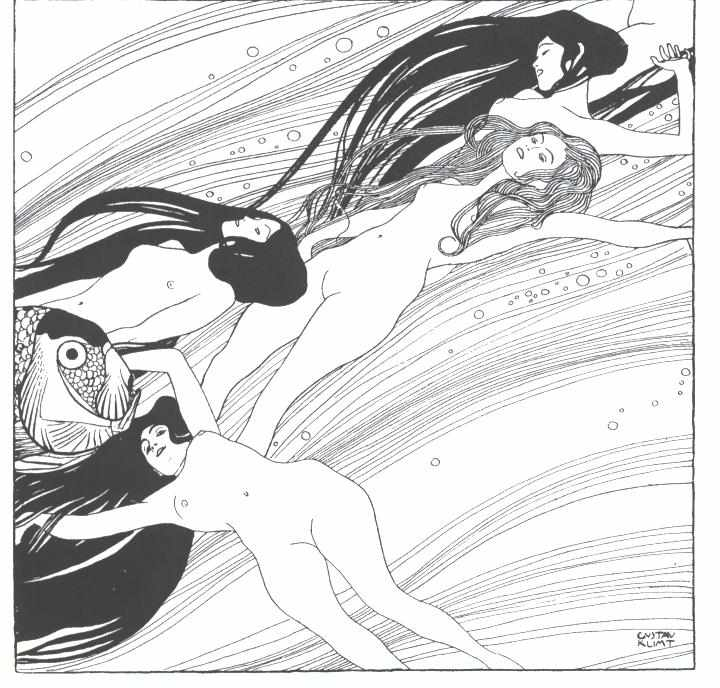
Le Sang de poisson.

Allégories
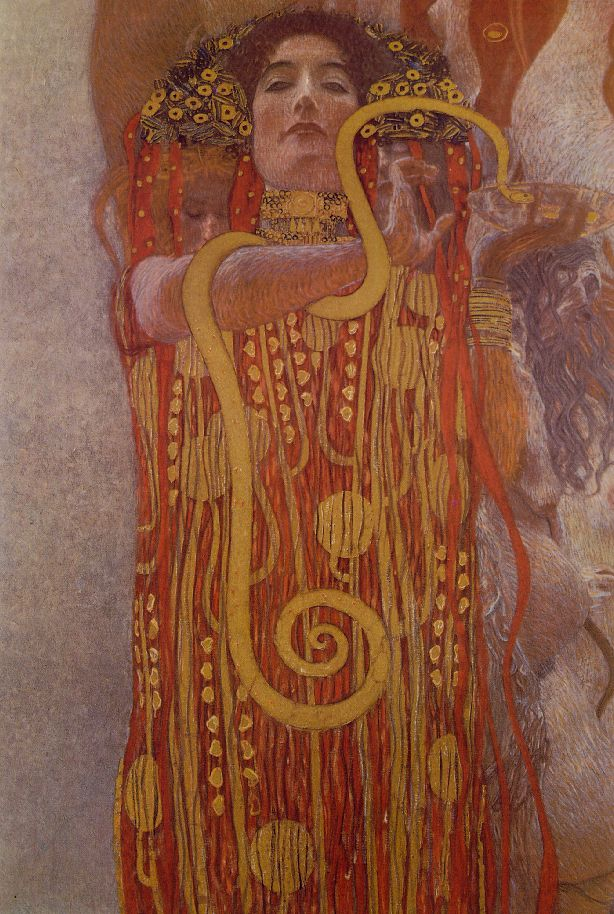
La partie basse de la Médecine, montrant la déesse Hygie.
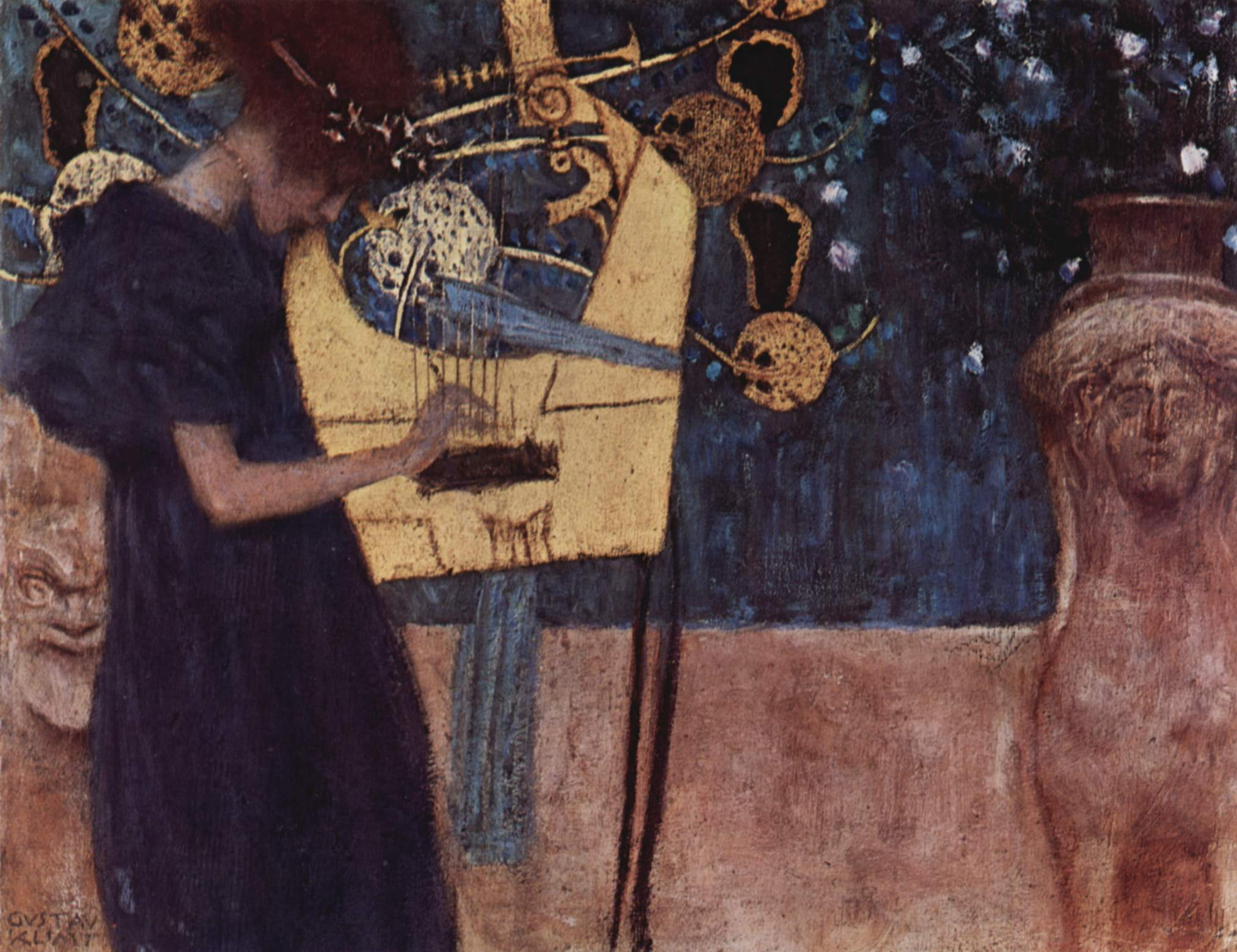
Musique (1895).
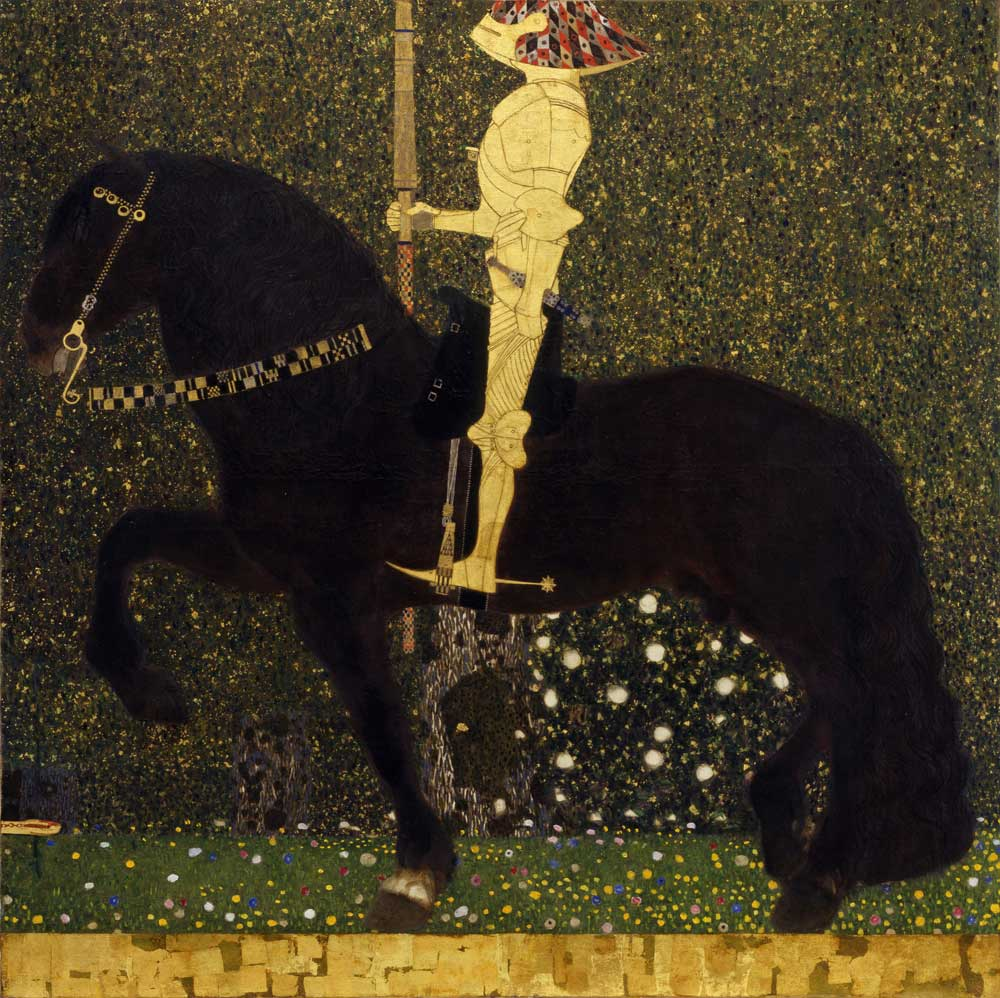
Le Chevalier d'or (1903).
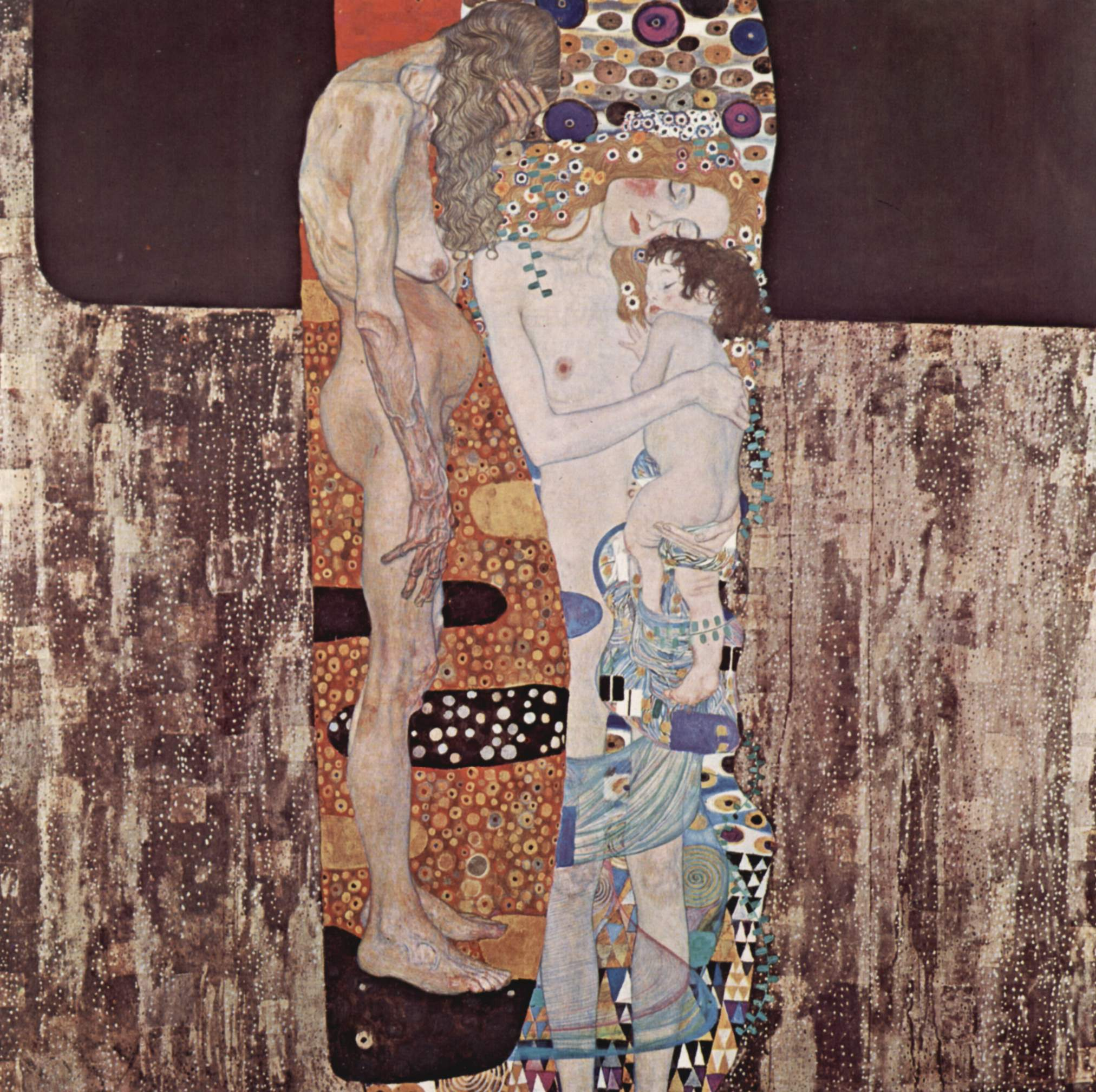
Les Trois Âges de la femme (1905), huile sur toile (180 × 180 cm), galerie nationale d'art moderne (Rome).
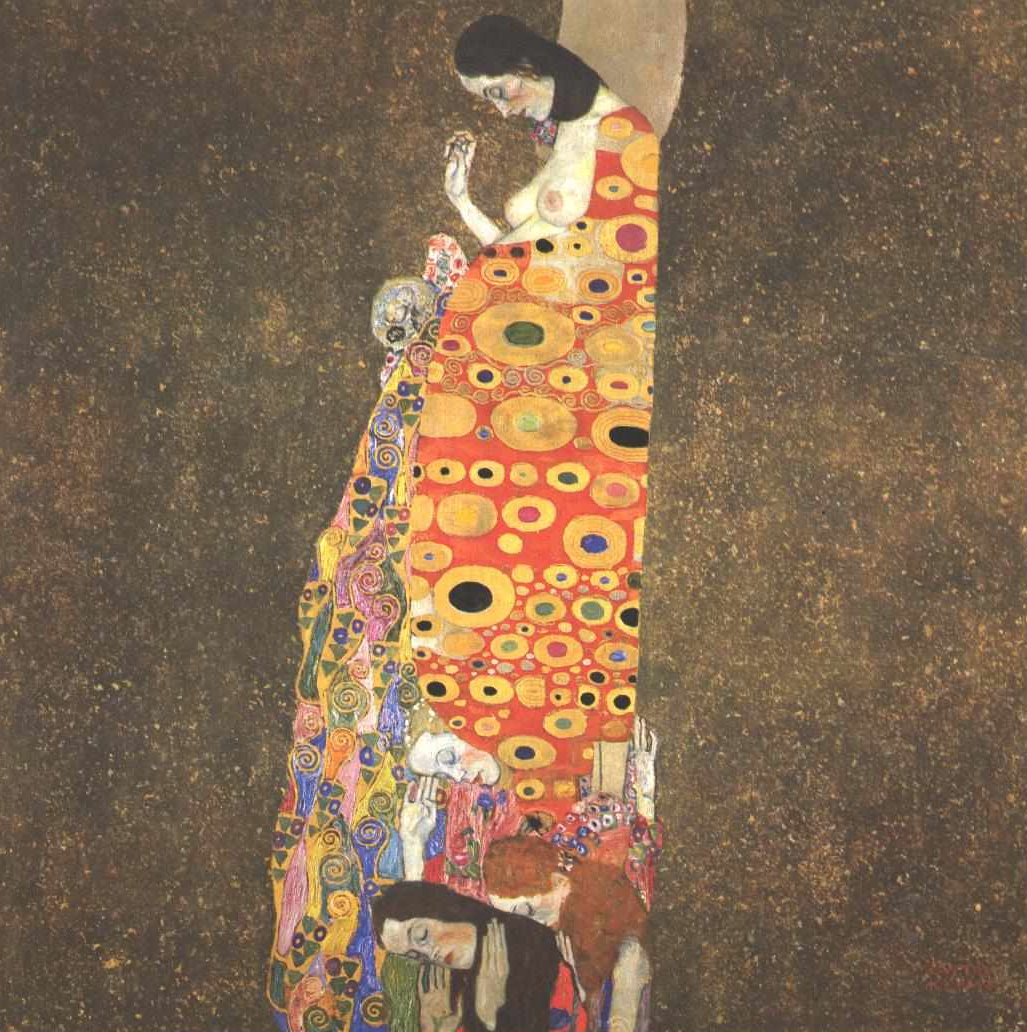
L'Espoir II (1907-1908), huile sur toile (110 × 110 cm), Museum of Modern Art (New York).
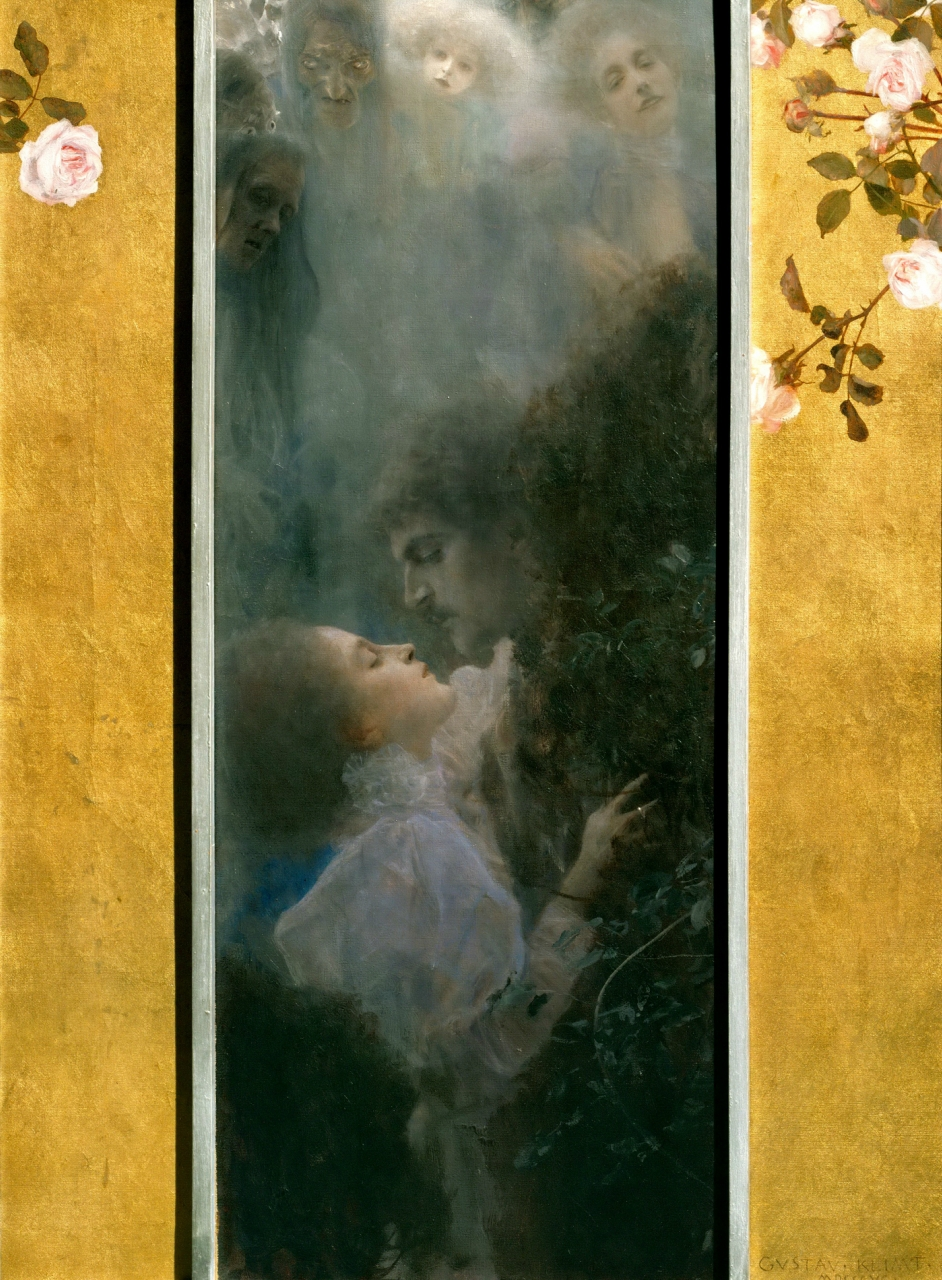
L'Amour (1895), huile sur toile (60 × 44 cm), musée historique de Vienne.
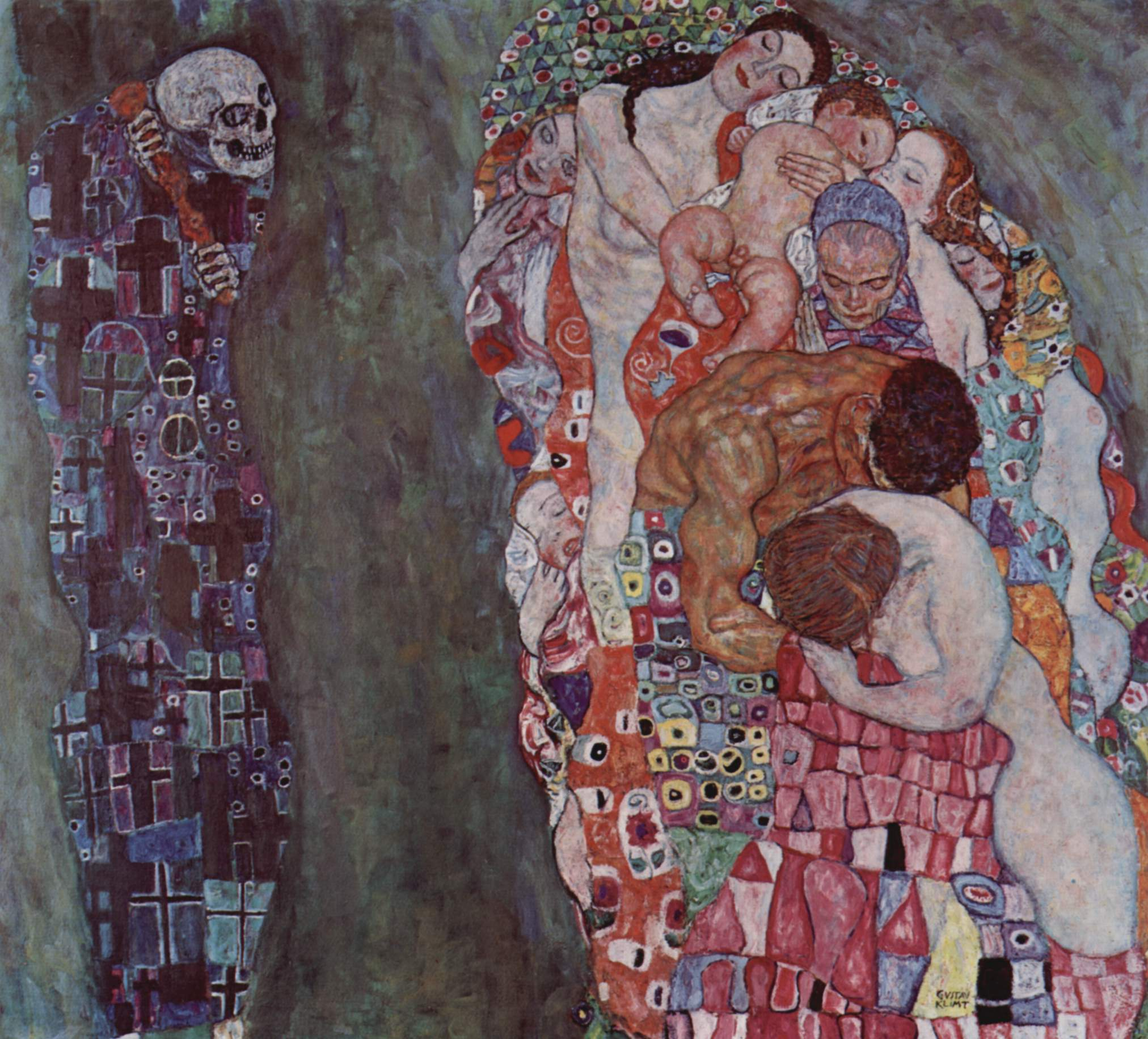
Vie et Mort (1908-1911), huile sur toile (178 × 198 cm), musée Leopold (Vienne).
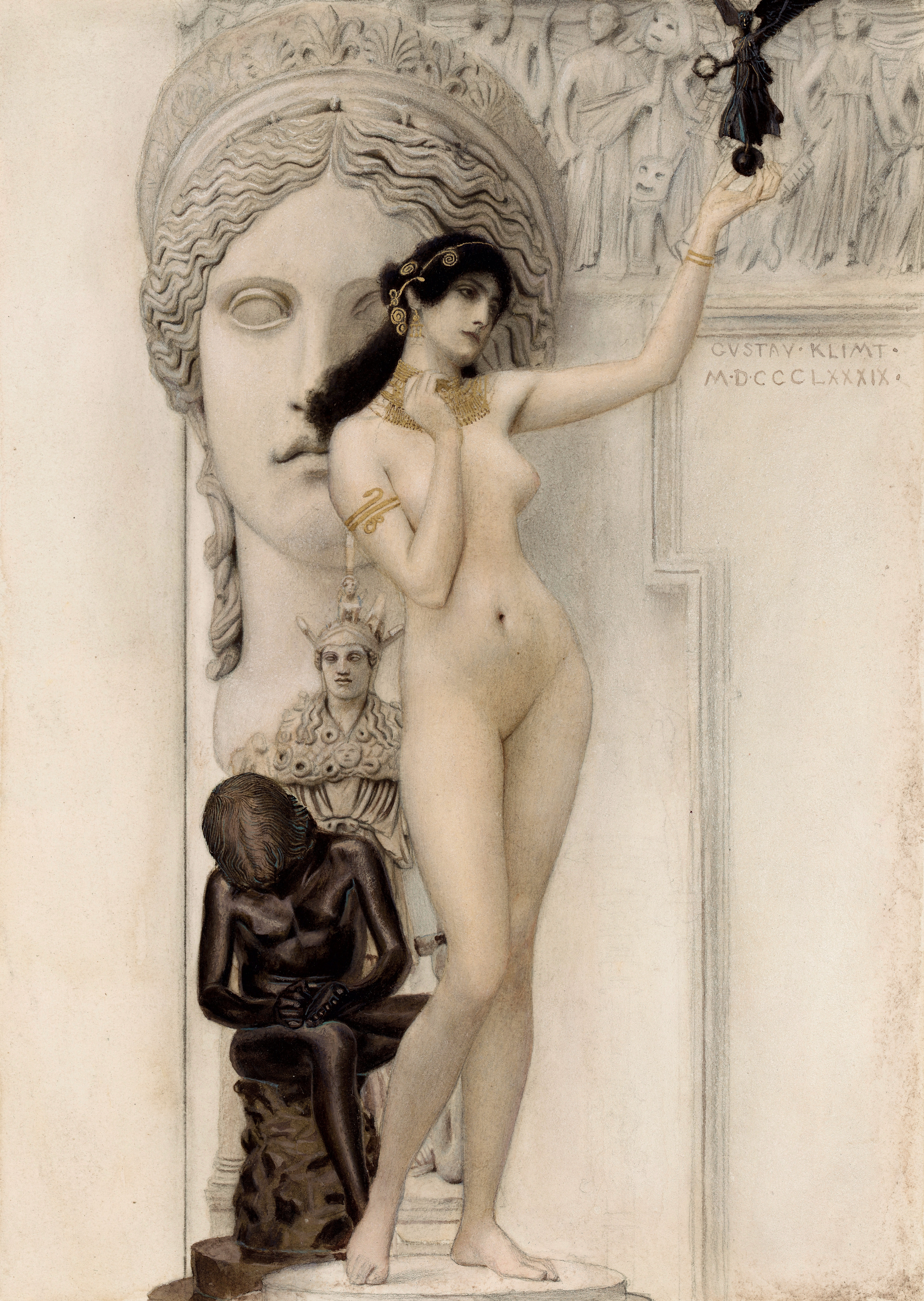
Allégorie de la sculpture.

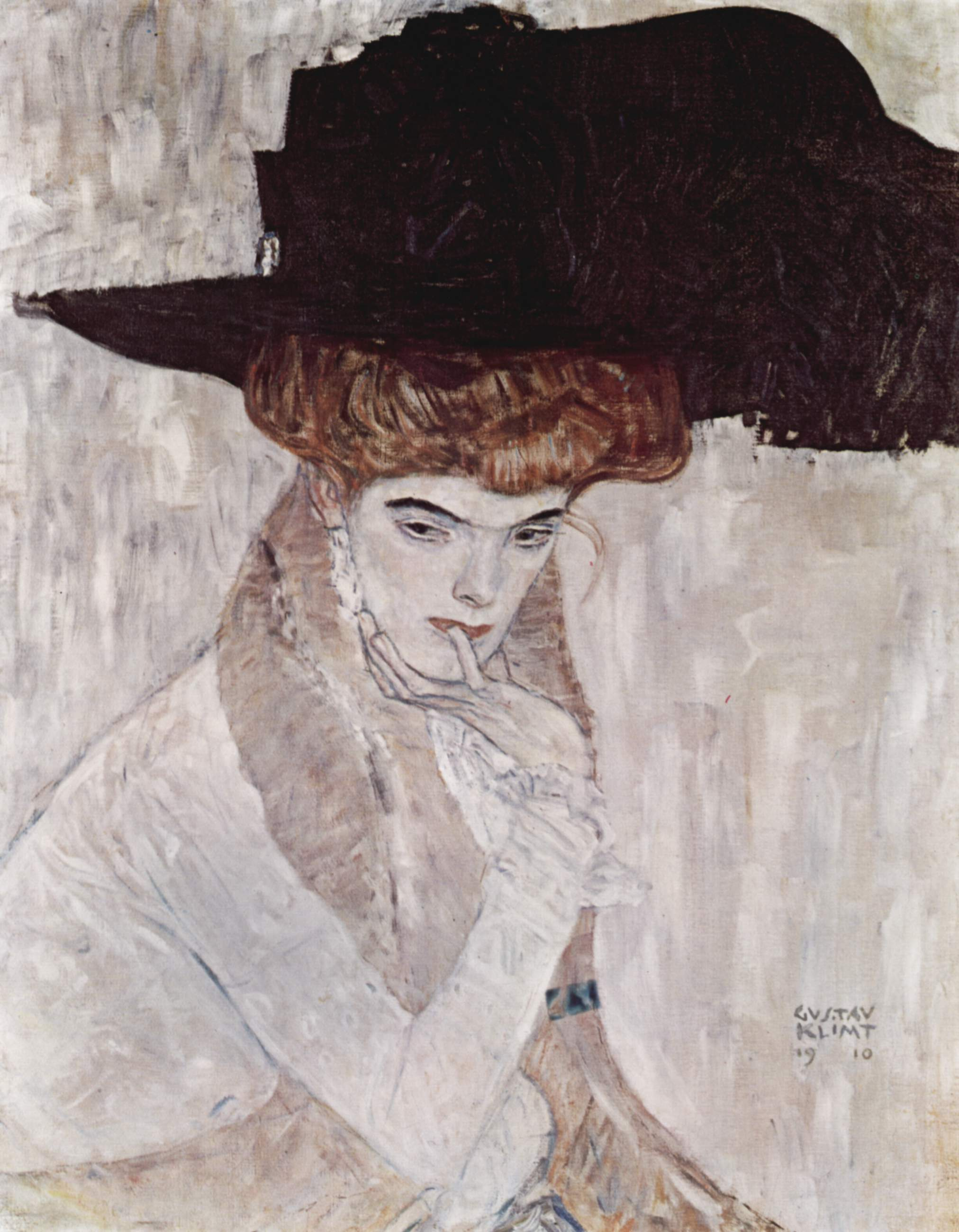
Le Chapeau noir.
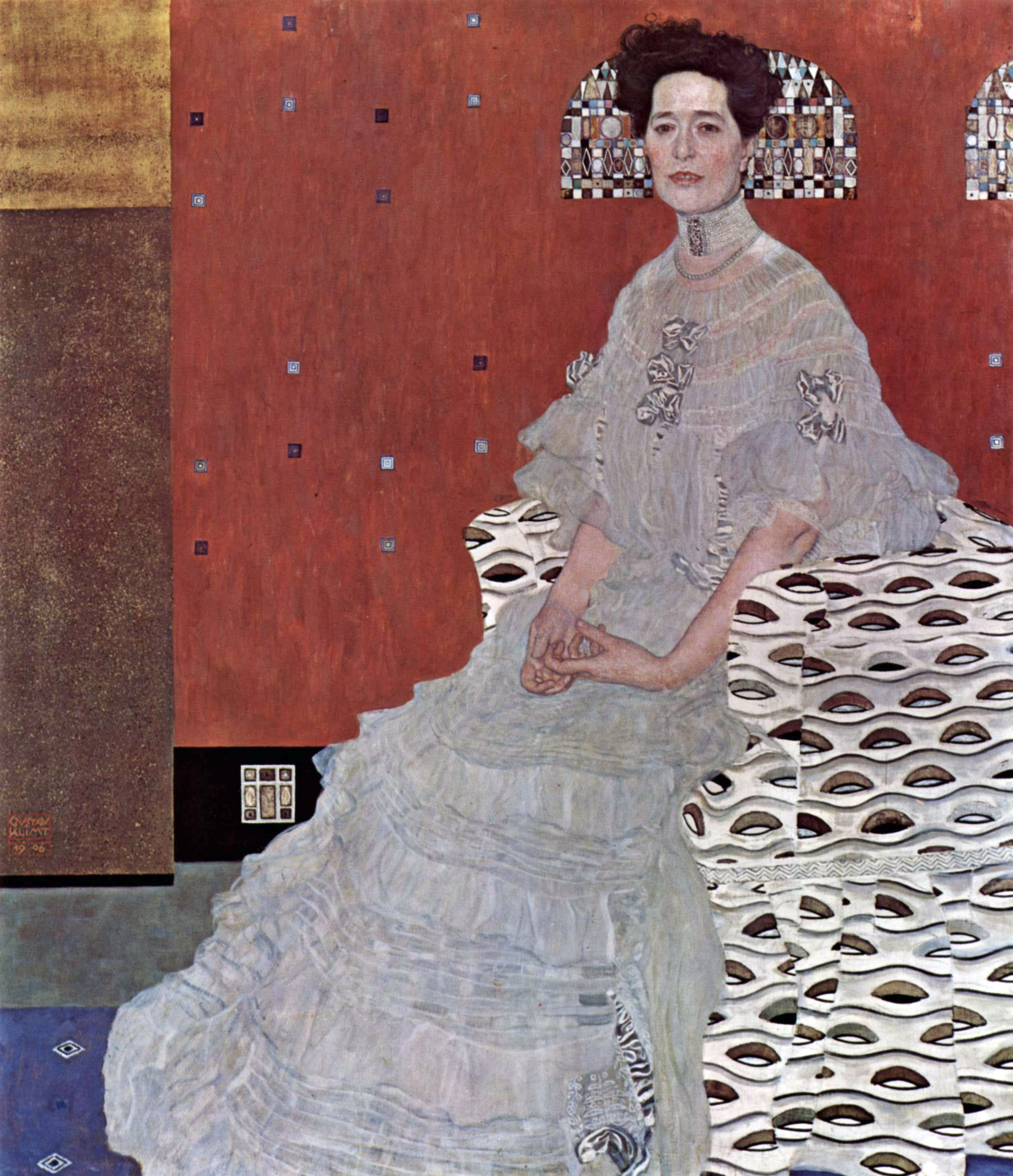
Portrait de Fritza Riedler (1906), peinture à l'huile (153 × 133 cm).
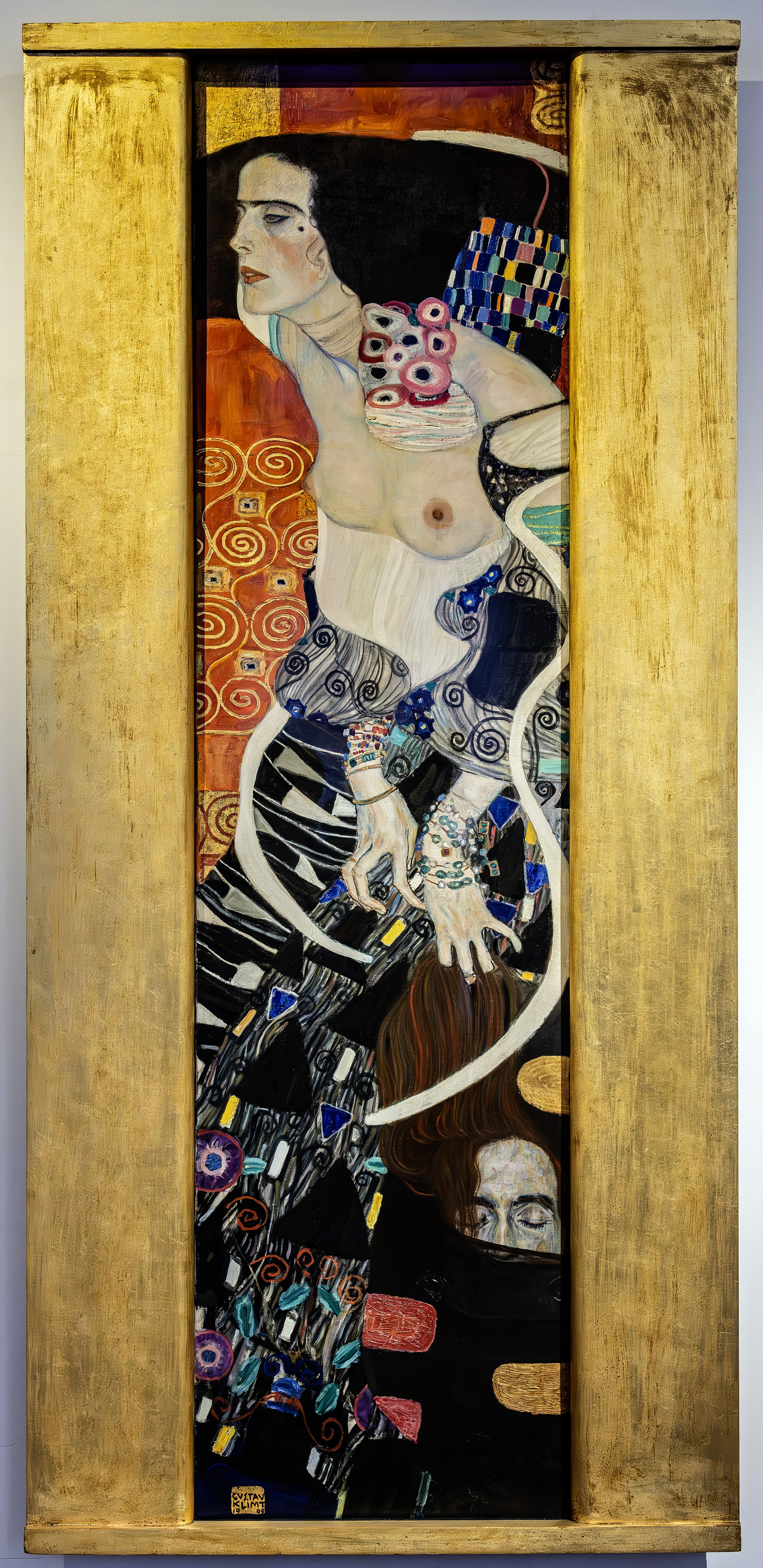
Judith II, 1909, huile sur toile, Ca' Pesaro Venise
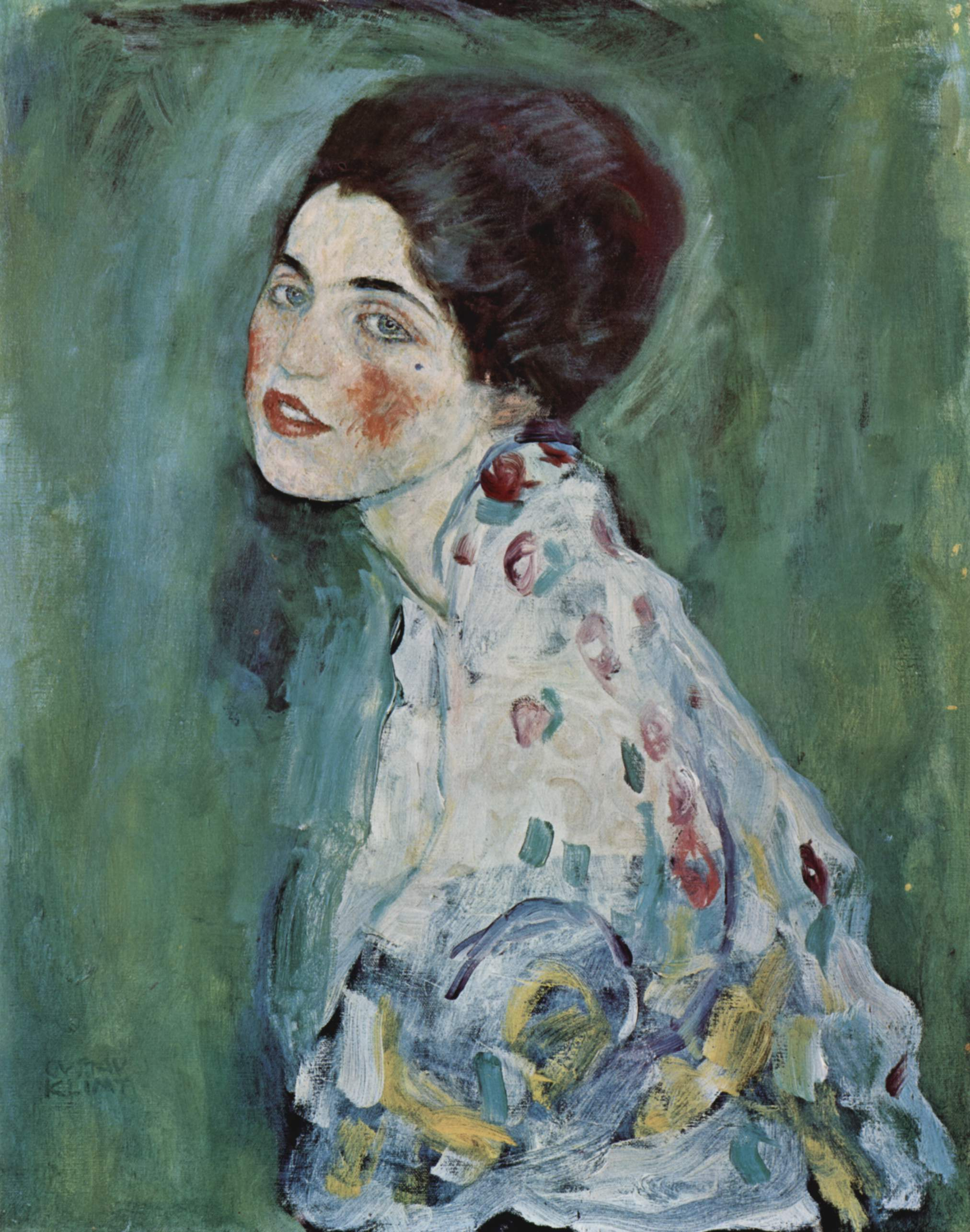
Portrait d'une dame (1916-1917), huile sur toile (60 × 55 cm), Plaisance, galerie Ricci-Oddi.
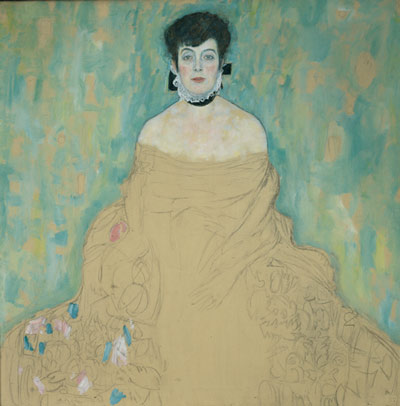
Portrait d'Amalie Zuckerandl (1917-1918).
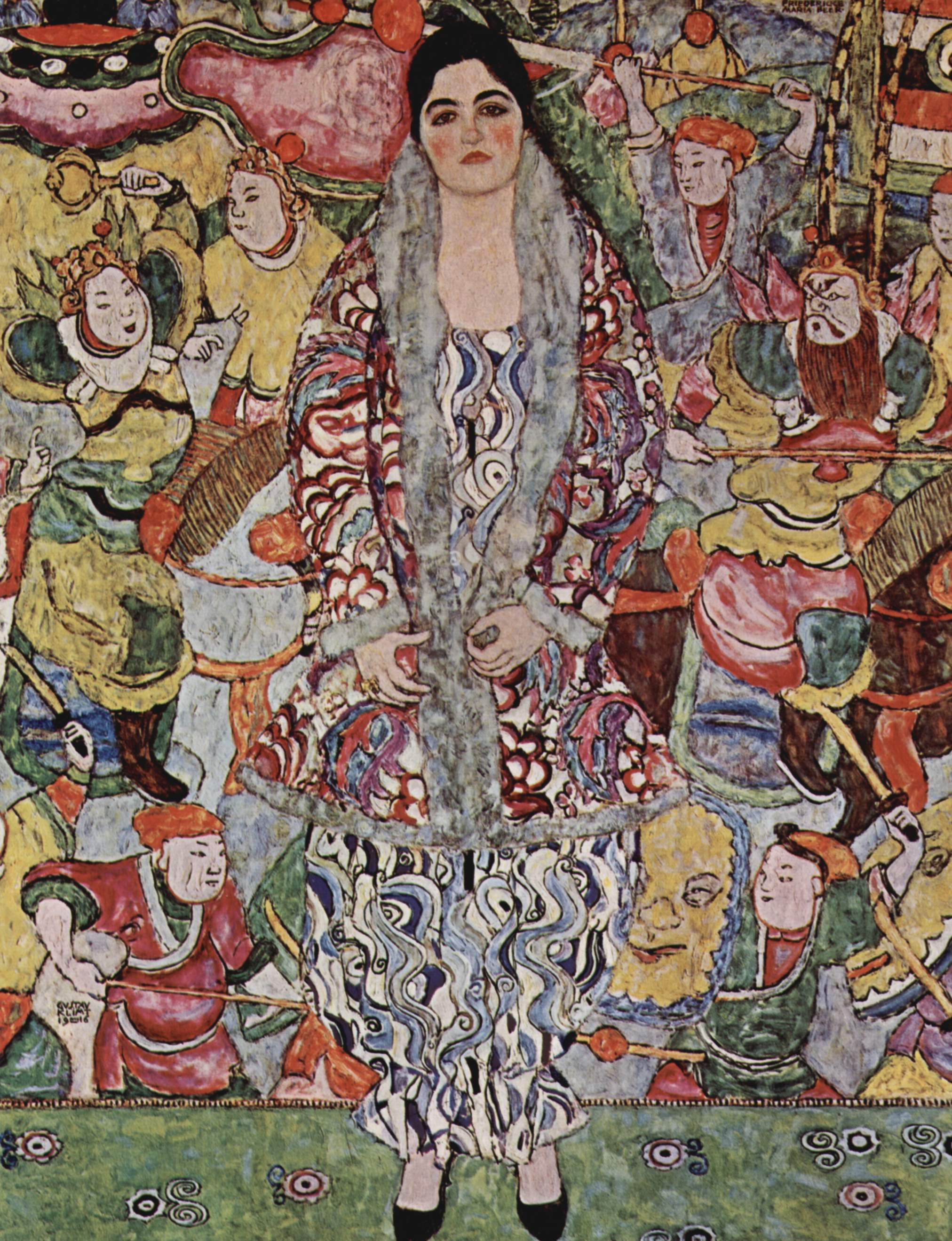
Portrait de Friederike Maria Beer.
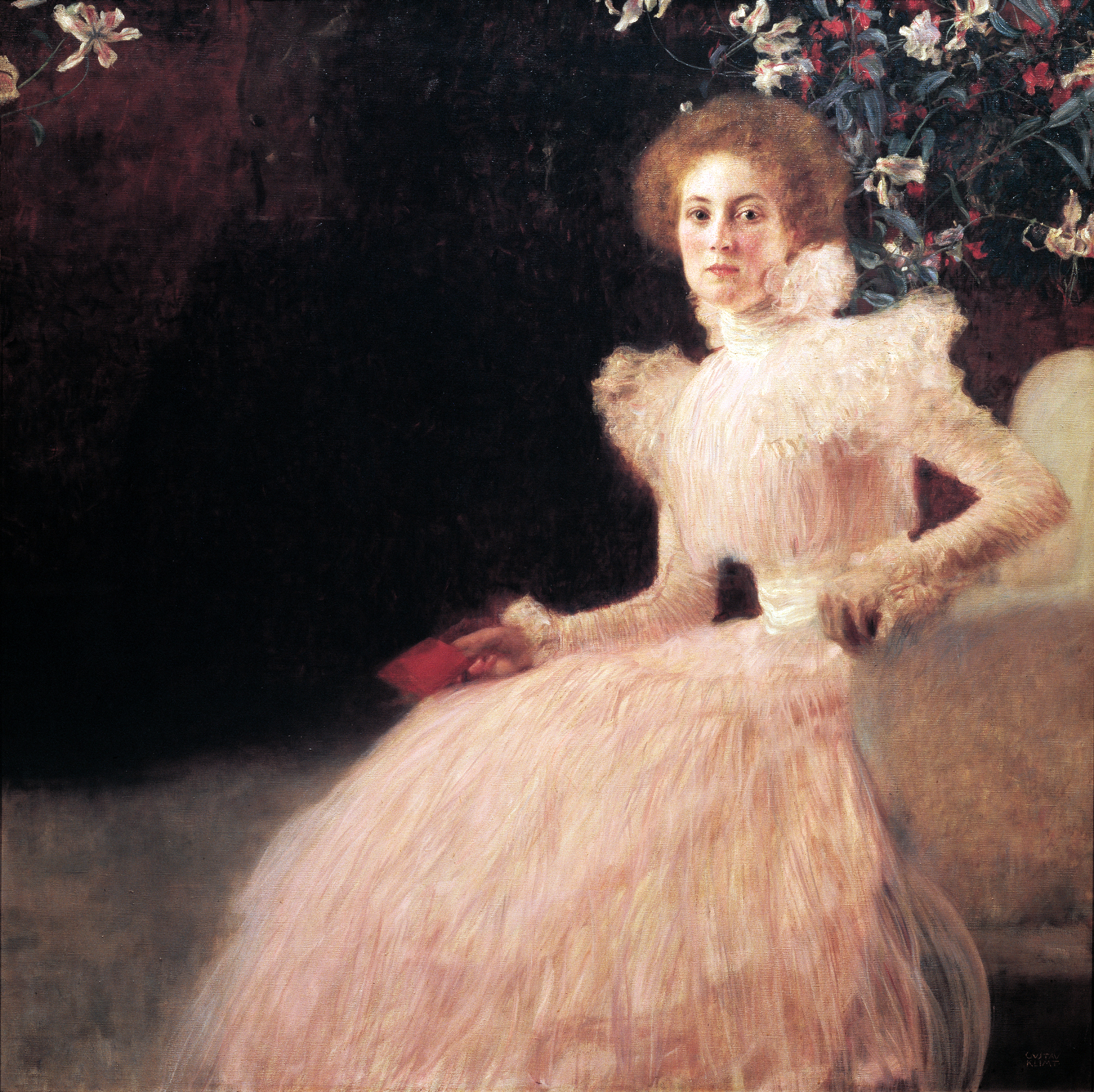
Portrait de Sonja Knips (1898).
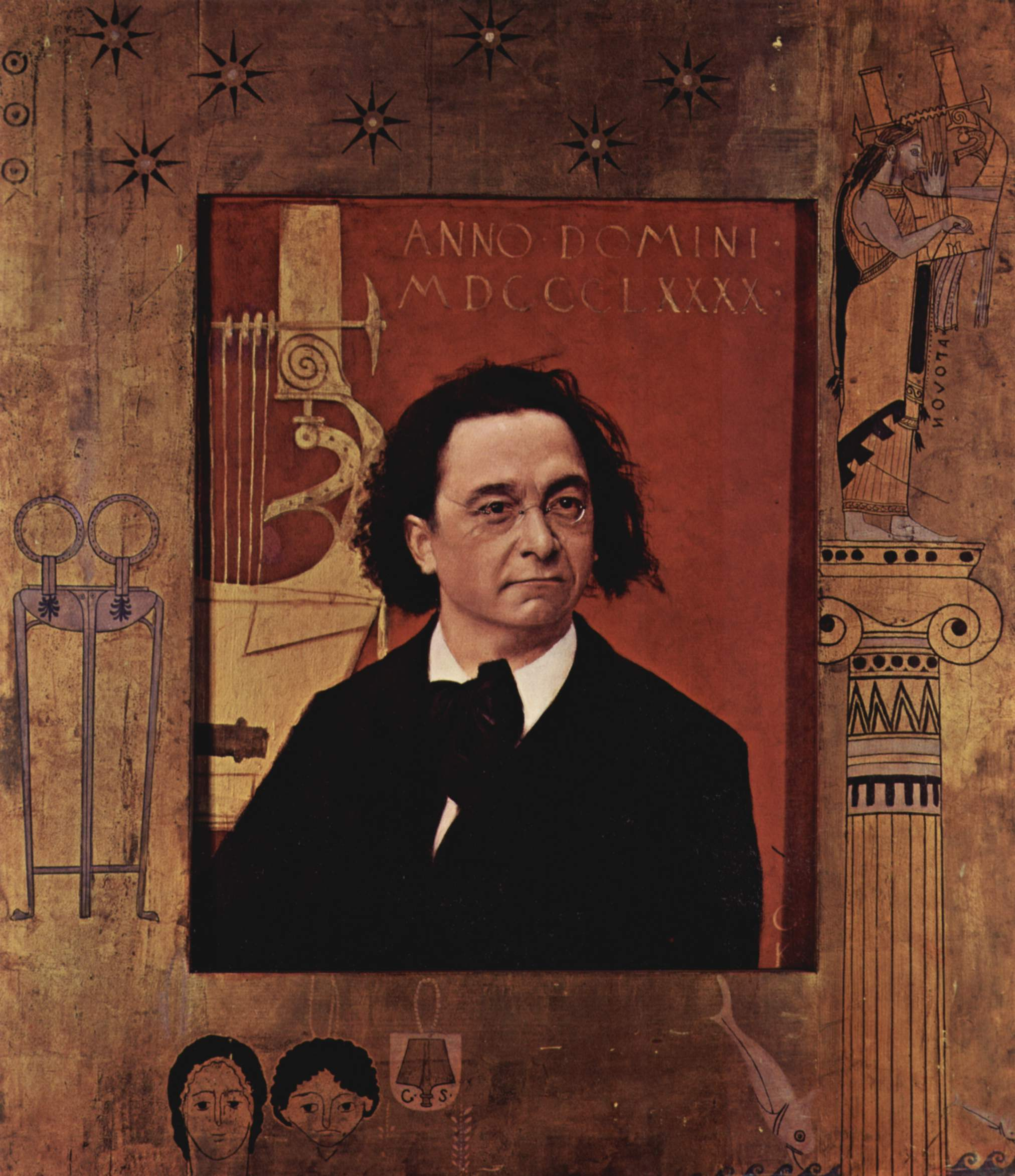
Portrait du pianiste Joseph Pembauer (1890).
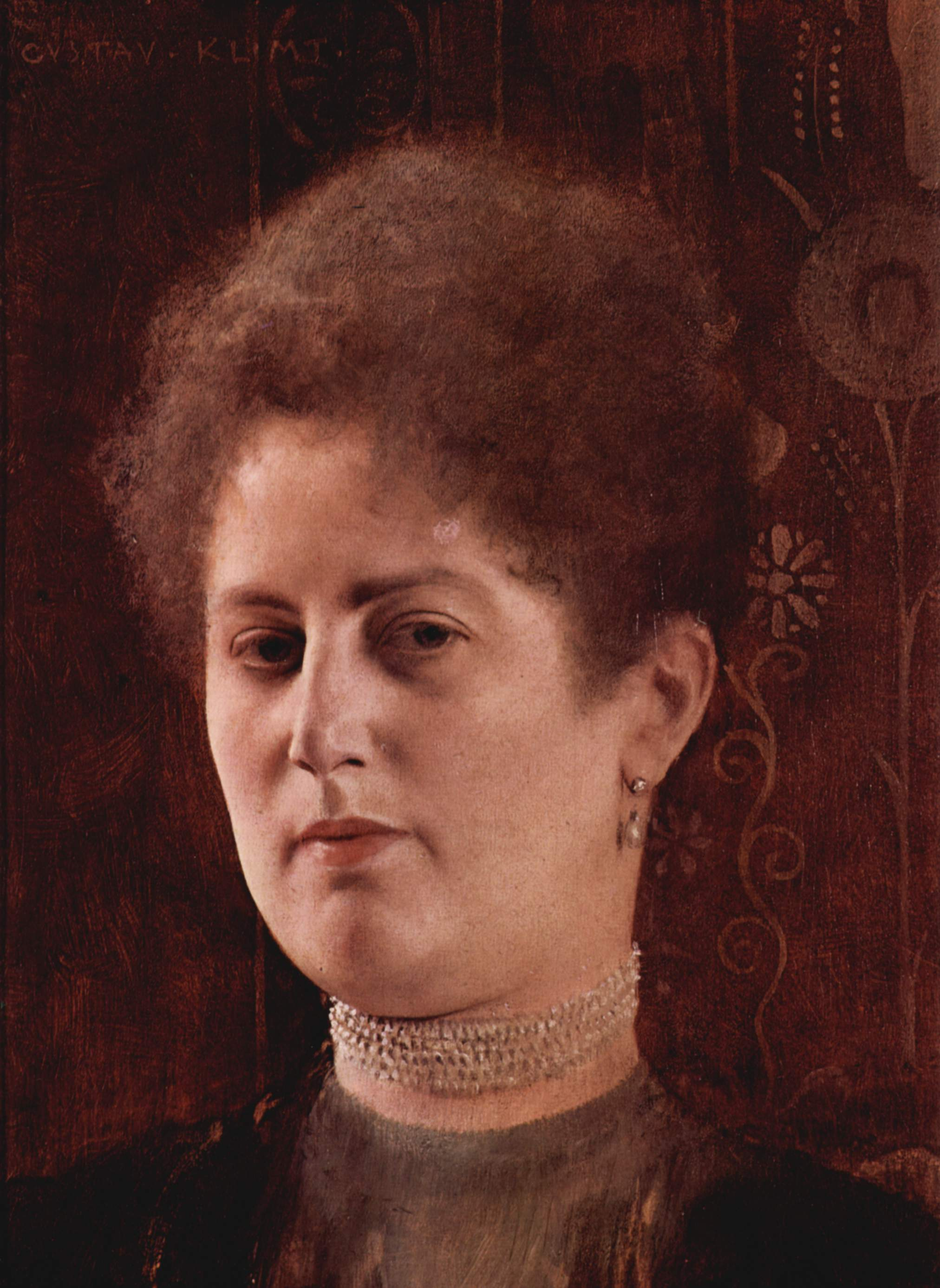
Portrait d'une femme (1894).

Varia
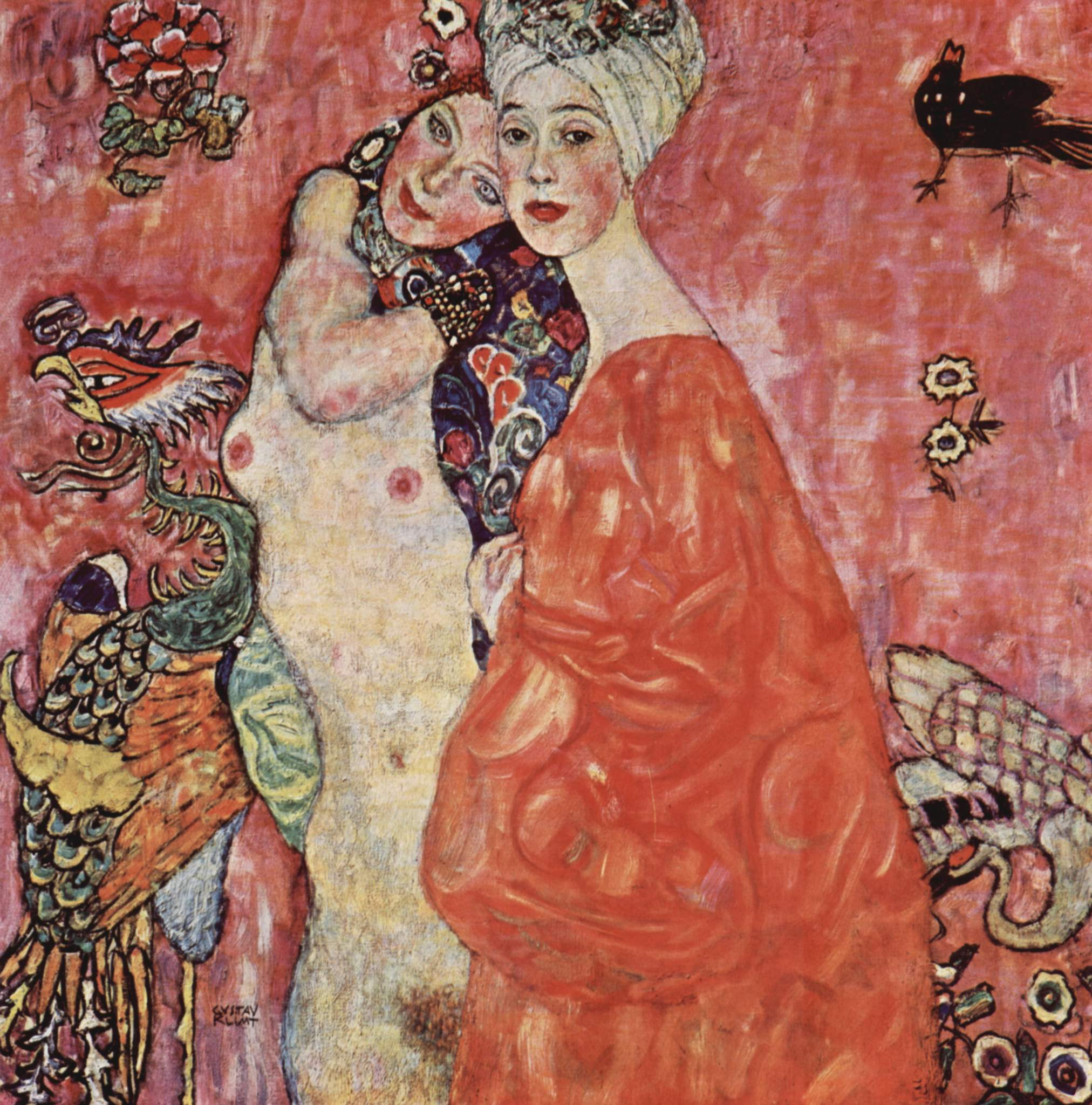
Les Amies (1916-1917).
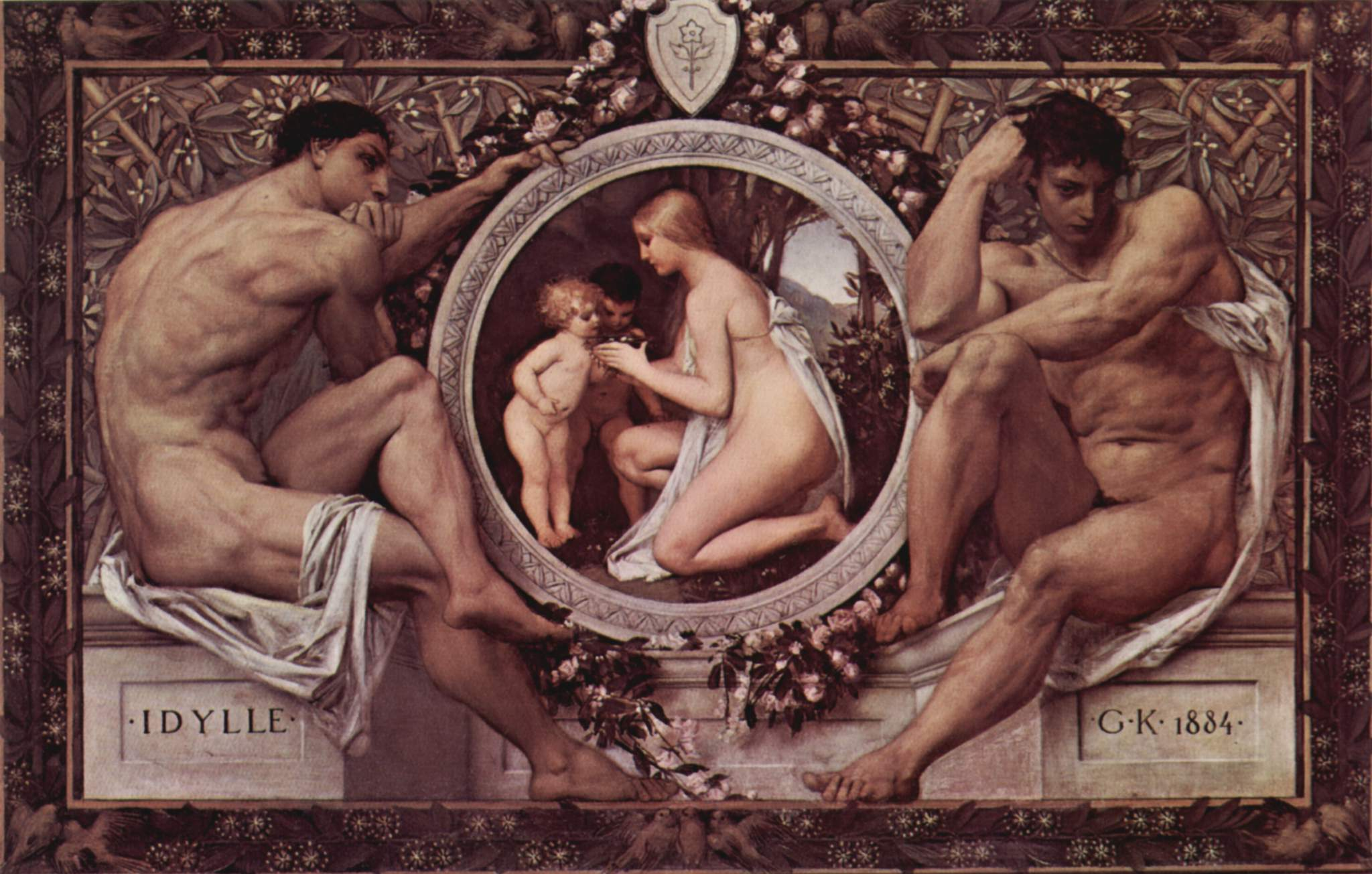
Idylle (1884), huile sur toile.
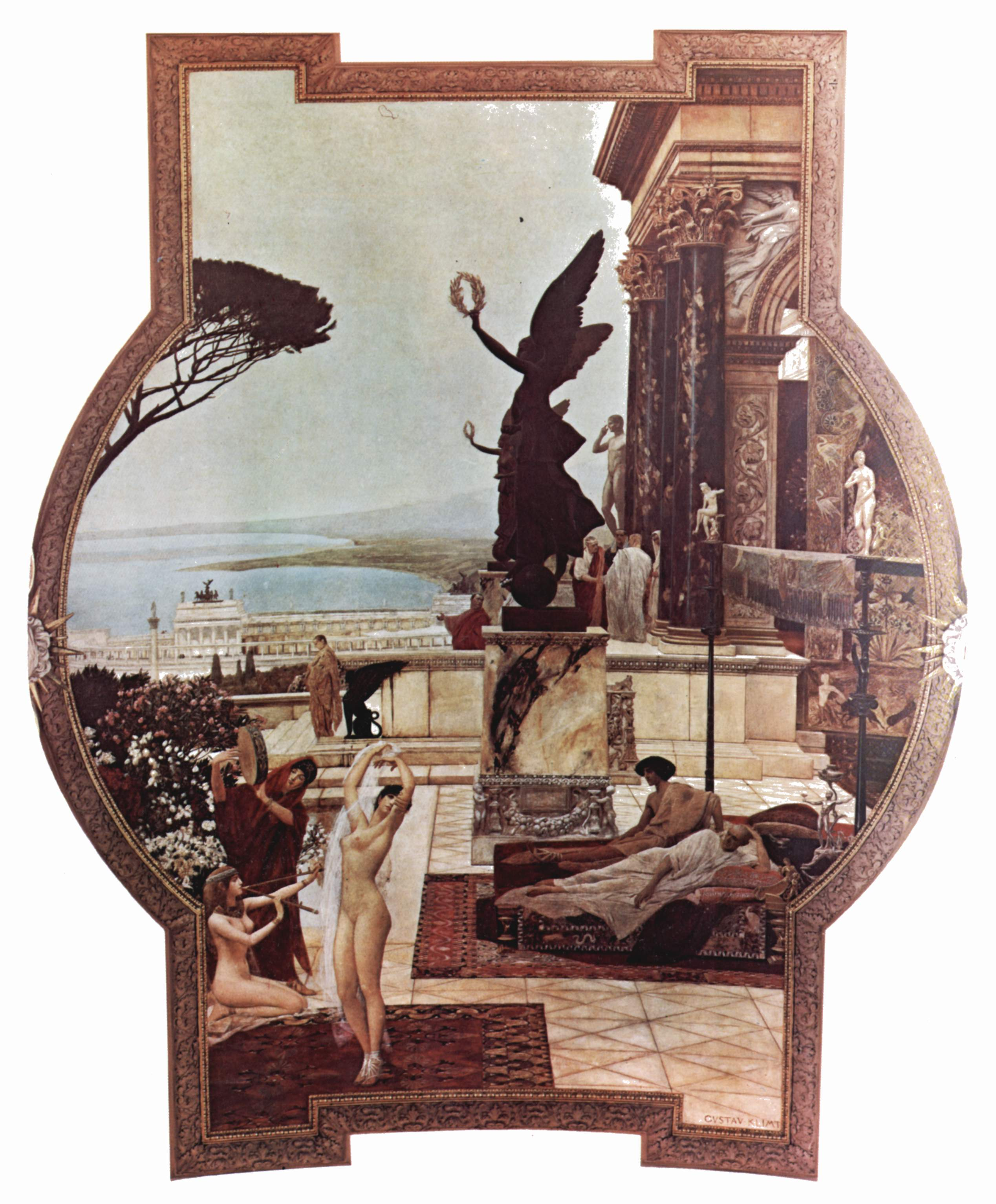
Théâtre grec de Taormine (1886-1888).
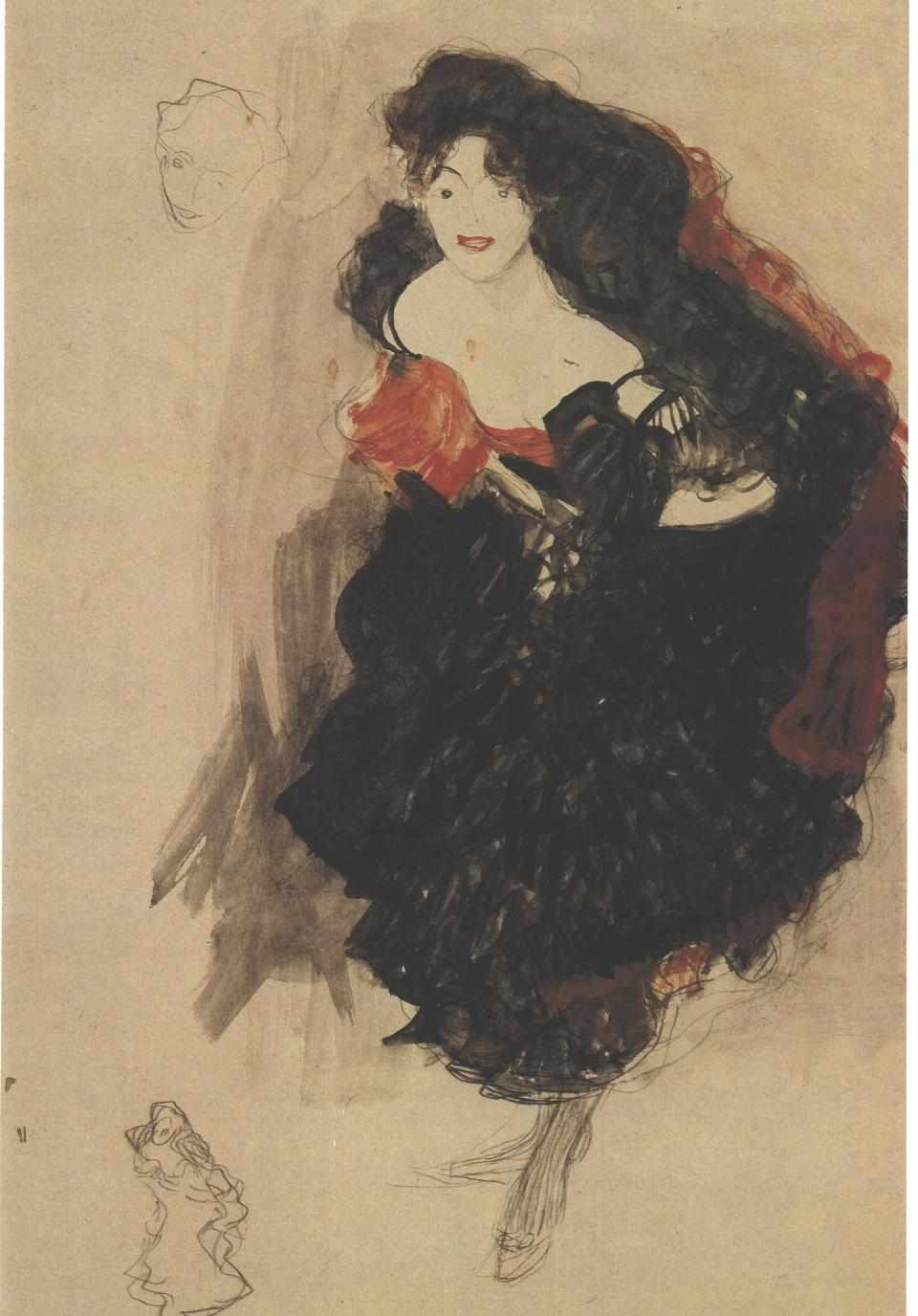
Danseuse.
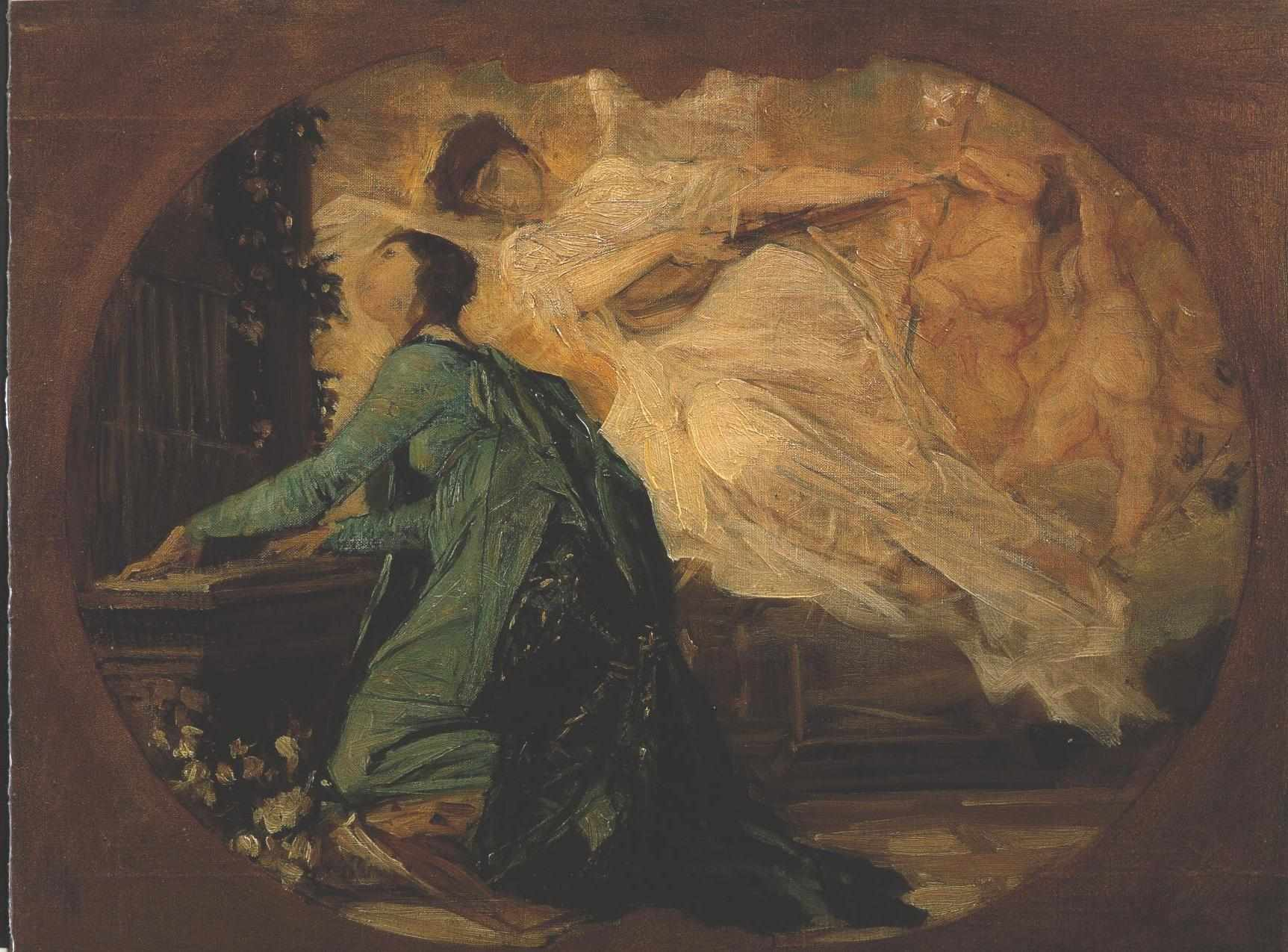
Femmes jouant de l'orgue.
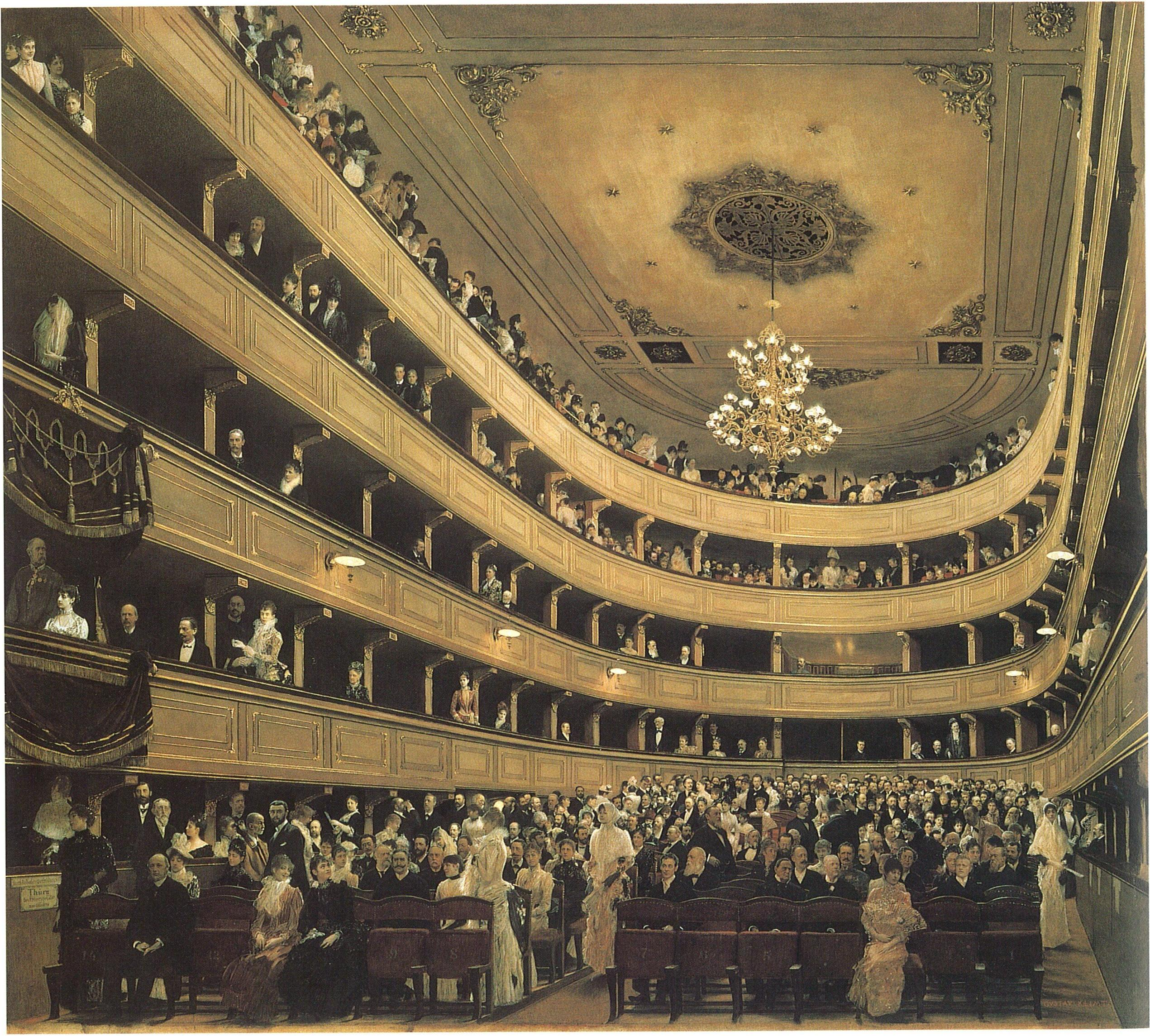
Zuschauerraum im alten Burgtheater in Wien (1888).
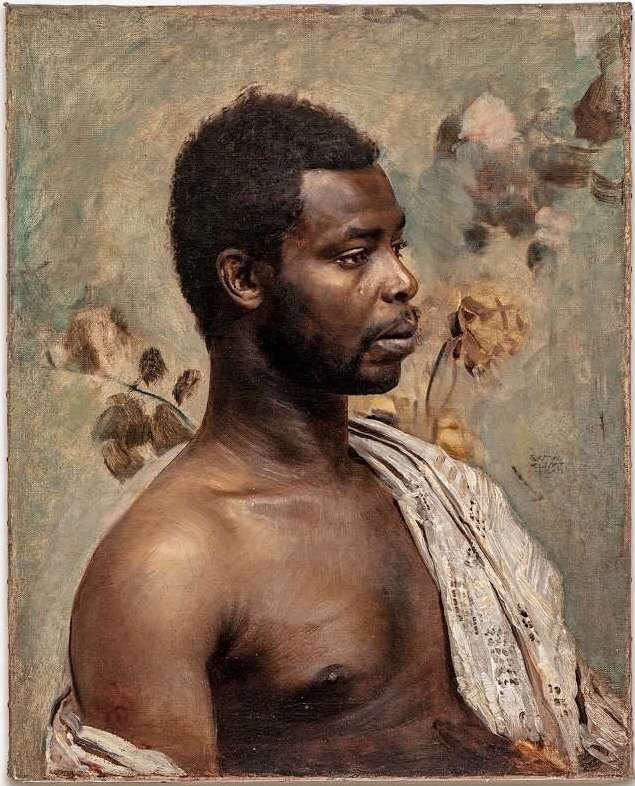
Prince William Nii Nortey Dowuona, 1897[50].

### Filmographie
- Gustave Klimt au musée Maillol : papiers érotiques, film de Christian Guyonnet, Naïve vision, Paris ; Artstudio, 2005, 54 min.
- Klimt ou le testament d'Adele, film documentaire de Michel Vuillermet et Gilbert Charles, France, 2005, 55 min.
- Vienne 1900 : Klimt, Schiele, Moser et Kokoschka, film de Valérie Manuel, RMN, Paris, 2005, 52 min (DVD).
- Klimt, film de Raúl Ruiz, 2006, 127 min (DVD).
- La femme au tableau, film de Simon Curtis, 2015, 107 min.

#### Bases de données et dictionnaires
- Ressources relatives aux beaux-arts :   - Art UK
  - Artists of the World Online
  - Bénézit
  - Bridgeman Art Library
  - British Museum
  - Collection de peintures de l'État de Bavière
  - Delarge
  - Grove Art Online
  - Kunstindeks Danmark
  - Musée d'Orsay
  - Musée des beaux-arts du Canada
  - Musée Städel
  - Museum of Modern Art
  - National Gallery of Art
  - Österreichische Galerie Belvedere
  - RKDartists
  - Royal Academy of Arts
  - Union List of Artist Names
- Ressources relatives à la musique :   - Carnegie Hall
  - MusicBrainz
- Ressource relative à la littérature :   - Internet Speculative Fiction Database
- Ressource relative au spectacle :   - European Theatre Architecture
- Ressource relative à plusieurs domaines :   - Radio France
- Ressource relative à l'audiovisuel :   - IMDb
- Notices dans des dictionnaires ou encyclopédies généralistes :   - Britannica
  - Brockhaus
  - Den Store Danske Encyklopædi
  - Deutsche Biographie
  - Enciclopedia italiana
  - Enciclopédia Itaú Cultural
  - Gran Enciclopèdia Catalana
  - Hrvatska Enciklopedija
  - Internetowa encyklopedia PWN
  - Larousse
  - Nationalencyklopedin
  - Österreichisches Biographisches Lexikon 1815–1950
  - Proleksis enciklopedija
  - Store norske leksikon
  - Treccani
  - Universalis
  - Visuotinė lietuvių enciklopedija
- Notices d'autorité :   - VIAF
  - ISNI
  - BnF (données)
  - IdRef
  - LCCN
  - GND
  - Italie
  - Japon
  - CiNii
  - Espagne
  - Belgique
  - Pays-Bas
  - Pologne
  - Israël
  - NUKAT
  - Catalogne
  - Suède
  - Vatican
  - WorldCat